# الجزائر
الجَزَائِر أو (رسميًّا: الجُمهُورِيَّة الجَزائِرِيَّة الدِّيمُقرَاطِيَّة الشَّعبِيَّة)، هي دولة عربية ذات سيادة تقع في شمال إفريقيا. عاصمتها وأكثر مدنها اكتظاظا بالسكان هي مدينة الجزائر، وتقع في أقصى شمال البلاد. بمساحة تبلغ 2 381 741 كيلومتر مربع (919,595 ميل مربع) و بعدد سكان يفوق الـ 43,851,044 نسمة ، الجزائر هي عاشر أكبر بلد في العالم، والأولى إفريقياً وعربياً ومتوسطياً والثانية في العالم الإسلامي بعد جمهورية كازاخستان. تطل شمالاً على البحر الأبيض المتوسط، وتحدها من الشمال الشرقي تونس وشرقا ليبيا وغرباً المغرب والصحراء الغربية ومن الجنوب الغربي موريتانيا ومالي، ومن الجنوب الشرقي النيجر. نظام الحكم في الجزائر شبه رئاسي، وتقسم إدارياً إلى 58 ولاية و 1541 بلدية.
عرفت الجزائر قديما العديد من الإمبراطوريات والحضارات، بما في ذلك حكم النوميديين والفينيقيين والبونيقيين والرومان فالوندال ثم البيزنطيين. وبعد الفتح الإسلامي شهدت البلاد أو أجزاء منها سيطرة كل من الأمويين والعباسيين والأدارسة والأغالبة والرستميين، والفاطميين، والزيريين والحماديين، والمرابطين والموحدين والحفصيون والزيانيون فالعثمانيين. وشهدت في القرن التاسع عشر الاحتلال الفرنسي للجزائر.
تعدّ الجزائر قوة إقليمية ومتوسطية. وهي عضو مؤسس في الاتحاد الإفريقي، وعضو مؤسس في اتحاد المغرب العربي، وعضو في جامعة الدول العربية ومنظمة الأمم المتحدة منذ استقلالها، وأوبك والعديد من المؤسسات العالمية والإقليمية.
وتعد صادرات الطاقة العمود الفقري لاقتصادها. وبحسب منظمة الدول المصدرة للنفط (أوبك)، فإن الجزائر تحتل المرتبة ال 16 من حيث احتياط النفط في العالم وثاني أكبر احتياط نفطي في إفريقيا، في حين أنها تحتل المرتبة التاسعة من حيث احتياطيات الغاز الطبيعي. تقوم بتوريد كميات كبيرة من الغاز الطبيعي إلى أوروبا. سوناطراك، الشركة الوطنية للنفط، هي أكبر شركة في إفريقيا.
تلقب ببلد المليون ونصف المليون شهيد نسبة لعدد شهداء ثورة التحرير الوطني التي دامت سبع سنوات ونصف. يعيش معظم الجزائريين في شمال البلاد قرب الساحل، لاعتدال المناخ وتوفر الأراضي الخصبة. ووفقا للمادة الثانية من دستور البلاد فإن الدين الرسمي للدولة الجزائرية هو الإسلام، واللغة الرسمية والوطنية هي اللغة العربية واللغة الأمازيغية لغة رسمية ثانية وفقا لما أقره تعديل دستور 2016 من قبل الرئيس السابق بوتفليقة.
يصف دستور الجزائر «الإسلام والعروبة والأمازيغية» بالمكونات الأساسية لهوية الشعب الجزائري، والبلاد بأنها «أرض الإسلام، وجزء لا يتجزأ من المغرب العربي الكبير، وأرض عربية، وبلاد متوسطية وإفريقية».

## التسمية
حسب ما جاء في المصادر التاريخية فإن بلكين بن زيري مؤسس الدولة الزيرية، حين أسس عاصمته عام 960 والتي أطلق عليها اسم جزائر بني مزغنة نظراً لوجود 4 جزر صغيرة غير بعيدة عن ساحل البحر قبالة المدينة. وهو ما أكّده الجغرافيون المسلمون مثل ياقوت الحموي والإدريسي. فالاسم في البداية كان يشمل فقط مدينة الجزائر لكن العثمانيون هم من أطلق اسم الجزائر على كافة البلاد باشتقاقه من اسم العاصمة.

## الرموز الوطنية
استَعملت الجزائر سابقاً عدة أعلام ظهر آخرها أثناء حرب التحرير، والتي ترمز ألوانه: الأبيض إلى حب السلام والأحمر إلى دم الشهداء وأما الأخضر فيرمز إلى التطور والازدهار ويرمز الهلال والنَّجْمَة إلى الإسلام.

## التاريخ
استقبلت الجزائر العديد من الحضارات ما جعلها ترث تاريخا غنيا، فقد أثرت إفريقيا والبحر المتوسط وأوروبا والمشرق في كتابة هذا التاريخ.
أول البقايا الأثرية الملحوظة هي تلك التي تركها الإنسان في الحديقة الوطنية لطاسيلي، التي تعدّ أكبر متحف مفتوح في العالم. وتنتشر الأضرحة في مناطق عدة من البلاد مثل كإيمدغاسن، الضريح الملكي الموريتاني وضريح بني ريحان بولاية عين تيموشنت وأيضًا الموقع الأثري ضريح الملك ماسينيسا (سوما) أو الخروب بقرب سيرتا (قسنطينة حالياً) التي توجد في ولاية قسنطينة وأيضا العديد من الغيران والأضرحة كدجيدارس وفرندة وغيرها التي تشهد على الطرق والممارسات الجنائزية.
تركت الفترة الرومانية العديد من الآثار والمعالم في تيبازة وتيمقاد، ناقوس، زانا، كالما، ماداوروش، خميسة، شرشال، جميلة، تيديس، هيبون.
بعد الفتح الإسلامي لشمال إفريقيا، شهدت المنطقة تطور العديد من المدن الجزائرية كتلمسان، الجزائر العاصمة وبجاية والعديد من السلالات عبر الزمن التي أصبحت سلالات حاكمة في عدة مناطق جزائرية.
وفي العام 1515م قام العثمانيون بضم الجزائر لإمبراطوريتهم، ثم احتل الفرنسيون الجزائر سنة 1830م التي تحررت بعدها سنة 1962م.

### ما قبل التاريخ
وجد في عدة مواقع أثرية عظام بشرية عمرها مليوني عام وقد وجد بعين الحنش بالعلمة ولاية سطيف آثار لصناعات جد قديمة.
آخر الصادين في المنطقة ممثلون في شمال شرق الجزائر من طرف القبصيين الدين وثقوا ذلك منذ 8000 عام.
لقد بينت الاكتشافات والحفريات التي جرت بمنطقة «تيغنيف» العثور على مقبرة فيلة من النوع المنقرض الذي يطلق عليه الفيل الأطلنطي وعاش هذا الحيوان في عصور ما قبل التاريخ مما يدل على وجود حياة في هذه المنطقة منذ آلاف السنين ويبقى الاكتشاف الأهم في التاريخ العالمي وكذا الوطني هو العثور على أقدم إنسان في شمال إفريقيا وهو رجل ما قبل التاريخ أو رجل الأطلس ويسميه البعض رجل تيغنيف أو رجل تيغنيفين وقد أعلن عنه في أكتوبر 1952 بعد دراسة الحفريات والأدوات المستعملة في ذاك العصر وذلك بحضور أربعين مختصاً من أنحاء العالم و«الدكتور ليكي» مدير «متحف نيروبي». مدينة وتيغنيف كلمة أمازيغية تعني البركتين (المصدر؟) كان يقف عندهما الزوار منذ عهد الرستميين والموحدين ويقدر تاريخها بأكثر من 500.000 سنة.
يوجد بتغنيف قرب معسكر موقع للحضارة الأشولية وجد به العديد من العظام الحيوانية والبشرية (3 فكوك سفلية، عظم جداري وبعض الأسنان) نسبة إلى جنس ونوع جديدين من قبل كميل أرامبورغ عام 1954 وهو «الأتلانتروب». الفكوك ذات حجم كبير جداً وهو ما يشير إلى وجود بشر ضخام الجثث.
وجد بالموقع أيضاً آثار صناعة حجرية أشولينية تضم العديد من السواطير (بالإنجليزية: "Cleaver tool") والفؤوس اليدوية.
في الجنوب، تميزت الصحراء في العصر الحجري بأنها كانت فترة مزدهرة بسبب المناخ الأكثر الرطوبة من المناخ الحالي، كان إنسان هذه الفترة يرسم ويعلّم مكان عيشه برسومات عن الحياة اليومية.
تملك الأوراس عدة مواقع أثرية من ما قبل التاريخ حيث أن عدة غيران كانت ماْهولة لقربها من إحدى أكبر مواطن الحضارية البدائية والتي عرفت بالحضارة العاترية ونواتها بئر العاتر بضواحي تبسة، عاشت تحت ظل العاترية في الفترة الممتدة بين العصر الحجري القديم والعصر الحجري الحديث، قد عُثِر على العديد من الأدوات الحجرية التي ترجع إلى هذه الفترة منها رؤوس أسهم ذات عنق في كل من سوق أهراس، تيفاش وتاورة، من أروع شواهد فترة عصر ما قبل التاريخ بولاية سوق أهراس النقوش الصخرية المتواجدة إلى اليوم بموقع كاف المصورة، إذ تعود إلى 7000 سنة قبل الميلاد أي فترة الإنسان العاقل وهي من نوادر اللوحات الإنسانية في شمال إفريقيا، هذا بالإضافة إلى الرسومات الليبية لموقع كاف الرجم ضواحي سدراتة،
ترك انسان ما قبل التاريخ أثره في منطقة الأطلس الصحراوي بنقوشات صخرية عديدة بعضها مصنف عالميا كلوحة الفيلة سفيسيفة بالغيشة بولاية الأغواط.

### الجزائر خلال العهد الفينيقي
الفينيقيون هم أمة سامية من ولد كنعان بن لاوذ بن سام بن نوح عليه السلام كانوا يستقرون بجزيرة العرب وارتحلوا بعد ذلك إلى الشام مع إخوانهم ليستقروا بفينيقيا، أرض لبنان الحالية وجزء من سوريا وفلسطين، وصار الشام يطلق عليها أرض كنعان وهم العرب في نسبهم ووطنهم.
كان الفينيقيون يسيطرون على التجارة الداخلية والخارجية لسواحل البحر المتوسط، بعد أن أنشؤوا محطات تجارية، من أبرزها قرطاجنة عام 814 ق.م على الساحل التونسي. ولقد امتد نفوذ قرطاجنة ليصل إلى غاية السواحل الجزائرية، ليؤسسوا بها مدناً ساحلية جزائرية، كبجاية وتنس وشرشال وهيبون (عنابة)، جيجل ووهران.
- العلاقات السياسية

لقد كانت العلاقات الجزائرية مع قرطاجنة موصوفة بالمودة، وهذا ما يظهر جليا من خلال العلاقات التجارية والمصاهرة التي كانت بينهم، فقرطاجنة لم تشأ أن تبسط نفوذها على الأراضي الجزائرية، ما دام مصالحها مضمونة من خلال التحالفات التي كانت قائمة بين أمراء الأمازيغ، وما دام هذا الأمر يجعل من قرطاجنة الوصية والحامية على الإمارات الأمازيغية.
- العلاقات الاقتصادية

لم يكن يهم قرطاجنة التوسع في الأراضي الجزائرية، بقدر ما كان يهمها استثمار أهل البلاد واستغلالهم، وهذا ما جعل النوميد الأمازيغ يكرهونهم، لإن هذا الاستغلال كان قبيحا وقاسيا، فهدف قرطاجنة من خلال إقامة تلك العلاقات الودية مع الجزائريين، هو ضمان القدر الكافي من الأمن للسماح بالازدهار التجاري.

### نوميديا
يعتبر ماسينيسا أشهر الملوك النوميديين الرحل ولد ماسينيسا بخنشلة ثم اتخذ سيرتا (قسنطينة حالياً) عاصمة له ولا يزال قبره موجودًا هناك. تميز ماسينيسا بقدراته العسكرية بحيث أنتصر على حنبعل القرطاجي أهم الجنرالات التاريخيين، في معركة زاما بالحدود الجزائرية (الحدادة) الحالية سنة 202 قبل الميلاد. وفي عهده برزت مملكة مملكة نوميديا العظمى في ميادين عسكرية وثقافية كما جهز الأساطيل ونظم وشجع على الإستقرار وتعاطي الزراعة وشجع التجارة الذي جعله يعتبر أبرز الملوك الأمازيغ القدماء.

### الفترة الرومانية
- موريتانية القيصرية الجزائر في ظل الاحتلال الروماني

أطلقت الإمبراطورية الرومانية على القسم الشرقي من المملكة التي كان يحكمها الملك «بطليموس» ابن يوبا الثاني اسم مقاطعة موريتانية القيصرية كان ذلك عام 42 م بعد أن غزا الإمبراطور كاليغولا لتصبح المملكة في حوزة الإقليم العسكري الخاضع لسلطة التاج الإمبراطوري مباشرة. ومعروف أن موريطانية الشرقية أصبحت تنعت بالقيصرية نسبة لعاصمتها الإدارية أيول (شرشال حالياً) التي غيّر اسمها يوبا الثاني وأطلق عليها لقب حليفه (الإمبراطور أوكتافيوس أغسطس) الملقب بقيصر تكريما له وعرفانا بفضله عليه ثم عمل على جعلها مدينة مشابهة للمدن الهلينسية في مظهرها العمراني ومضمونها الحضاري ونظراً للشهرة التي بلغتها عاصمة المملكة أيام تحولها إلى الإدارة الرومانية كان طبيعيا أن يتخذ منها مقراً لحكام المقاطعة وتسمى المقاطعة الجديدة المقامة على القسم الغربي من موريطانيا بمقاطعة «مورينانية الطنجية» نسبة لمدينة «طنجة» التي اتخذ منها الحاكم الروماني مقراً لقيادتهم. وموريتانية مصطلح جغرافي اشتقه الأقدمون من اسم (المور) وهم أقوام ليبية قديمة كانت تسيطر على المناطق الغربية من بلاد المغرب العربي وتعني الأسود (البشرة السوداء) وفي رواية أخرى وأغلب الظن أن للمصطلح جذور فنيقية على اعتبار القرابة اللغوية من حيث اللفظ والمعنى بين عبارة (ماحورين) الفينيقية التي تعني أهل المغرب أو المغاربة الذين يقطنون الجهات التي تغرب فيها الشمش وهي مطابقة لما تعنيه كلمة (مغرب) في العربية. وعبارة (ماور) أو (مور) (Mouros) التي حافظت على نفس المدلول الجغرافي عند اليونان والرومان ومنهما إلى اللغات الأوربية الحديثة. ولعل اقتناع الرومان بدقة مدلول هذا المصطلح هو الذي جعلهم يحتفظون به ولم يغيروه ولو جزئيا رغم الخلط الذي نظن أنه ربما كان يحدث لهم عندما أبقوا على مقاطعتين متجاورتين تسميان به موريتانية القيصرية غرب الجزائر وموريتانية الطنجية إذ أن كلا المقاطعتين تقعان في جهة الغرب بالنسبة إليهم ولايميز بينهما سوى اسمي عاصمتيهما وحتى المقاطعة الثالثة التي استحدثوها فيما بعد على الجزء الشرقي من موريطنية سيتيفينسيس وعاصمتها (سطيف حالياً) احتفظوا لها بنفس الاصطلاح وميزوها عن المقاطعتين القديمتين باسم عاصمتها الإدارية.

### الممالك الأمازيغية
عندما اشتد الصراع بين روما وقرطاجة، ونشبت بينهما الحروب البونيقية التي استمرت 120 عاماً (من 264 ق.م. إلى 146 ق. م). استطاع الأمازيغ أن يتحرروا من نفوذ قرطاجة، وكوّنوا لأنفسهم دولة مستقلة شملت الأوسط والأقصى.
و لعل أشهر ملوك الأمازيغ في هذه الفترة هو ماسينيسا، فقد وقف حياته في خدمة بلاده وتوفير مصالح شعبه، وعمل على نشر اللغة القومية بين الشعب، وكوّن جيشا وأسطولا أمازيغيا قويا، وضرب النقود باسمه، وارتقى بوسائل الري والفلاحة وجَلب لذلك الخبراء الفنيين من اليونان وإيطاليا، وعمل على توطيد علاقاته مع روما عدوّة قرطاجة ليحقق هدفه الذي عاش يعمل له وهو توحيد نوميديا
و قد ظل في نزاع مع قرطاجة، ناصرته فيه روما ولكنها أرسلت جيوشها خشية أن يتغلب على قرطاجة ويوحد شمال إفريقيا ويتعاظم أمره ولا تأمن روما القوة التي تنجم عن الوحدة السياسية النوميدية. وعندما انتصرت روما على قرطاجة ودمرتها عام 146 ق م. قسمت بلاد المغرب العربي إلى ثلاث وحدات إدارية هي:
1. إفريقيا كانت تشمل أكثر المدن التونسية وقد وضعت تحت الإدارة الرومانية مباشر.
2. قسنطينة وقسمت مناصفة إلى مملكتين، أحدها برئاسة مسبسا ابن ماسينيسا ملك نوميديا. وكانت تمتد من البلاد التونسية إلى والآخر برئاسة يوغرطة
3. موريطانيا القيصرية ووضع على رأسها القائد الأمازيغي يوبا الثاني هذا ولم يخضع الملك يوغرطا للرومان، وبذل جهوده في ترقية شعبه.

وعمل على توحيد المغرب العربي واستطاع أن يبسط نفوذه على مملكة نوميديا كلها وخشيت روما أن يدين له كل نوميديا فأعلنت عليه الحرب، وانتصر الرومان.
وقد تمتعت موريطانيا القيصرية بالاستقلال والرخاء والنهضة في ظل ملكها يوبا الثاني الجزائري أبن عنابة 25 ق.م إلى 40 ميلادية. وقد سهر هذا الملك على خدمة بلاده ومصالح رعاياه ونهض بالزراعة والري وازدهرت الحياة الاقتصادية في عهده.وقد جعل عاصمته شرشال التي أطلق عليها اسم «القيصرية» وجلب إليها الفنانين والمهندسين من مصر واليونان. وشيدوا في أنحائها القصور الجميلة والهياكل الفخمة. وأصبحت موطن الشعراء والفلاسفة والكتاب. ولاسيما أن يوبا الثاني نفسه كان مولعاً بالعلم. ألّف عدة كتب في الفلسفة والجغرافيا والتاريخ والموسيقى، وبذل من ناحيته عناية فائقة بنشر الثقافة والمعرفة بين رعاياه ولم يكتمل للرومان بسط مطلق نفوذهم على جميع بلاد المغرب الكبير إلا بعد أن فشلت ثورة تاكفريناس. الذي أعلن العصيان في نوميديا والثورة على روما، وعندما استسلم، بسطت روما سلطانها على بلاد المغرب الكبير واستعمرتها بشكل مباشر واستقر حكمها لشمال إفريقيا.
الحضارة الرومانية في إفريقيا الشمالية
استوطن الرومان بلاد المغرب الكبير وبذلوا طاقاتهم في استعمارها وعملوا على تكثر أرض المغرب العربي من إنتاج ما يمون روما وبذلك حفروا الآبار وشقوا القنوات ونظموا وسائل الري وتعهدوا الفلاحة وأقاموا القناطر والطرقات ومن ذلك الطرق المرصوفة الكبيرة التي وصلت بين المدن الكبرى مثل الطريق الذي كان يصل بين شرشال وطريق تلمسان وقرطاجنة قسنطينة وطرابلس وتافنة وقد استخدمت هذه الطرق في الشؤون التجارية ورغم أن الرومان كانوا قد شقوها لأغراض عسكرية.
وقد تزايد الإنتاج الزراعي والحيواني والصناعي في نوميديا حتى أصبحت شمال إفريقيا تمول روما بالحبوب والفواكه والخمور والصوف والزيوت والمرمر والمصابيح الزيتية والأقمشة وآنية والخيول والبغال وكذلك كانت شمال إفريقيا تمد روما بالحيوانات الضارية التي كانت عاصمة الإمبراطورية تحتاجها في ألعابها وحفلاتها ونتج عن ازدهار التجارة، أن ارتفع مستوى المعيشة وتضخمت الثروات وعددت المباني الفخمة وتزايد عدد السكان كما ازدهر الفن والأدب ومختلف العلوم وظهر من بين البرابرة كتاب مبدعون وفلاسفة خالدون سيما بعد دخول المسيحية بنحو قرنين إلى البلاد ومن ذلك الكاتب ترتوليان الذي ولد بمدينة قرطاجنة والذي درس الحقوق وعمل قسيسا وصل إلى روما حيث مات عام
222 م وأشهر مؤلفاته تلك التي قاوم بها الوثنية ومن أعلام الفكر الجزائري القديس أوغسطين الذي ولد عام 354م بمدينة طاغاست ومات عام 430 م بمدينة عنابة وأشهر مؤلفاته «مدينة الآلهة» وقد بدأ ازدهار الفن في نوميديا خلال العهد الروماني في تشييد الهياكل الفخمة المزدانة بالأعمدة الرخامية والتماثيل الجميلة والمسارح والحمامات المزدانة بالفسيفساء وامتازت المنازل بالأروقة والأعمدة الرخامية والنوافير والحدائق، ولا تزال بعض هذه الآثار الرومانية منتشرة في مختلف أنحاء بلاد الشمال الإفريقي سيما من شرشال، تيمقاد، خميسة، مادور.

### الاحتلال الوندالي
الاحتلال الوندالي لبلاد المغرب العربي: تم بين سنتي 429م إلى 534م
- أسباب الاحتلال الوندالي لبلاد المغرب الأوسط:

الطمع في ثروات المغرب الأوسط
استنجاد الوالي الرماني بهم
رغبة الوندال في الوصول إلى روما عن طريق المغرب الأوسط ضغط قبائل القوط عليهم
- دخول الوندال إلى المغرب الأوسط: دخلوا من الجهة الغربية عبر مضيق جبل طارق وزحفوا حتى وصلوا إلى قرطاجة واستقروا هناك.
- سياسة الوندال: قاموا بأعمال تخريبية كبيرة وأخذوا الأراضي الخصبة لهم، وعاملوا النوميد بوحشية
- انبعاث الإمارات المستقلة بالمغرب الأوسط: تمكن النوميد في ظل الحكم الوندالي من إنشاء الإمارات التالية:
  - مملكة التافنة: تمتد من الشلف إلى ملوية
  - مملكة الحضنة: تشمل منطقة التيطري
  - مملكة الأوراس: وتشمل الشمال الشرقي من الجزائر
- سقوط دولة الوندال: انتهى الحكم الوندالي بالمغرب الأوسط سنة 534 م على يد البيزنطيين ويخضع المغرب الأوسط بعد ذلك للحكم البيزنطي

### الاحتلال البيزنطي
بعد انهيار الدولة الرومانية وانقسامها بين الإمبراطورية الغربية التي يسيطر عليها القوط والإمبراطورية الشرقية «البيزنطية» وعاصمتها «القسطنطينية» وقعت الجزائر تحت حكم الاحتلال البيزنطي وذلك حتى عصر الفتوحات الإسلامية.

### الجزائر في ظل الدول الإسلامية

#### الدولة الرستمية
الرستميون، سلالة من الإباضية حكمت في بلاد المغرب (الجزائر، تونس وليبيا) بين 776-909 م، مقرها كان مدينة تاهرت أو تيهرت وتسمى اليوم تيارت (في الجزائر).
مؤسس السلالة، عبد الرحمن بن رستم (ذو أصول فارسية) كان منذ 758 م والياً على القيروان من قبل الإباضية. فر بعد عودة الولاة العباسيين إليها إلى تيهرت، بويع إماما على الجماعة (776-784 م). حكم الرستميون في مناطق الشمال الجزائري أثناء عهد ابنه عبد الوهاب (784-823 م) ثم وضع نفسه صرفيا تحت حماية الأمويين حُكّام الأندلس، الشيء الذي مكنه من إقامة علاقات جيدة (تجارية) مع الأندلس.
توطدت الدولة وساد الإستقرار في عهد أبو سعيد الافلح (823-868 م) ثم أبو حاتم ويسف (868-894 م) من بعده. أصبحت تاهرت عاصمة ثقافية وفكرية في الشمال الإفريقي. سنة 908 م قام أبو عبيد الله صاحب الفاطميين بالقضاء على دولتهم. تحول بقايا الإباضيين نحو الجنوب الجزائري، واستقروا في منطقة وادي ميزاب، من أهم مدنهم اليوم غرداية.

#### الدولة الإدريسية
كانت مناطق المغرب غير التابعة للدولة الرستمية قبل ظهور الأدارسة تتكون من عدة إمارات تتنازع حكمها قوى مختلفة في الشمال والوسط والجنوب، ويتوزع سكانه بين أتباع عدة ديانات سماوية وعبادة الأوثان. تمكن المولى إدريس بن عبد الله المنتسب للبيت النبوي الشريف من الوصول إلى المغرب سنة 788 م وبايعته القبائل الأمازيغية بمدينة وليلي، فوضع بذلك نواة ثالث دولة مستقلة عن الخلافة في العالم الإسلامي بعد إمارة قرطبة والدولة الرستمية، وهي الدولة الإدريسية.
بعد مقتل إدريس الأول بايعت القبائل ابنه إدريس الثاني سنة 803 م، الذي أسس مدينة فاس واتخذها عاصمة لحكمه، كما عمل على تنظيم الإدارة والجيش وتوحيد البلاد، ولم تتجاوز حدود الأدارسة غرباً منطقة تلمسان. بعد وفاة إدريس الثاني تنازع أبناؤه على الحكم، فانقسمت المملكة وضعفت حتى سقوطها سنة 974 م.

#### الدولة الأغلبية
الأغالبة أو بنو الأغلب (184-296 هـ/ 800-909 م) سلالة عربية لينة من بني تميم حكمت في المغرب الكبير (شرق الجزائر وتونس وغرب ليبيا) مع جنوب إيطاليا وصقلية وسردينيا وكورسيكا ومالطة.
كانت حدود دولة الأغالبة وعاصمتها القيروان تتسع وتتقلص بحسب قوة أمرائها وضعفهم. أسس الدولة إبراهيم بن الأغلب بن سالم بن عِقال بن خفاجة التميمي. وكان والده الأغلب ـ الذي سميت الدولة باسمه ـ أول من دخل إفريقيا من هذه الأسرة، التي كانت قد استقرت في مَرْو الرُّوذ في خراسان، منذ الفتح الإسلامي. وكان قيام هذه الدولة في عهد الخليفة هارون الرشيد. وقد تلقب حكام هذه الدولة بالأمراء، وظلوا خاضعين لسلطة الخلفاء العباسيين إسمياً، فصكّوا النقود باسمهم، وخطبوا لهم على المنابر، من دون أن يسمحوا لهم بالتدخل في شؤونهم الداخلية.

#### الدولة الفاطمية
الدولة الفاطمية (358-567هـ/ 969-1172م)
لم تنقطع حركات المتشيعين ولم تتوقف، فقد كانوا متعصبين لآرائهم، مؤمنين بفكرتهم، يزعمون أن أحق الناس بالخلافة أبناء علي من نسل السيدة فاطمة الزهراء، فإن نالها غيرهم فما ذاك إلا أمر باطل يجب أن يمحى، وما هو إلا شرٌّ حَلَّ بالمسلمين يجب أن يزال. ونشط دعاة الشيعة في الدعوة إلى مذهبهم، وبخاصة في الجهات البعيدة عن مركز الخلافة، مثل أطراف فارس واليمن وبلاد المغرب.
كانت شمال إفريقيا أرضاً صالحةً لنصرة المذهب الإسماعيلي، ذلك أنَّ التشيُّع العَلَويّ تركَّز مُنذ نشأته في المشرق، وظهر في بيئة الكوفة مُتعددة الأجناس والقوميَّات، وانتشر بين الموالي، ثُمَّ انتقل غربا بعد المُلاحقات التي تعرَّض لها الشيعة من قبل العبَّاسيين، وكانوا جميعاً من فرع الحسن بن عليّ بن أبي طالب، وتمركزوا في شمال إفريقيا حيثُ ضعُفت السيطرة العبَّاسيَّة لبُعد المسافة عن مركز إتخاذ القرار في بغداد، ولصُعوبة المُواصلات، ونشروا التعاليم المُشتركة للمذهب الشيعيّ ومآثر العَلَويين ممَّا أدّى إلى انتشار هذا المذهب بين الأمازيغ الذين أدّوا دور الموالي من الفُرس في المشرق، على الرُّغم من وجود فوارق كُبرى بين الفئتين في طبيعة دعمها للعَلويين بعامَّة، وفي مؤسساتهما ومُنظماتهما، وفي أهدافهما وعقائدهما.
ورُبَّما كان العطف على آل بيت الرسول مُحمَّد، والاعتقادُ بفضائلهم، كبيراً في المغرب من أيِّ مكانٍ آخر، وقد أتاح للأدارسة السَّيطرة على المغرب الأقصى بدون مشقَّة وتأسيس دولتهم المُستقلَّة. كما اشتمل المغرب الأوسط في النصف الثاني من القرن الثالث الهجري، باستثناء الأراضي التابعة للدولة الرستمية، على إماراتٍ شيعيَّةٍ بلغ عددها تسعُ إماراتٍ، ممَّا هيَّأ الأرضيَّة الخصبة لزرع وتنمية الدعوة الشيعيَّة. لكنَّ المذهب الإسماعيلي دخل إلى إفريقية بصورةٍ أكثر تنظيماً وسريَّةً قبل نحو مائةٍ وخمسةٍ وثلاثين سنة من قُدوم أبي عبدِ الله الدَّاعي، وذلك في أواسط القرن الثاني الهجري المُوافق للقرن الثامن الميلادي، وتركَّز في ديار القبيلة الأمازيغيَّة كتامة في المغرب الأوسط، التي عُرفت بأنَّها أكثرُ القبائل عدداً وأصعبها مُراساً، إذ كانت تسكُن جبال الأوراس الوعرة في جنوب إفريقيا، وهي البلادُ المُمتدَّة من طرابلس الغرب إلى طنجة.
- تفكك الدولة:

خرج بعض الولاة على الخلفاء الفاطميين خصوصاً في شمال إفريقيا؛ مما أدّى إلى استقلال تونس والجزائر، واستولت الدولة السلجوقية التي قامت بفارس والعراق على معظم بلاد الشام التابعة للفاطميين، وإلى جانب هذا كله عمل الصليبيون في الاستيلاء على الأراضي المقدسة فاستولوا على بيت المقدس من أيدي الفاطميين سنة 492 هـ/ 1099 م، ثم أخذوا يغيرون على أطراف الدولة المصرية.

#### الدولة الزيرية
.
دخل الزيريون بعدها في صراع مع أبناء عمومتهم الحماديون الذين أسسوا دولة خاصة بهم في المغرب الأوسط (الجزائر) ثم المغرب العربي والاندلس.

#### الدولة الحمادية
الحماديون، بنو حماد، الصنهاجيون: سلالة أمازيغية حكمت في الجزائر، ما بين 1007/15-1152 م.
المقر: القلعة: 1015-1090 م، بجاية: منذ 1090 م.
الحماديون فرع من الزيريين حكام إفريقيا. أسس دولتهم حماد بن بلكين (1007-1028 م) تولى حكم آشير (في الجزائر) من قبل بنو أعمامه الزيريين حكام إفريقيا. بنى عاصمته القلعة عام 1007 م ثم أعلن الدعوة العباسية سنة 1015 م واستقل بالحكم. إلا أنه لم يتم الاعتراف بدولته إلا بعد حروب كثيرة خاضها ابنه القايد (1028-1054 م) مع الزيريين. اعترف هؤلاء في النهاية باستقلال دولة الحماديين.
في عهد بلكين (1055-1062 م) توسعت الدولة إلى حدود المغرب الأقصى (مع دخول فاس)، ثم في عهد الناصر (1062-1088 م) بلغت تونس والقيروان، كما امتدت أطراف الدولة جنوبا في الصحراء. قاد هؤلاء السلاطين حركة عمرانية كبيرة كما بلغت الدولة في عهدهم أوجها الثقافي. منذ 1104 م ومع دخول أعراب بنو هلال (مع سليم ورباح) المنطقة، وتزايد ضغطهم على الدولة الحمادية، انحسرت رقعة الدولة إلى المنطقة الساحلية. سقط آخر السلاطين الحماديين «يحيى بن عبد العزيز» (1121-1152 م) بعد دخول الموحدين إلى عاصمته بجاية سنة 1152 م.

#### الدولة الموحدية
الدولة الموحدية :
دولة أمازيغية إسلامية أسسها الموحدون من سلالة أمازيغية حكمت في بلاد المغرب (المغرب، الجزائر، تونس، ليبيا) والأندلس سنوات 1121-1269 أسسها أتباع حركة محمد بن تومرت واستطاع عبد المؤمن بن علي الكومي (30/1133-1163 م) أن يستحوذ على المغرب الأقصى (سقوط مراكش عام 1147 م) والمغرب الأوسط ومن ثم على كامل إفريقيا (حتى تونس وليبيا عام 1160 م) والأندلس (1146-1154 م).
المقر: مراكش وإشبيلية (فترات متقطعة).

#### الدولة الزيانية
الزيانيون، بنو زيان أو بنو عبد الواد سلالة أمازيغية زناتية حكمت في المغرب الأوسط (الجزائر) بين 1235 و1554 م. وعاصمتهم تلمسان.
وفي رواية أخرى أنهم من نسل القاسم بن محمد بن عبد الله بن إدريس الأصغر بن إدريس الأكبر جد الشرفاء الأدارسة.
يرجع أصل بنو عبد الواد أو بنو زياد إلى قبيلة زناتة الأمازيغية التي استقرت شمال الصحراء الكبرى ثم هاجرت في حدود القرن الحادي عشر إلى شمال الجزائر.
كان بنو عبد الواد من أنصار الموحدين، نقل هؤلاء إليهم إدارة مدينة تلمسان. بعد سقوط الموحدين استقل أبو يحيى يغمراسن بن زيان (1236-1283 م) بالحكم تمكّن بعدها من وضع قواعد لدولة قوية، في عهده ثم خلفائه من بعده أصبحت تلمسان مركزاً لنشر الثقافة ومركزاً تجاريًا أيضاً. تأرجح بنو عبد الواد بعد ذلك بين وصاية المرينيين أصحاب المغرب تارة ثم الحفصيين أصحاب تونس تارة أخرى، والذين أجبروهم مرات عدة في القرنين الـ13 و الـ14 م على التنحي. ثم انتهى بهم الحال إلى أن وقعو تحت سيطرة المرينيين. أُعيد إحياء سلطة الدولة وبلغت الثقافة أعلى درجاتها في عهد أبو حمو الثاني (1359-1389 م)، قبل أن يقعوا مرة أخرى تحت سيطرة الحفصيين. منذ 1510 م وبسبب التهديد الإسباني وضع بنو عبد الواد أنفسهم تحت حماية الأتراك (الذين استولوا على مدينة الجزائر عام 1516 م بأيدي عروج بربروس). سنوات 1552-1554 م يستولي الأتراك على غرب الجزائر بعد عزل آخر سلاطين بني عبد الواد.

### الاحتلال الإسباني
لقد شكّلت الجزائر أكبر هدف لمعظم الحملات العسكرية التي قادها أباطرة وملوك وأمراء وقراصنة أمثال شارلكان الإسباني، والكاردينال كزيمنس الطليطلي، وأندري دوريا الجنوي، تزعم هذه الحركة البرتغال وإسبانيا، ورفع شعار ضرب المسلمين في شمال غرب إفريقيا، منعاً للقرصنة التي كان يقوم بها المسلمون حسب ادعاءاتهم على الشواطئ الأطلسية والمتوسط. ويظهر من خلال هذا الشعار قوة الدافع الديني إلى جانب الدافع الاقتصادي، ويمكن أن نستدل بالشواهد الآتية :-
1. سيطرة الروح الصليبية على حاكم أرغون (فرديناند) وحاكمة قشتالة (إيزابيلا) حيث بديا أكثر تعصبا وتأججا من صليبية القرن ال 11 م.
2. تقديم البابوات وعودًا للبحارة الذين يشاركون في هذه الحملات بالفوز بالجنة.
3. مرافقة رجال الدين للرحالة إلى الأماكن المكتشفة لنشر الكاثوليكية فيها.
4. إصدار بعض البابوات مراسيم عديدة يخولون بها ملوك إسبانيا والبرتغال الحق في احتلال الأقاليم التي تم اكتشافها أو التي ستكتشف فيما بعد.
5. من بين هذه المراسيم : البابا نيقولا ال 5، كالسين ال 3، اسكندر ال 6 في السنوات 1455 م، 1456 م، 1493 م. 3 1455 م 1447 م مرسوما بعث به إلى هنري يشجعه على المضي قدما) 5 - إصدار البابا نيقولا ال 5 في عمله ويمنحه الحق في السيطرة على جميع البلاد التي تخضع للمسلمين. (إن سرورنا لعظيم أن نعلم أن ولدنا العزيز هنري أمير البرتغال قد سار في خطى أبيه الملك جون بوصفه جنديا قديرا من جنود المسيح ليقضي على أعداء الله وأعداء المسيح من المسلمين والكفرة.).
6. أسر هنري 7 من الجزائريين وإهدائهم إلى البابا.

الدوافع الاقتصادية :
- احتلال مواقع إستراتيجية بصفة دائمة واتخاذها قاعدة للتوسع الاستعماري داخل البلاد.
- إستغلال الثروات الاقتصادية التي تزخر بها الجزائر.
- إستغلال الموقع الجغرافي للجزائر باعتبارها بوابة للتوغل داخل القارة.

الجزائر في بداية القرن ال 16 م.
تعرضت الجزائر للعديد من الحملات العسكرية نذكر منها :
1. حملات بيدرونا فاروا على المرسى الكبير 1505 م ومسرغين 1507 م ووهران 1509 م وبجاية

1510 م وعنابة 1510 م.
1. حملة ديبقود وفيرا على مدينة الجزائر عام 1516 م.
2. حملة دون هوغور ومونكار على مدينة الجزائر عام 1519 م.
3. حملة أندري دوريا على مدينة شرشال عام 1531 م.
4. حملة شرلكان الكبرى الفاشلة على مدينة الجزائر عام 1541 م، التي باركها وأيدها البابا بول الثالث

واشترك فيها قراصنة إيطاليا وصقلية وفرسان مالطا.
1. حملة البابا بيوس الرابع الصليبية ضد الجزائر عام 1555 م و 1560 م التي اشترك فيها فرسان مالطا و

نائب ملك نابلي، وقادها نائب ملك صقلية الدوق دومدنيا.
1. غارة خوان قسكون الإسباني ضد مدينة الجزائر عام 1567 م بمساعدة وتأييد ملك إسبانيا.
2. الحملة الصليبية الضخمة ضد الجزائر العاصمة عام 1601 م التي اشتركت فيها قوات البابا، وجنوده، ونابولي والتوسكانا.

### الجزائر في ظل الحكم العثماني
التحقت الجزائر بالدولة العثمانية في 1504م بعد طلب المساعدة من العثمانيين وقد أصبحت الجزائر دولة اشتراكية مع آسيا الصغرى وقد تأسس أسطول الجزائر الذي كان الأقوى في العالم كله والذي كان يتحكم بالبحر الأبيض المتوسط والسفن التي تمر تدفع غريمة لحمياته وكانت أمريكا تدفع 100 ألف دولار سنويا. وحكم الجزائر آخر داي الداي حسين وكانت الجزائر تقوم بمساعدة العثمانيين وهم يمدونها بالأسلحة والمؤن والعتاد المدني والعسكري.

#### إلحاق الجزائر بالخلافة العثمانية
احتل الإسبان مدينة وهران سنة 1504 بقيادة غونزالو سيسنيروز، كاردينال الملوك الكاثوليك، فاستنجد سكان بجاية وجيجل بالأخوة عروج، حيث قام عروج وخير الدين، بوضع الجزائر تحت سيادة الدولة العثمانية، وجعلا من سواحل البلاد قاعدة لعملياتهم البحرية على الأساطيل المسيحية.
بلغت هذه النشاطات ذروتها سنة 1600، (أطلق على مدينة الجزائر اسم دار الجهاد).
تعرضت مدينة الجزائر خلالها، لهجوم الملك شارل الخامس في 1535 بعد سيطرته على مدينة تونس، التي لم تدم طويلا.
و كما أن الجزائر قد انضمت رسميا للدولة العثمانية.

#### عهد البايلر بايات
أصبحت الجزائر ولاية عثمانية يحكمها البايلر باي خير الدين بربروس الذي عينه السلطان العثماني سليم الأول وقد تميزت هذه المرحلة بما يلي
بداية بناء الاسطول الجزائري
تأسيس الوحدة الإقليمية في الجزائر
اشتداد الحملات الأسبانية والبرتغالية على الموانئ الجزائرية (حملت إسبانيا على مدينة الجزائر في أوت 1518 حملة شرلكان الشهيرة سنة 1541)
بداية تسرب النفود الفرنسي إلى الجزائر حيث منحت امتيازات لفرنسا باصطياد المرجان في القالة وعنابة والقل
مشاركة الأسطول البحري الجزائري في الحرب الفرنسية ضد إسبانيا.

#### عهد الباشوات
حكم الباشوات في الجزائر بين 1587 و1659.
الباشا هو لقب يمنح في الدولة العثمانية لأصحاب المناصب العالية من مدنيين وعسكريين. يعتبر عهد الباشوات عهد الموظفين الذين كانت ترسلهم الآستانة، والذين حددت فترة حكم الواحد منهم ثلاث سنوات، دامت فترة حكمهم حوالي اثنين وسبعين سنة، وقد اختلف المؤرخون على عدد الباشوات الذين تولوا الحكم فمنهم من يقول أن عددهم نحو الثلاثين وآخرون يقولون إن عددهم أربعين وآخرون يقولون إن عددهم حوالي أربع وخمسين باشا.
في عهد البايلربايات 1518 و1587 كانت منطقة المغرب العربي تابعة للنفوذ العثماني والتي تتكون من طرابلس تونس والجزائر وكان يعيّن على كل واحدة منهن باشا إلا أنها تخضع في الأخير لحكم البايلرباي الذي يعين من طرف الباب العالي الذي كان مقره الجزائر.
ويبدو أن هذا التنظيم الذي يجمع ثلاثة من بلاد المغرب العربي تحت سلطة شخص واحد كان مستوحى من الظروف من طبيعة المشاكل التي كانت تواجه السلطنة العثمانية، فقد كانت تواجه القسطنطينية عدوا قوياً هو إسبانيا التي كانت تحتل بعض القواعد على شواطئ المغرب العربي والتي تمثل تهديدا مستمرا للممتلكات العثمانية في المغرب العربي، وليس من محض الصدفة أن الشخص الذي يتولى الباشوية ب الجزائر هو نفسه الذي يترقى لمنصب البايلرباي إلى منصب القائد العام للإسطول العثماني لكن موت قلج علي وضع حداً لهذه الاعتبارات فخفّت حدّة العداوة بين إسبانيا والسلطنة العثمانية ووجدت المحاولات الأسبانية لدى الباب العالي صدى أحسن مما كانت تجده في السابق، وفي نفس الوقت بدأت العلاقات بين ملك فرنسا والسلطان العثماني تصاب بنوع من الفتور.
لا ننسى الصراع الذي كان قائما طبقة الرياس وجنود الإنكشارية، فقد قامت هذه الدولة وتأسست على أكتاف رجال طائفة الرياس مثل خير الدين ومن خلفه، فهذا الصراع كان من الأسباب الرئيسية لتغيير نظام البايلربايات واستبداله بحكم الباشوات.
كما أن الانكشارية ظلت طوال فترة الحكم تثير تخوفات وشكوك الباب العالي في نية البايلربايات ذلك لإن نفوذ البايلربايات كان واسعا فامتدت سلطتهم إلى تونس وطرابلس لأنهم كانو أصحاب فضل في فتح هذين البلدين وإلحاقهما ب الدولة العثمانية بالإضافة إلى مدة الحكم التي كانت غير محدودة، حيث بلغت فترة حكم الواحد منهم عدة سنوات في منصبه لدرجة أن السلطنة بدأت تشتم رائحة التمرد ومحاولة الانفصال عنها والاستقلال بهذه البلاد، هذه التخوفات والشكوك، جعلت من رجال الدولة العثمانية يرون أن جمع السلطة في الولايات الثلاث الجزائر، طرابلس، وتونس تحت حكم رجل واحد قد يشكل خطرا على الإمبراطورية العثمانية، لذا تقرر تقسيم الحكم بفصل هذه الولايات عن بعضها البعض وإسناد إدارة كل ولاية إلى باشا يعين لمدة ثلاث سنوات لإحكام سيطرتها على البلاد ومنع حدوث التمرد ضدها.

#### عهد الآغوات
حكم الآغوات في الجزائر بين 1659 و1671. قبلهم باشوات الجزائر، وبعدهم دايات الجزائر.
- خليل آغا (1659-1660)
- رمضان آغا (1660-1661)
- شعبان آغا (1661-1665)
- علي آغا (1665-1671)

#### عهد الدايات
داي أو الداي (بالتركية:Dayı) كان لقبا يحمله حكام الجزائر أثناء فترة الحكم العثماني بدءاً من 1671 حتى الغزو الفرنسي في العام 1830، وفشل الجهود العثمانية في استردادها.

### الاحتلال الفرنسي للجزائر
استعملت فرنسا حادثة المروحة كحجة لاحتلالها للجزائر إلا أن فرنسا كانت تنوي احتلال الجزائر منذ عهد نابليون بونابرت. فانطلقت القوات الفرنسية من ميناء طولون بحملة بلغ قوامها 37600 جندي نحو الجزائر [بحاجة لمصدر]وصلت هذه الحملة إلى سيدي فرج في 14 يونيو 1830 الموافق 23 ذو الحجة 1245 هـ حيث وقعت معركة سطاوالي وبعد الاحتلال فرضت فرنسا على الجزائريين قانون الأهالي. كان من نتائج الهجمة الاستعمارية الشرسة التي تعرضت لها المؤسسات التعليمية والوقفية والدينية، نضوب ميزانية التعليم وغلق المدارس وانقطاع التلاميذ عن الدراسة وهجرة العلماء. وبذلك فإن رسالة فرنسا في الجزائر كانت هي التجهيل وليس التعليم، مما يمكن الفرنسيين من جعل الجزائر، أسهل انقيادا وأكثر قابلية لتقبل مبادئ الحضارة الغربية. ولا تختلف السياسة التعليمة الفرنسية في الجزائر عبر مختلف مراحل الوجود الفرنسي عسكري كان أو مدني، لأنها كانت أهدافا واحدة وإن اختلفت التسميات
. لم تحتل فرنسا الجزائر بسهولة بل كانت هناك ثورات شعبية عديدة في كل إقليم وقفت في وجهها وقد عرقلت تقدم الاحتلال منذ دخوله.

#### المقاومة الشعبية
- مقاومة أحمد باي بن محمد الشريف من 1830 إلى 1851: قسنطينة ثم شرق الجزائر بعد سقوط قسنطينة سنة 1837م.
- مقاومة الناصر بن شهرة من 1851 إلى 1875: معظم ربوع الصحراء الجزائرية وبعض المناطق في الشمال.
- مقاومة الشريف بوشوشة من 1862 إلى 1872: معظم ربوع الصحراء الجزائرية.
- مقاومة الشيخ المقراني من 1871 إلى 1872 بكل من برج بوعريريج، مجانة، سطيف، تيزي وزو، ذراع الميزان، باتنة، سور الغزلان، العذاورة، الحضنة.
- ثورة 1871 في جيجل والشمال القسنطيني
- مقاومة الصبياحية ومحمد الكبلوتي (1871) وشملت سوق أهراس، الطارف، تبسة
- مقاومة الشيخ بوعمامة 1881-1883، وشملت عين الصفراء، تيارت، سعيدة، عين صالح.
- مقاومة التوارق من 1916 إلى 1919 بتاغيت، الهقار، جانت، ميزاب، ورقلة، بقيادة الشيخ أمود.

#### قانون الأهالي
نظام الأهالي هو ترتيب للسكان الأصليين مطبق في المستعمرات الفرنسية في أواسط القرن 19 حتى 1944 - 1947 تم وضعه في الجزائر ثم تم تعميمه في كامل مستعمرات الإمبراطورية الفرنسية ابتداءً من 1889 هذا القانون طُبق أيضا في المستعمرات البريطانية، والبرتغالية، والهولندية وهو نظام ظالم

#### المقاومة السياسية
في بداية القرن العشرين، بلغت السيطرة الاستعمارية في الجزائر ذروتها رغم المقاومة الشعبية التي شملت كامل أنحاء الوطن، وبدا دوي المعارك يخف في الأرياف ليفتح المجال أمام أسلوب جديد من المقاومة التي انطلقت من المدن.
يعود الفضل في ذلك إلى ظهور جيل من الشباب المثقف الذي تخرج من جوامع الزيتونة والأزهر والقرويين، ومراكز الحجاز، وعمل على نشر أفكار الإصلاح الاجتماعي والديني، كذا دفعات من الطلاب الجزائريين الذين تابعوا تعليمهم باللغة الفرنسية، واقتبسوا من الثقافة الغربية طرقا جديدة في التفكير.
وقد حملت تلك النخبة من المثقفين على عاتقها مسؤولية قيادة النضال السياسي. وقد تميز أسلوبها بميزتين رئيسيتين وهما الأصالة والحداثة، مما أدى إلى بزوغ اتجاهين في صفوفها، أحديهما محافظ والثاني مجدد. نادى المحافظون بالاحتفاظ بقوانين المجتمع الجزائري والشريعة الإسلامية وطالب الإصلاحيون بحق الشعب في الانتخابات البلدية والبرلمانية لتحسين ظروفه. وقد اعتمد كل من الاتجاهين أساليب جديدة في المقاومة تمثلت في الجمعيات والنوادي والصحف.
من جهة أخرى، نشطت الحركة الوطنية على الصعيد السياسي، فاتحة المجال أمام تكوين منظمات سياسية تمثلت في ظهور تيارات وطنية شعبية وتأسيس أحزاب سياسية من أهمها، حركة الأمير خالد، حزب نجم شمال إفريقيا سنة 1926م.
حزب الشعب الجزائري سنة 1937 وجمعية العلماء المسلمين الجزائريين سنة 1931 وقد عرفت مرحلتين هامتين:
- مرحلة ما قبل الحرب العالمية الثانية: تميزت بمطالبة فرنسا بالتنازل عن الحقوق للجزائريين
- مرحلة ما بعد الحرب العالمية الثانية: اتجهت فيها الآراء إلى توحيد الجهود للمطالبة بالإستقلال.

كما ظهرت في الثلاثينيات حركة الكشافة الإسلامية الجزائرية التي كانت بمثابة مدرسة تخرج منها العديد من قادة الثورة التحريرية.

#### الثورة التحريرية
في 23 مارس 1954 تأسست اللجنة الثورية للوحدة العمل، بمبادرة من قدماء المنظمة السرية، وبعض أعضاء اللجنة المركزية لحركة انتصار الحريات الديمقراطية، وقد جاءت كرد فعل على النقاش العقيم الذي كان يدور حول الشروع في الكفاح المسلح وانتظار ظروف أكثر ملائمة. باشر مؤسسوها العمل فورا، فعيّنوا لجنة مكونة من 22 عضوا حَضّرت للكفاح المسلح، وانبثقت منها لجنة قيادية تضم 6 أعضاء حددوا تاريخ أول نوفمبر 1954 موعد لانطلاق الثورة التحريرية وأصدروا بيانا يوضح أسبابها وأهدافها وأساليبها.
في ليلة الفاتح من نوفمبر من سنة 1954 شنَّ ما يقارب 3000 مجاهد ثلاثين هجوما في تعمارية. وقد توزعت العمليات على معظم أنحاء التراب الوطني حتى لا يمكن قمعها كما حدث لثورات القرن التاسع عشر بسبب تركزها في جهات محدودة.
وعشية اندلاع الثورة أعلن عن ميلاد «جيش وجبهة التحرير الوطني» وتم إصدار بيان يشرح طبيعة تلك الأحداث ويحدد هدف الثورة، وهو استعادة الاستقلال وإعادة بناء الدولة الجزائرية.
- هجوم 20 أوت 1955: يعتبر هجوم 20 أوت 1955 بمثابة نفس جديد للثورة، لأنه أبرز طابعها الشعبي ونفي الإدعاءات المغرضة للاستعمار الفرنسي، ودفع الأحزاب إلى الخروج من تحفظها والانضمام إلى جبهة التحرير. إذ عمّت الثورة العارمة جميع أجزاء الشمال القسنطيني، واستجاب الشعب تلقائيا، بشن عمليات هجومية باسلة استمرت ثلاثة أيام كاملة كلفت تضحيات جسيمة في الأرواح، لكنها برهنت للاستعمار والرأي العالمي بأن جيش التحرير قادر على المبادرة، وأعطت الدليل على مدى تلاحم الشعب بالثوار.
- مؤتمر الصومام 20 أوت 1956: حققت جبهة التحرير الوطني في بداية نشاطها إنجازات هائلة، مما شجّعها على مواصلة العمل التنظيمي. فقررت عقد مؤتمر تقييمي لسنتين من النضال وذلك في 20 أوت 1956م في أغزر امقرآن بوادي الصومام. كرس المؤتمر مبدأ القيادة الجماعية، مع الأولوية للقيادة العسكرية والنضال داخل التراب الوطني. كما قررت تمكين الجبهة من فرض نفسها كممثل شرعي للشعب الجزائري أمام دول العالم وهيأته وذلك عبر مؤسستين هامتين وهما:المجلس الوطني للثورة الجزائرية وهو الهيئة العليا التي تقوم مقام البرلمان، ولجنة تنسيق الشؤون السياسية والعسكرية وهيكلة جيش التحرير الوطني وتقسيم الجزائر إداريا إلى ست ولايات.
- أحداث ساقية سيدي يوسف، 8 فبراير 1958 : شهدت الثورة الجزائرية خلال السنوات الثلاث الأولى من اندلاعها تصاعداً معتبرا إلى تكثيف المحاولات العسكرية من طرف الاستعمار لإخماد المقاومة بشتى وسائل الدمار وقد تمثلت تلك المحاولات في القمع الوحشي للجماهير عبر الأرياف والمدن. من بين العمليات الوحشية التي قام بها الجيش الفرنسي من أجل عزل المجاهدين وعرقلة وصول الأسلحة والمؤن إلى داخل الوطن، قصف قرية سيدي يوسف التونسية الواقعة على الحدود الجزائرية يوم 08 فبراير 1958 حيث قامت القوات الاستعمارية بشن هجمات عنيفة بطائراتها الحربية تسببت في إبادة عشرات الأبرياء من المدنيين التونسيين والجزائريين. لكن تلك الحادثة لم تنل من عزم الشعب الجزائري على مواصلة كفاحه، كما أنها لم تؤثر قط على أواصر الأخوة والمصير المشترك الذي كان لا يزال يربط بين البلدين والشعبين الشقيقين.
- الحكومة الجزائرية المؤقتة 19 سبتمبر 1958 : مواصلة للجهود التنظيمية للهيئات السياسية التي تقود الثورة، تم يوم 19 سبتمبر 1958 من طرف لجنة التنسيق والتنفيذ، الإعلان عن تأسيس الحكومة المؤقتة للجمهورية الجزائرية، كإحياء للدولة واستعاده للسيادة، وقد يظهر جليا انه أصبح للشعب الجزائري ممثل شرعي ووحيد.
- مظاهرات 11 ديسمبر 1960: صعد الشعب الجزائري مواقفه لتصبح علنية استجابة لنداءات جبهة التحرير الوطني منذ أول نوفمبر 1954 فقام باضطرابات ومظاهرات للتعبير عن رأيه والتأكيد على وحدته ونضجه السياسي، وقد بدا ذلك جليا خلال مظاهرات 11 ديسمبر 1960 التي شملت كافة التراب الوطني. وقد انطلقت تلك المظاهرات الوطنية يوم 10 ديسمبر من «حي بلكور» الشعبي بالجزائر العاصمة، حيث خرج المتظاهرون يحملون الإعلام الوطنية ويهتفون باستقلال الجزائر وشعارات مؤيدة لجبهة التحرير الوطني. فحاصرتهم القوات الاستعمارية محاولة عزل الحي عن الإحياء الأوروبية. وفي اليوم التالي تدخلت قوات المظليين فانطلقت النار على الجماهير مما أدى إلى خسارة في الأرواح. ولكن ذلك لم يمنع المظاهرات من الانتشار إلى بقية أحياء العاصمة وبعدها إلى معظم المدن الجزائرية. حيث برهن الجزائريون خلالها على وقوفهم صفاً واحدا وراء جبهة التحرير الوطني.
- أحداث 17 أكتوبر 1961: تحتفظ الذاكرة الجماعية بتاريخ 17 أكتوبر 1961، يوم خرج مئات الجزائريين بالمهجر في تظاهرات سلمية تلبية لنداء فيدرالية حزب جبهة التحرير الوطني بفرنسا، فوجهوا بقمع شديد من طرف السلطات الفرنسية. أدى إلى قتل العديد منهم، ويمثل هذا التاريخ اليوم الوطني للهجرة تخليداً لتلك الأحداث الراسخة على صفحات التاريخ الجزائري.
- التفاوض ووقـف إطلاق النار: أظهرت فرنسا التوافق التام لمبدأ التفاوض ثم أخذت تتراجع من جراء تزايد عنفوان الثورة وتلاحم الشعب مع الجبهة وكان ذلك من خلال المظاهرات التي نُظمت في المدن الجزائرية وفي المهجر.

جرت آخر المفاوضات بصفة رسمية ما بين 7 و 18 مارس 1962م بمدينة إيفيان السوسرية والإستفتاء حول الاستقلال وتوّجت أخيرا بالتوقيع على اتفاقيات إيفيان ودخل وفق إطلاق النار حَيّز التنفيذ يوم 19 مارس 1962 على الساعة 12 ظهرا.
- الاستقلال: استمرت الثورة متحدية كل أنواع القمع التي تعرضت لها في الأرياف والمدن من أجل ضرب ركائزها. وتواصل الكفاح المسلح إلى جانب العمل المنظم من أجل جمع التبرعات المالية وشحن الأدوية وتوزيع المناشير وغيرها.

بقي الشعب الجزائري صامداً طيلة سنوات الحرب يقاوم شتى أنواع البطش من اعتقالات تعسفية وترحيل وغيرها مبرهناً بذلك على إيمانه بحتمية النصر.
وفي الفاتح من جويلية من عام 1962 تجلّى عزم الشعب الجزائري على نيل الاستقلال عبر نتائج الإستفتاء التي كانت نسبتها 99.7 بالمئة نعم. وتم الإعلان عن استقلال الجزائر يوم 3 جويلية 1962 واختير يوم 5 جويلية عيداً للإستقلال ليكون يوم دخول فرنسا للجزائر هو نفسه يوم خروجها منها.

## الجغرافيا
الجزائر هي أكبر بلد في القارة الإفريقية، العالم العربي والبحر الأبيض المتوسط، كما يمثل الجزء الجنوبي في جزء كبير من الصحراء.
يمتد الشريط الساحلي في الشمال على مسافة 1644 كم، من تونس شرقا إلى المغرب غربا. كما تقدر الحدود البحرية الجزائرية بـ 12 ميلاً بحريا شمال الساحل كمياه إقليمية وما بين 32 إلى 52 ميلاً بحريا كنطاق للصيد البحري.
يبلغ طول حدود الجزائر البرية 6,385 كم تتوزع كالتالي:
 تونس 965 كم
 ليبيا 982 كم
 النيجر 956 كم
 الصحراء الغربية 39 كم
 مالي 1,376 كم
 موريتانيا 463 كم
 المغرب 1,601 كم
بالرغم من المشاكل والنزاعات الحدودية التي خلفها الاستعمار الفرنسي في دول شمال إفريقيا، فإن الجزائر توصلت للاتفاق مع جيرانها حول رسم الحدود المشتركة. كان ذلك:
- مع تونس: اتفاق على رسم الحدود بين البلدين موقع في 6 يناير 1970 ما بين بير رمان والحدود الليبية.[46] ثم اتفاق على تعليم الحدود موقع في 19 مارس 1983.
- مع المغرب:[47] اتفاقية متعلقة برسم الحدود بين البلدين موقعة في 15 يونيو 1972.
- مع الجمهورية العربية الصحراوية الديمقراطية حولي 39 كم في إعتراف للجزائر في يناير 1976 [48]
- مع موريتانيا:[47] اتفاقية على تعليم الحدود بين البلدين موقعة في 13 ديسمبر 1983.
- مع مالي:[47] اتفاقية على تعليم الحدود بين البلدين موقعة في 8 ماي 1983.
- مع النيجر:[47] اتفاقية على تعليم الحدود بين البلدين موقعة في 5 يناير 1983 .

| وردة الرياح | البحر المتوسط • تونس | البحر المتوسط   | البحر المتوسط • المغرب                  | وردة الرياح |
| وردة الرياح | ليبيا                |                 | الجمهورية العربية الصحراوية الديمقراطية | وردة الرياح |
| وردة الرياح | ليبيا                | شرق الجزائر غرب | الجمهورية العربية الصحراوية الديمقراطية | وردة الرياح |
| وردة الرياح | ليبيا                |                 | الجمهورية العربية الصحراوية الديمقراطية | وردة الرياح |
| وردة الرياح | ليبيا                | النيجر • مالي   | موريتانيا                               | وردة الرياح |
|             | الجزائر              |                 |                                         |             |

|  | الجزائر |

### التضاريس والمناظر الطبيعية

#### التلال
من الشمال، وعلى طول ساحل البحر الأبيض المتوسط، يغطي حوالي 1 600 كم من مجموع التل، على نطاق واسع 80-190 كم. وهو يتألف من سلاسل جبلية صغيرة: كتل صخرية، الظهرة، جبال جرجرة، التيطري، جبال البابور، جبال البيبان، جبال قسطنطينة والجبال المجردة. أعلى نقطة هي جبل لالا خديجة، جنوب جرجرة، والتي تصل إلى 2308 متر، وهي مغطاة بالثلوج في فصل الشتاء.
وبسبب هذه التضاريس، فإن معظم السواحل تتكون أساسا من المنحدرات الصخرية، وهي متقطعة في خليج أرزيو-مستغانم، تيبازة، الجزائر العاصمة بالإضافة إلى سكيكدة وعنابة.
الجبال تكون منفصلة عن الوديان، وهي غنية بالنباتات والحيوانات، ترويها الأنهار (وادي الشلف ووادي الصومام)، الأوعية (سبخة وهران ومتيجة). بالإضافة إلى بعض السهول والوديان.

#### جبال الأطلس، المرتفعات، وسلاسل الشرق الجزائري
بين التل والصحراء، ترتفع سلسلة جبل الأطلس التلي والأطلس الصحراوي، سلسلتين جبليتين موازية موجهة جنوب-غرب / شمال-شرق، متقاربة من نهايتهما الشرقية، تتخللها السهول والمرتفعات.
- الكثبان الرملية تدرارت في طاسيلي ناجر
- وادي الأبيوض
- وادي باخداش-الأغواط
- جبال جرجرة من سلسلة الأطلس التلي
- جبال الأوراس من سلسلة الأطلس الصحراوي

### التقسيم الإداري
يشتمل التقسيم الإداري الجزائري على 58 ولاية، 553 دائرة و1,541 بلدية. ويلعب التقسيم الإداري وما صاحبه من هيكلة للأنشطة الاقتصادية وتطوير البنية التحتية والمرافق إضافة إلى إشراك الجماعات المحلية في سلطة اتخاذ القرار، وفي عملية صياغة الصورة المستقبلية للنمو والتطوير دورا حاسما في التنمية الوطنية وفي اللامركزية والديمقراطية وسنحاول في بحثنا هذا التطرق إلى أهم التقسيمات الإدارية بدا بركائزها وأهدافها ومدى مسايرتها لعملية التنمية وإلى أي مدى وصلت الإدارة الجزائرية.
أول 31 ولاية مرتبة حسب الأبجدية العربية، أضيف إليها 17 ولاية أخرى في عام 1983، احتفظت الولايات الأولى بترقيمها فيما حملت الجديدة ترقيما بين 32 و48 حسب الترتيب الأبجدي باللغة العربية. ثم أضيفت عشر ولايات أخرى.
الولايات الـ 58 الحالية (حسبَ وزارة الداخلية)  هي:
.
- 1 ولاية أدرار
- 2 ولاية الشلف
- 3 ولاية الأغواط
- 4 ولاية أم البواقي
- 5 ولاية باتنة
- 6 ولاية بجاية
- 7 ولاية بسكرة
- 8 ولاية بشار
- 9 ولاية البليدة
- 10 ولاية البويرة
- 11 ولاية تمنراست
- 12 ولاية تبسة
- 13 ولاية تلمسان
- 14 ولاية تيارت
- 15 ولاية تيزي وزو
- 16 ولاية الجزائر
- 17 ولاية الجلفة
- 18 ولاية جيجل
- 19 ولاية سطيف
- 20 ولاية سعيدة
- 21 ولاية سكيكدة
- 22 ولاية سيدي بلعباس
- 23 ولاية عنابة
- 24 ولاية قالمة
- 25 ولاية قسنطينة
- 26 ولاية المدية
- 27 ولاية مستغانم
- 28 ولاية المسيلة
- 29 ولاية معسكر
- 30 ولاية ورقلة
- 31 ولاية وهران
- 32 ولاية البيض
- 33 ولاية إليزي
- 34 ولاية برج بوعريريج
- 35 ولاية بومرداس
- 36 ولاية الطارف
- 37 ولاية تندوف
- 38 ولاية تيسمسيلت
- 39 ولاية الوادي
- 40 ولاية خنشلة
- 41 ولاية سوق أهراس
- 42 ولاية تيبازة
- 43 ولاية ميلة
- 44 ولاية عين الدفلى
- 45 ولاية النعامة
- 46 ولاية عين تموشنت
- 47 ولاية غرداية
- 48 ولاية غليزان
- 49 ولاية تيميمون
- 50 ولاية برج باجي مختار
- 51 ولاية أولاد جلال
- 52 ولاية بني عباس
- 53 ولاية عين صالح
- 54 ولاية عين قزام
- 55 ولاية تقرت
- 56 ولاية جانت
- 57 ولاية المغير
- 58 ولاية المنيعة

### المناخ
يغطي شمال الجزائر مناخ متوسطي، وشتاء معتدل وممطر نسبيا، وحرارة بين 21-24 مئوية صيفا و 02-12 مئوية شتاء. أما الهضاب فأمطارها أقل نسبة من الشمال، شتاءها مثلج ببرودة أدنى من الصفر مئوية أحيانا. صيفها جاف حار. أما الجنوب فجوها صحراوي، بليالي منعشة، صيفه بدرجات فوق 50 درجة مئوية، يحمل رياح السيروكو (المعروفة بالشهيلي)، كما تتخلل شتاؤه أمطار موسمية. تقدر نسبة الأمطار شمالا بـ 400-600 ملم سنويا، بزيادة من الغرب إلى الشرق، لتبلغ أقصاها في شمال شرق البلاد بمعدل 2493 ملم في منطقة الزيتونة بولاية سكيكدة.

### زلزالية الأراضي
يعتبر شمال الجزائر منطقة زلزالية نشطة ويعود السبب في ذلك إلى أن الجزء الشمالي من القارة الإفريقية وبخاصة الأطراف الشمالية للجزائر والمغرب تشكل منطقة تلتقي عندها الصفيحة الإفريقية بـالصفيحة الأوراسية إذ تنزلق هاتان الصفيحتان المتحاذيتان بحيث تتجه كل منهما في اتجاه مضاد لاتجاه الأخر، فتحدث الزلازل بفعل تعرض الحافات لقوى الدفع والحد الناجمة عن حركة الصفائح فيشتد التواتر تدريجيا، فإذا زاد عما ينبغي تتصدع الصخور لتتخلص من توترها على نحو عنيف والذي يأخذ صورة الهزة الأرضية.
ويعتقد أن معظم الزلازل الأرضية التي تتعرض لها الجزائر تكون نتيجة هذه العملية لأن حدود الاحتكاك بين حافات الصفيحتين الإفريقية والأوراسية تقع بشمال الجزائر وبالضبط فإن المنطقة التي يشملها آلية الاحتكاك بين الصفيحتين تمتد جنوبا داخل الأراضي الجزائرية على شكل طرح صخري.
ومعظم الزلازل التي تحدث في الجزائر ذات قوة ضعيفة حيث تندر الحالات التي تزيد فيها قوة الهزة عن 6 درجات، لأن معظم هذه الهزات تتبع في العادة بهزات ارتدادية لها طابع دوري قصير نوعا ما. ويمكن تقسيم الأراضي الجزائرية حسب درجة خطورة تعرضها للزلازل إلى أربعة مناطق رئيسية وهي :
- المنطقة الأولى : وهي أقل المناطق تعرضا للخطر الزلزالي وتغطي كل الولايات الصحراوية : أدرار، بشار، ورقلة، إليزي، تندوف، الوادي، غرداية وتمنراست.
- المنطقة الثانية : وتتعرض لخطر الزلازل بدرجة ضعيفة وتغطي ولايات : سوق أهراس، أم البواقي، تبسة، باتنة، خنشلة، بسكرة، مسيلة، الجلفة، الأغواط وتيارت، سعيدة والبيض، سيدي بلعباس، تلمسان والنعامة.
- المنطقة الثالثة : معرضة لخطر الزلازل بدرجة متوسطة وتضم : الطارف، عنابة، قالمة وقسنطينة، سكيكدة وجيجل، ميلة، سطيف، بجاية، تيزي وزو، برج بو عريريج، البويرة، بومرداس، الجزائر العاصمة، المدية وتيبازة، تيسمسيلت وغليزان، مستغانم، معسكر، وهران وعين تيموشنت.
- المنطقة الرابعة : وهي أخطر المناطق وأكثرها تعرضا لخطر الزلازل العنيفة وتشمل ولايات الشلف وجزءا من المدية وعين الدفلى وتيبازة.

والملفت للملاحظة أن المنطقتين الثالثة والرابعة الأكثر تعرضا لخطر الهزات الأرضية، تتمركز بها أهم المدن والمنشآت الاقتصادية والبنى التحتية وحيث التركيز السكاني والاقتصادي كثيف جدا وبالتالي فإن احتمال حدوث هزات عنيفة بهاتين المنطقتين، يترتب عليه حدوث كوارث بشرية ومادية حادة وبالغة الخطورة على الاقتصاد الوطني وعلى سلامة السكان كما حدث في أخطر الزلازل التي عرفتها الجزائر في الشلف (عامي 1954، 1980) وهو ما يقتضي اتخاذ إجراءات السلامة والوقاية للحد من المخاطر هذه الظاهرة الطبيعية وانعكاساتها السلبية على الاقتصاد الجزائري وعلى السكان.

### المجاري المائية
المقالات الرئيسية: الثروة السمكية في الجزائر وتربية المائيات في الجزائر
تتواجد في الجزائر عدة مجاري مائية تسمى بالأودية لعدم انتظام مجاريها وتذبذب تدفق مياهها، وتتركز معظمها في الوسط والشمال الشرقي للجزائر منها : وادي الصومام، وادي مزفران، وادي سيبوس، وادي الرمل، وادي مجردة، وادي امزي، وادي المقطع، وادي الحميز، وادي عين الحمام. ويعتبر أكبر وأطولها هو وادي الشلف الذي يتواجد في الشمال الغربي مع طول 725 كم ويصل في بعض الأحيان تدفق مياهه إلى 1500 م³/ث، ومعظمها يأتي منبعها من جبال الأطلس التلي وتصب في البحر الأبيض المتوسط.
وفي الجنوب من منطقة التل، الأودية فيها ليست دائمة الجريان، وتتشكل بها بحيرات مالحة في المناطق الصحراوية، ولكنها مؤقتة بالنسبة لمعظمها كشط ملغيغ، شط الحضنة وشط الشرقي. فالأودية الشمالية تصب في البحر الأبيض المتوسط بينما الأودية الجنوبية تنبع من الأطلس الصحراوي وتشكل أكبر احتياط للمياه في العالم، وهي تسمى بالمياه الجوفية وتسمى بطبقات المياه الألبينية وهو حسب التقديرات أكبر احتياطي للمياه العذبة في العالم وهي مدفونة تحت رمال صحراء الجزائر مع مساحة إجمالية تقدر ب900.000 كم² في منطقة أدرار وتمنراست.
بين الواحات، التي هي جزء من الشبكة المائية للبلاد وتشمل : الأغواط، مسعد، أولاد جلال، جانت، غرداية، ورقلة، واد ريغ، تمنراست، تبلبالة، تيميمون، تقرت، طولقة، فلياش، زعاطشة. ويتم تغذية واحتي طولقة والزيبان بالشبكات المائية في الأوراس. وأخيرا، أغرغار يحتوي أيضا على كمية كبيرة من المياه الجوفية وتم إرساء عدة مشاريع لحفر أبار مطورة لجذب المياه الجوفية منها مشروع بعين صالح.
وفي منطقة السهوب ينبع أطول وأعظم أودية الجزائر حيث نجد كل من وادي الشلف بطول 725 كم والذي ينبع من جبل عمور في الأطلس الصحراوي بولاية الأغواط وكذلك وادي امزي بطول 420 كم الذي ينبع من نفس المنطقة ويصب في شط ملغيغ بالإضافة إلى عدة أودية أخرى مثل واد زرقون وواد محيقن ووادي النساء....إلخ.
وفي منطقة الأوراس الشرقية، يتواجد العديد من الأودية منها : واد الأبيوض، وادي عبدي، وادي الأحمر، وادي تاقا، سبخة مدغاسن، سبخة ذراع بولطيف، شط جندلي، واد المعذر، وادي الرمل في قسنطينة والواحات في كل من القنطرة والغوفي. ويوجد في المنطقة أيضا الينابيع الساخنة مثل: حمام الصالحين بخنشلة، حمام المسخوطين بقالمة، واد شارف بولاية سوق أهراس.

### الحيوانات والنباتات
للجزائر مجموعة متنوعة من الحيوانات والنباتات تتوزع في أرجاء البلاد ويمكن مشاهدتها مجموعة في الحظائر الوطنية وأبرزها :الحديقة الوطنية جرجرة، الحديقة الوطنية قورايا، الحديقة الوطنية بلزمة، الحديقة الوطنية الشريعة، الحديقة الوطنية طاسيلي ناجر، الحديقة الوطنية الهقار وأخيرا محمية الطبيعية المتواجدة في بحيرة الطيور في الطارف. وتمتلك الجزائر 107 نوعا من الثدييات بما في ذلك 47 محمية بالقانون الجزائري و 30 معرضة للخطر. ولديها أيضا 336 نوع من الطيور 107 منها محمية.
الأنواع النباتية يتألف من عدة فئات الذي يتكون من 314 نوع نباتي نادر، 30 منها نادرة، 300 نادرة جدا و 600 مستوطنة و 64 توجد في الصحراء.
في جنوب الصحراء هي موطن أساسي لعدد من الحيوانات مثل :الفنك والغزلان والجرابيع وقط الرمال والقط البري والشيهم والسحالي وفهد الصحراء. في المرتفعات وجروف الهقار نجد الكباش البربرية وفي شمال البلاد يعيش الضبع المخطط والثعلب الأحمر والنمس والقط البري وابن آوى الذهبي والأرنب البري والماعز البري الشبيهة بالغزال (في غابات بني ملول قرب شيليا)، خنزير البري. المكاك البربري يفضل الغابات المرتفعة في كل من جرجرة وقورايا.
في الشتاء تصبح الأرض في الجزائر موقعا متميزا لاستقبال الطيور المهاجرة من أوروبا، مثل اللقالق، كما يربي الجزائريون حيوانات أليفة مختلفة كالأنعام (الخراف، الماعز، الجمال، الخيول) وحيوانات أخرى.

### الموارد الطبيعية والاحتياطات
تمتلك الجزائر احتياطات طاقوية ومنجمية مهمة تتواجد عموما في جنوبها. ووفقا لشركة سوناطراك الجزائرية، فإن 67% من احتياطات البترول والغاز في حاسي مسعود ووادي ميا. الغاز في حاسي الرمل والنفط في حاسي مسعود. إليزي تحتوي على 14% من الاحتياط والبقية تتوزع على مناطق عدة. ويتم البحث عن النفط والغاز في كل من: حاسي مسعود، حاسي الرمل، عين أمناس، رورد نوس، تين فويي تابنكورت، القاسي الطويل، حاسي بركين، رهود أولاد جمعة، توات، القاسي، عين صالح.
نشاط التعدين في الجزائر متنوع جدا، فهناك أكثر من 30 معدن المستخدمة في مختلف الحاجيات البشرية من بينها : الحديد، الملح، الزنك، الرصاص، الباريت، الرخام، التنغستن، الذهب والمعادن الثمينة كالألماس، والأحجار الكريمة والمعادن النادرة. الحديد يتواجد في كل من منجمي الونزة وبوخضرة، خانقات الموحد، تمزيرت، بني صاف.أما أكبر منجم من حيث الاحتياطي فيوجد في غار جبيلات الذي اكتشف سنة 1957 شرق تندوف ومنجم مشري عبد العزيز (35 مليار طن من الحديد).في الهقار يوجد 173.000 طن من الذهب الخام في منجمي تيراك وأمسماسة واللذان ينتجان 18 غ/طن.وأما معدن الباريت فيحتوي على احتياط يساوي 40.000 طن والذي يستخرج من منجمي عين ميمون بخنشلة وبوقايد بتيسمسيلت. وأما الرصاص والزنك فهما يستخرجان من مناجم الشمال أهمها منجم سيدي كمبر في سكيكدة وعين بربار قرب عنابة، ومنجم العابد القريب من الحدود المغربية ووادي زندر بتلمسان وكذلك منجم الونشريس جنوب الشلف وجبل قسطر ب العلمة ومنجم خرزة يوسف بسطيف. البنتونيت يستخرج من منجمي قريبان من مغنية ومستغانم. والجزائر لديها كمية كبيرة من الملح لكثرة البحيرات والشطوط المالحة وقدر بمليار طن. وأما الفوسفات فهو يتركز بمنجمي جبل العنق والكويف وهو يقدر في الأول بمليار طن وسماكة احتياطه ما بين 5 و 30 م. اليورانيوم يتركز في مناجم الهقار.
كما تشمل البلاد احتياطات كبيرة من الجبس والحجر الجيري والرمال والطين والدلوميت والإسمنت في شمال البلاد.

### الفلاحة وتربية الحيوانات
المقالة الرئيسية: الثروة الغابية في الجزائر
الزراعة في الجزائر قطاع إستراتيجي في الاقتصاد الوطني فهو يشغل 2,5 مليون وظيفة، ولا يزال يلعب دورا هاما لذلك خصصت الجزائر جزءا كبيرا من مجهوداتها لتكثيف الزراعة. وحصة القيمة المضافة الزراعية في الناتج المحلي الإجمالي بلغت 29.3 مليار دولار، وقدرت المناطق المروية ب700 ألف هكتار من مجموع 8,2 مليون هكتار. والإنتاج الزراعي في الجزائر متنوع، لكنه يخضع لعامل التقلبات المناخية. مما يجعله يتغير من سنة إلى أخرى.ومنها:
- الحبوب: بلغ إنتاج الجزائر للحبوب سنة 2010 بحوالي نسبة قياسية قدرت بـ17.5 مليون طن.وهي المحصول الزراعي الرئيسي، تشغل 3.04 مليون هكتار أي 46% من الأراضي المزروعة في المناطق الشمالية ومردودها مازل ضعيفا حوالي 56 قنطارا/هكتار.[56]
- مقارنة بسنة 2006 حيث بلغ الإنتاج 20,7 مليون قنطار وتمكنت الجزائر من تحقيق اكتفائها الذاتي من البطاطا.[57]
- الخضر الجافة: هي زراعة معاشية في الجزائر ومردودها ضعيف، تمارس بالتناوب مع الحبوب في المناطق التلية.
- الأشجار المثمرة: تقدر مساحتها ب مليون هكتار[58] أهم أنواعها:
  - الزيتون: ويغطي 450 ألف هكتار 2/3 هذه المساحة توجد في 5 ولايات هي بجاية التي تضم وحدها 30.8% منها، تيزي وزو، البويرة، جيجل ولاية قالمة، سطيفولاية معسكر والضبط مدينة السيق يقدر العدد الكلي للأشجار المزروعة ب 52 مليون شجرة، وبلغ الإنتاج في السنوات الخمسة الأخيرة حوالي 700 ألف طن في المتوسط، لتحتل الجزائر المرتبة الثامنة عالميا في إنتاج الزيتون بنوعيه الموجه للزيت أو المائدة ويقدر معدل استهلاك الفرد الجزائري سنويًا من زيت الزيتون بـ5 لترات.
  - الكروم: تقلصت مساحة زراعة الكروم إلى 97.696 هكتار، وتنتشر في المنطقة التلية المواجهة للمطر وخاصة الجزء الغربي منها وهران.
  - الحمضيات: تتركز في الشريط الساحلي تقدر مساحتها ب:65 ألف هكتار[59]، بلغ الإنتاج السنوي سنة 2010 11.5 مليون قنطار [60] تضم أبرز الولايات (غليزان، البليدة، الشلف، معسكر).
  - النخيل: تتركز معظم واحات النخيل في الصحراء الشمالية الشرقية، وتقدر ب21.2 مليون نخلة[58]، تتوزع على 17 ولاية بمساحة إجمالية تقدر 200.000 هكتار.[61] أنتج 6.5 مليون قنطار، بأنواعها المختلفة. أهمها دقلة نور التي تمثل 49% من إنتاج التمور، والدقلة البضاء التي تأتي في المرتبة الثانية بنسبة 30.2% من مجموع الإنتاج. كما تحتل ولاية بسكرة المرتبة الأولى في إنتاج دقلة نور.
  - المقالة الرئيسية : الثروة الزارعية في الجزائر

المحاصيل الزراعية الصناعية: وأهمها الطماطم الصناعية التي وصل إنتاجها إلى 10 ملايين قنطار والتبغ والبنجر السكري، وتخصص لها أخصب الأراضي الزراعية، وتنتشر في السهول الساحلية والأحواض الداخلية على مساحة تقدر بنحو 39.164 هكتار.وتوسعت زراعة الطماطم لتندمج في الواحات في بعض مناطق الجنوب مثل أدرار.
المقالة الرئيسية:  الثروة الحيوانية في الجزائر
الثروة الحيوانية:تقوم تربية المواشي في الجزائر على خمسة أنواع رئيسية هي الأبقار، الأغنام، الماعز، الخيول، الجمال. تتصدر تربية الأغنام الإنتاج الحيواني بطريقة الرعي الواسع، في الهضاب العليا بصفة خاصة ويبلغ عددها 32,937,573 مليون رأس حسب منظمة الأغذية والزراعة. أما تربية الأبقار فتسود في المنطقة التلية وخاصة في الإقليم الشرقي منه وبلغ عدد الأبقار في افاق 2015 حوالي 619.000 بقرة  ويوجد حوالي 130,185,000 رأس من الدواجن حسب احصائيات 2014  ويبقى النقص واضحا في المنتوجات الحيوانية سواء في في مادة الحليب أو اللحوم مما يؤدي إلى الاستيراد رغم دعم الدولة للمنتجين وبلغ إنتاج الحليب في افاق 2015. 3,8 مليار لتر
تقدر عدد المشاريع المسجلة لدى الوكالة الوطنية لتطوير الاستثمار لفترة 2002 -2012 في مجال إنتاج الحليب  ب 295 مشروع
| قطاع النشاط  | عدد المشاريع | المبلغ بالمليون دينار | عدد مناصب الشغل |
| ------------ | ------------ | --------------------- | --------------- |
| إنتاج الحليب | 295          | 56186                 | 10274           |

تقدر عدد المشاريع المسجلة لدى الوكالة الوطنية لتطوير الاستثمار لفترة 2002 -2012 في مجال الفلاحة  ب 612 مشروع:
| قطاع النشاط | عدد المشاريع | المبلغ بالمليون دينار | عدد مناصب الشغل |
| ----------- | ------------ | --------------------- | --------------- |
| الفلاحة     | 612          | 56539                 | 43361           |

## الصيد والموارد المائية
- يقدر الإنتاج السنوي بحوالي 150.000 طن من كائنات البحار العميقة الصغيرة (سردين وأنشوفة)؛
- يقدر معدل الاستغلال بـ 2,2 مليون هكتار على المساحة الخاضعة للاختصاص الوطني المقدرة بـ 9,5 مليون هكتار؛
- يقدر إنتاج تربية الحيوانات والنباتات المائية بـ 500 طن؛
- يقدر الاستهلاك الحالي بـ 4,58 كلغ/نسمة/سنة.

تقدر عدد المشاريع المسجلة لدى الوكالة الوطنية لتطوير الاستثمار لفترة 2002 -2012 في قطاع الصيد والموارد البحرية:
* بالنسبة للصيد: 290 مشروع
* بالنسبة لتربية الحيوانات والنباتات المائية: 15 مشروع.

### البيئة

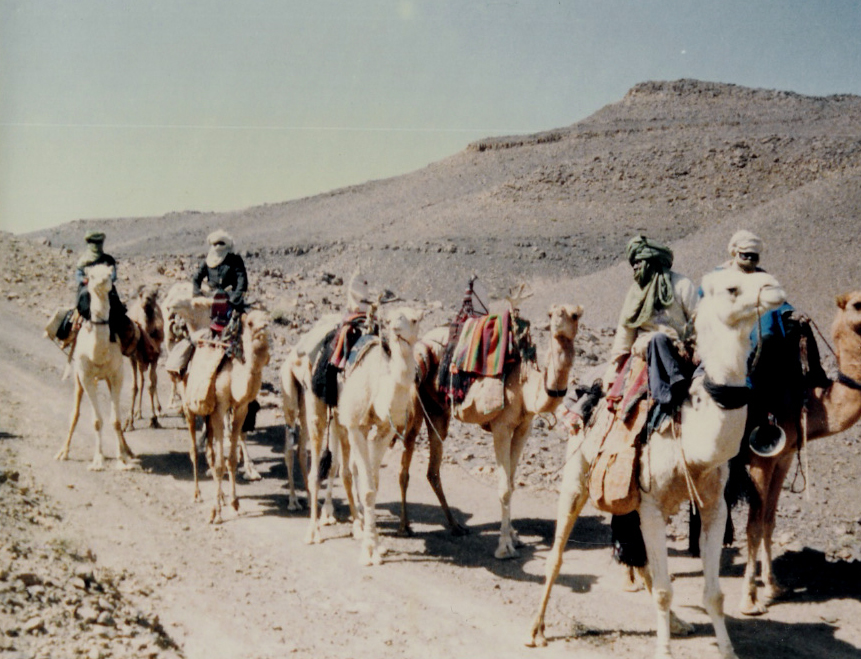
الطوارق في الصحراء الجزائرية

أحد العوامل الخطيرة على البيئة، زحف رمال الصحراء على الهضاب العليا والشمال الزراعي البلاد، ما يسمى بظاهرة التصحر. الزراعة التقليدية والاستغلال غير المسؤول للأراضي الزراعية ساهما في تعريتها، حيث عانت الثروة الغابية أثناء الاستعمار وقدرت سنة 1967 بـ 2.4 مليون هكتار، حين كانت 4 ملايين قبل 1830.
قامت الحكومة بحملات تشجير ضخمة خلال السبعينات (السد الأخضر) على مستوى خط الأطلس الصحراوي، من المغرب لتونس، 1500 كم طولا، إلى 20 كم عرضا. وقع الخيار على شجرة الصنوبر، المقاومة للجفاف، لإعادة التوازن المفقود للمحيط الغابي، حيث دخلت الصحراء لغاية مدينة بوسعادة، الموجودة في الهضاب العليا. تخلت الدولة عن البرنامج أواخر 1980، لضعف الدعم المالي وفي 1991، تواجد حوالي 4 ملايين هكتار من الغابات في الجزائر.
إضافة لهذا، شبكات الصرف الصحي التي تصب في البحر مما يتسبب بنتائج سيئة جدا على الحياة والغطاء النباتي في تلك السواحل، ونهب رمال الوديان، الشيء الذي يغير مجرى سيرها وندرة مياه رغم حملات ترشيد الاستهلاك عبر الإعلانات في التلفاز والإذاعات الوطنية.تحلية مياه البحر صارت ضرورة، في حين بدأت جنرال إلكتريك عام 2005 أضخم مشروع لتحلية المياه في إفريقيا.

### معرض لمواقع شهيرة

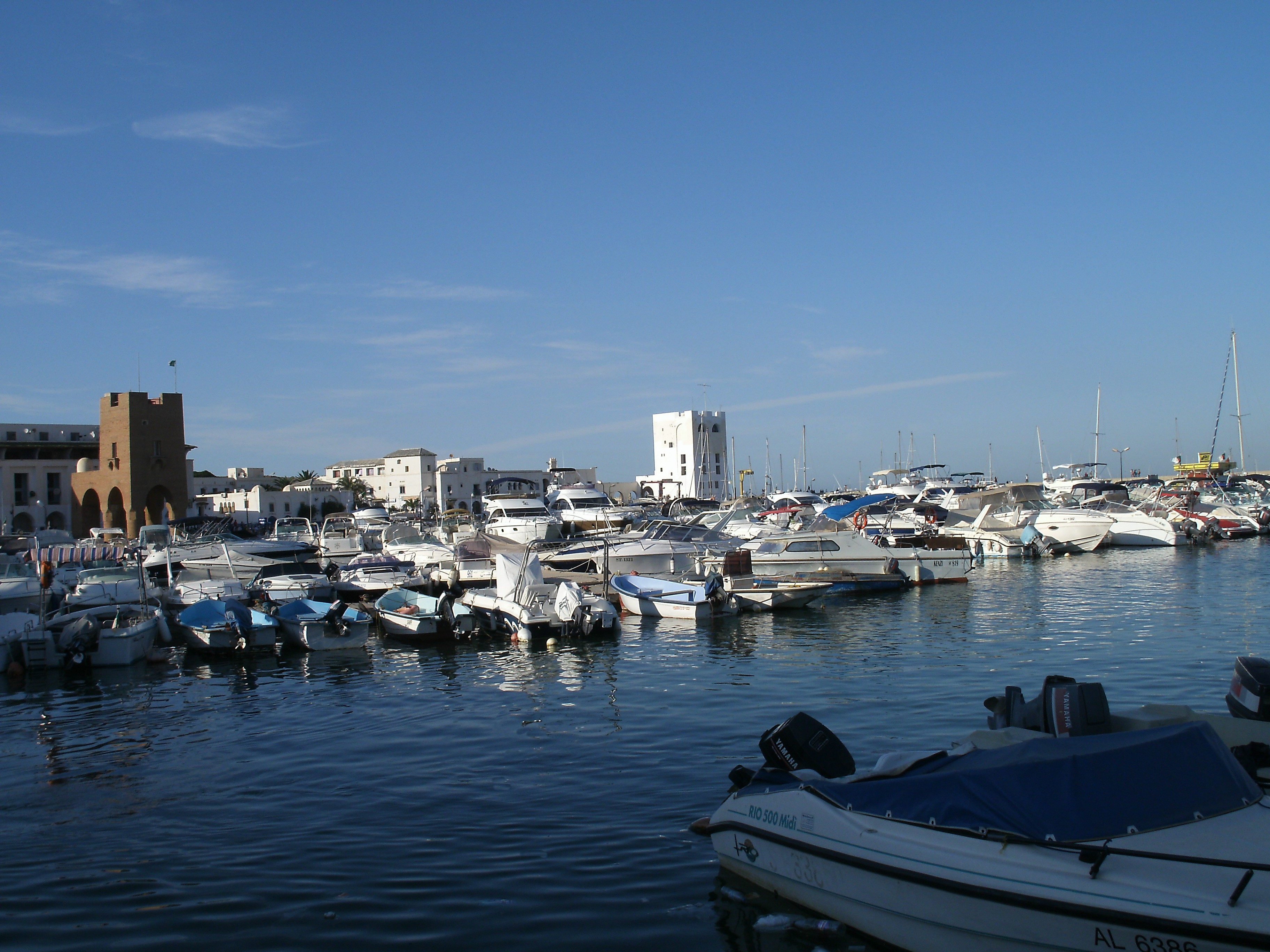
ميناء سيدي فرج
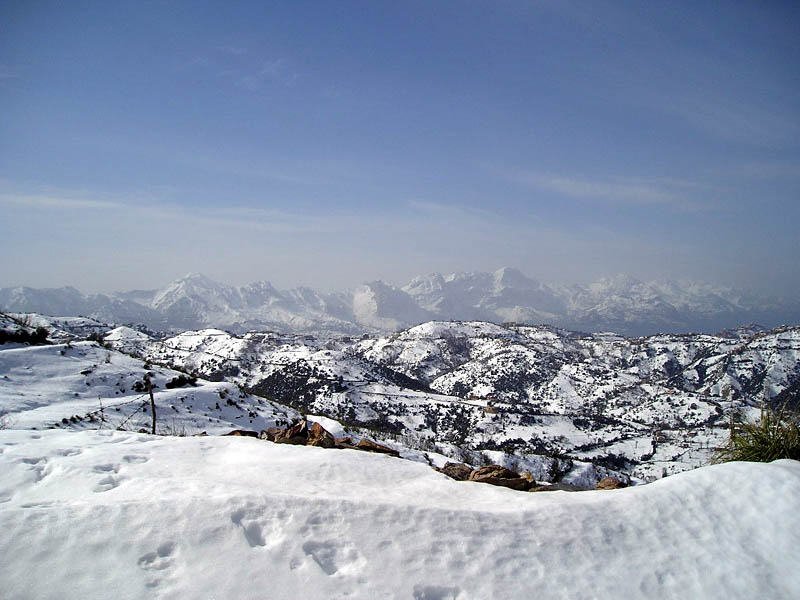
جبال جرجرة في منطقة القبائل
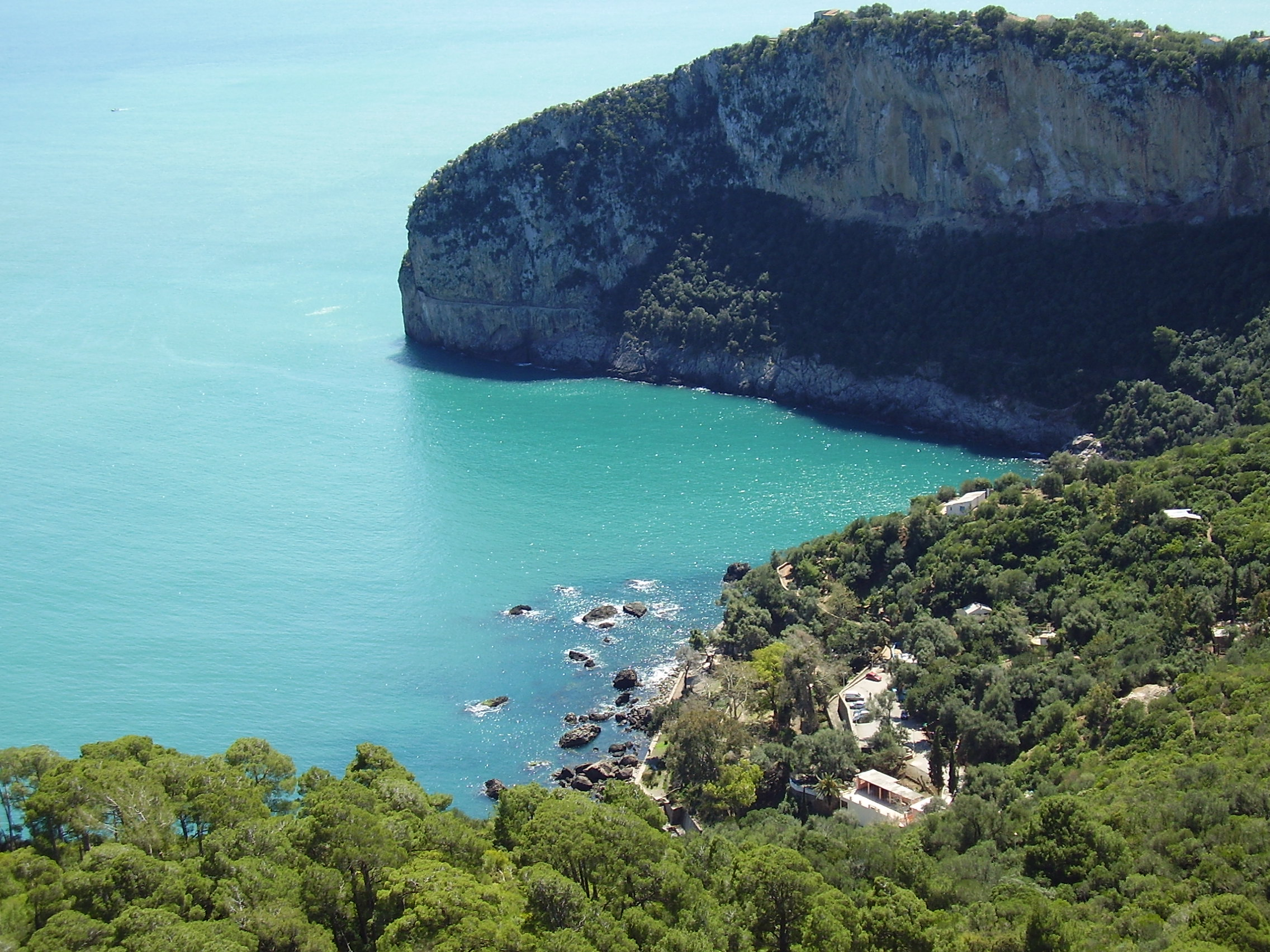
ساحل البحر الأبيض المتوسط، بجاية
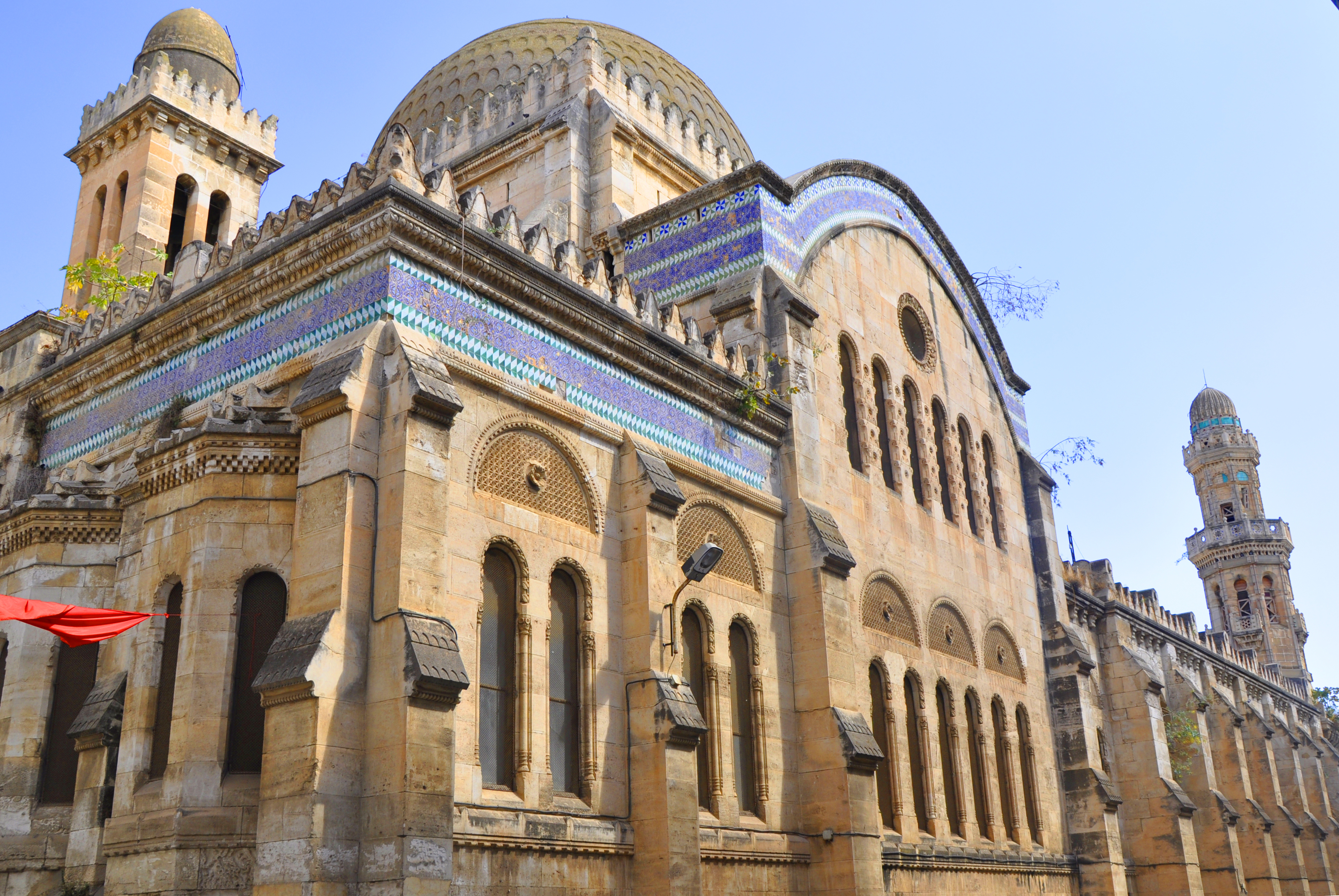
مسجد كتشاوة -الجزائر العاصمة
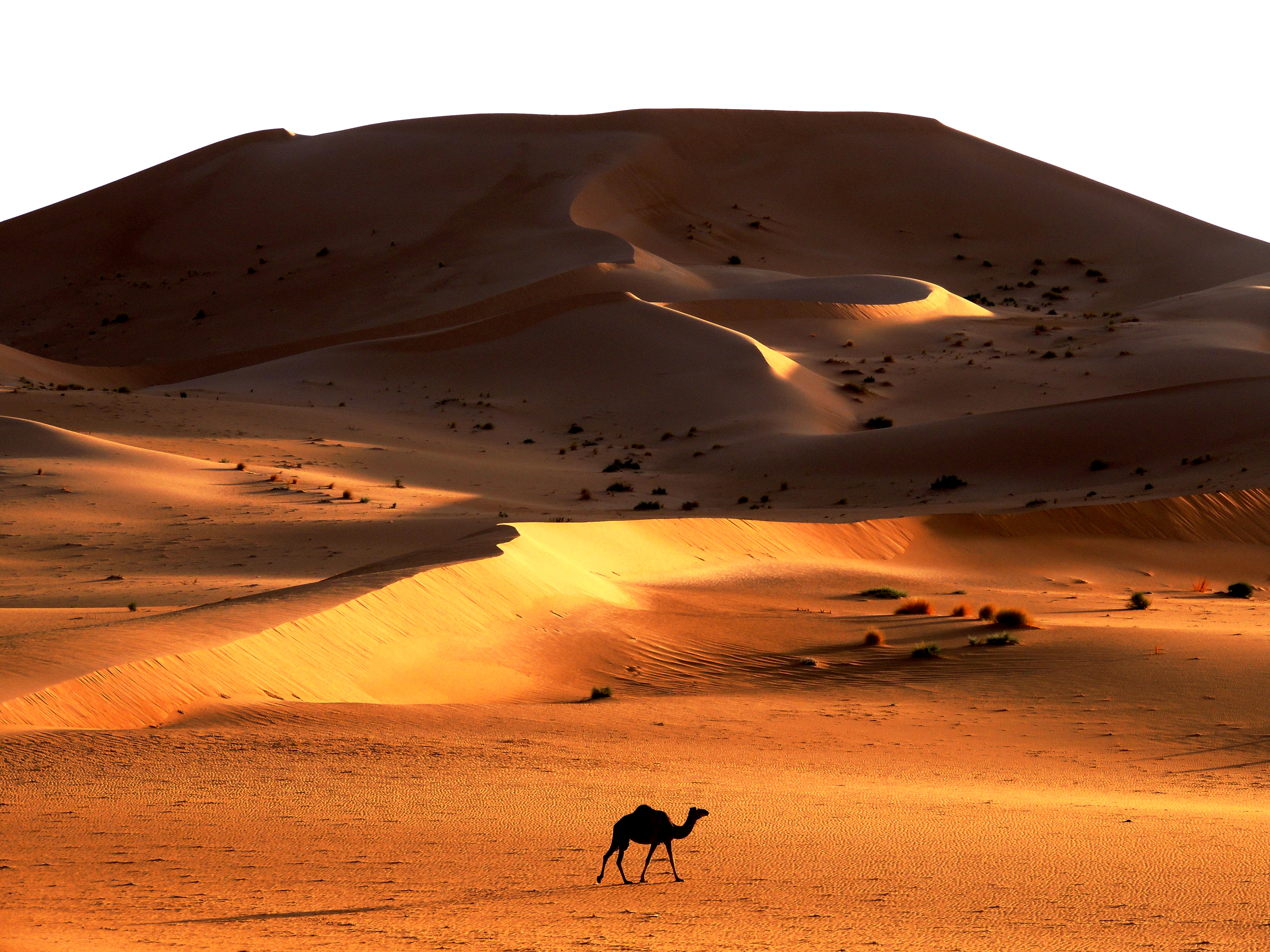
الصحراء الجزائرية
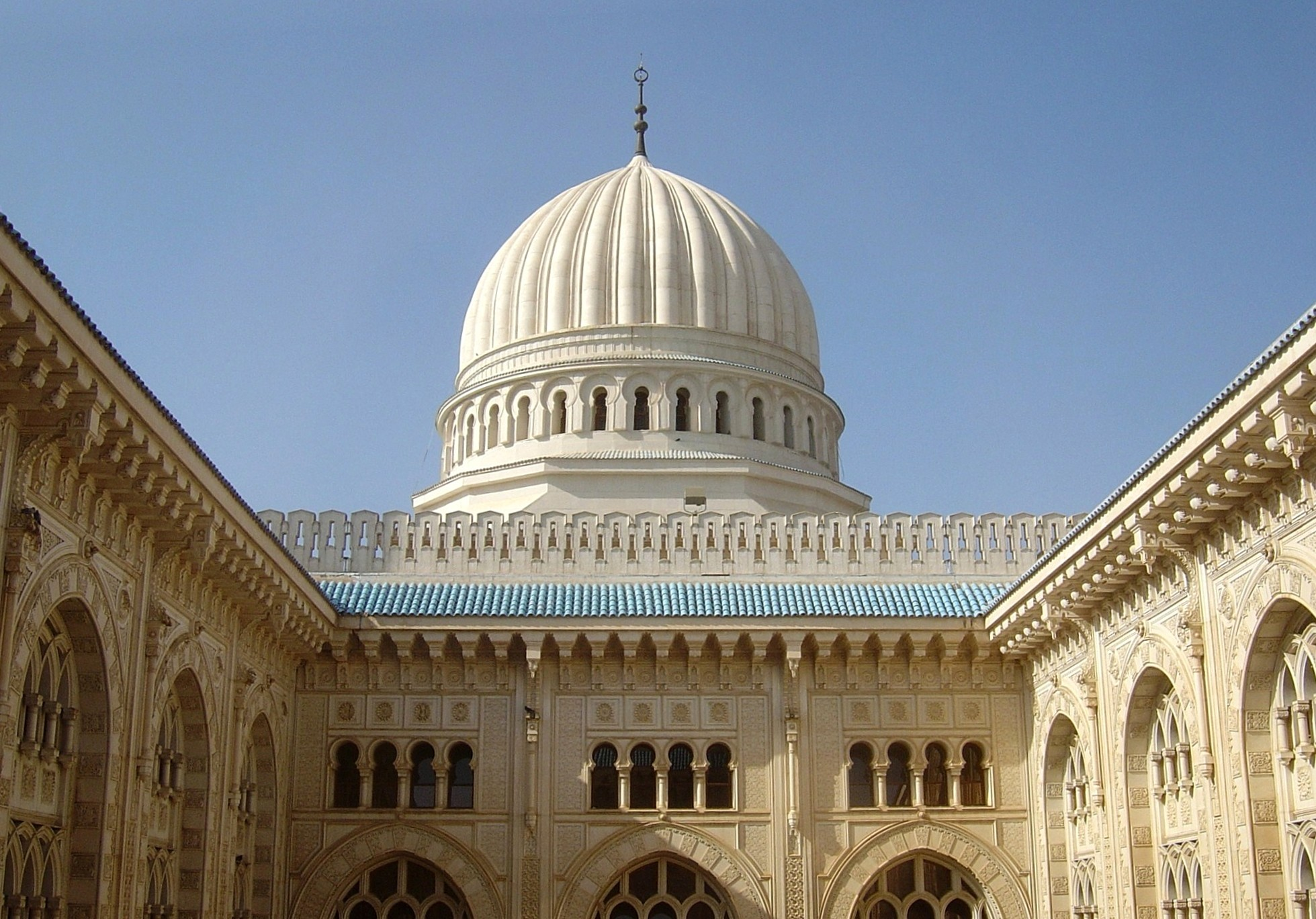
مسجد الأمير عبد القادر -قسنطينة
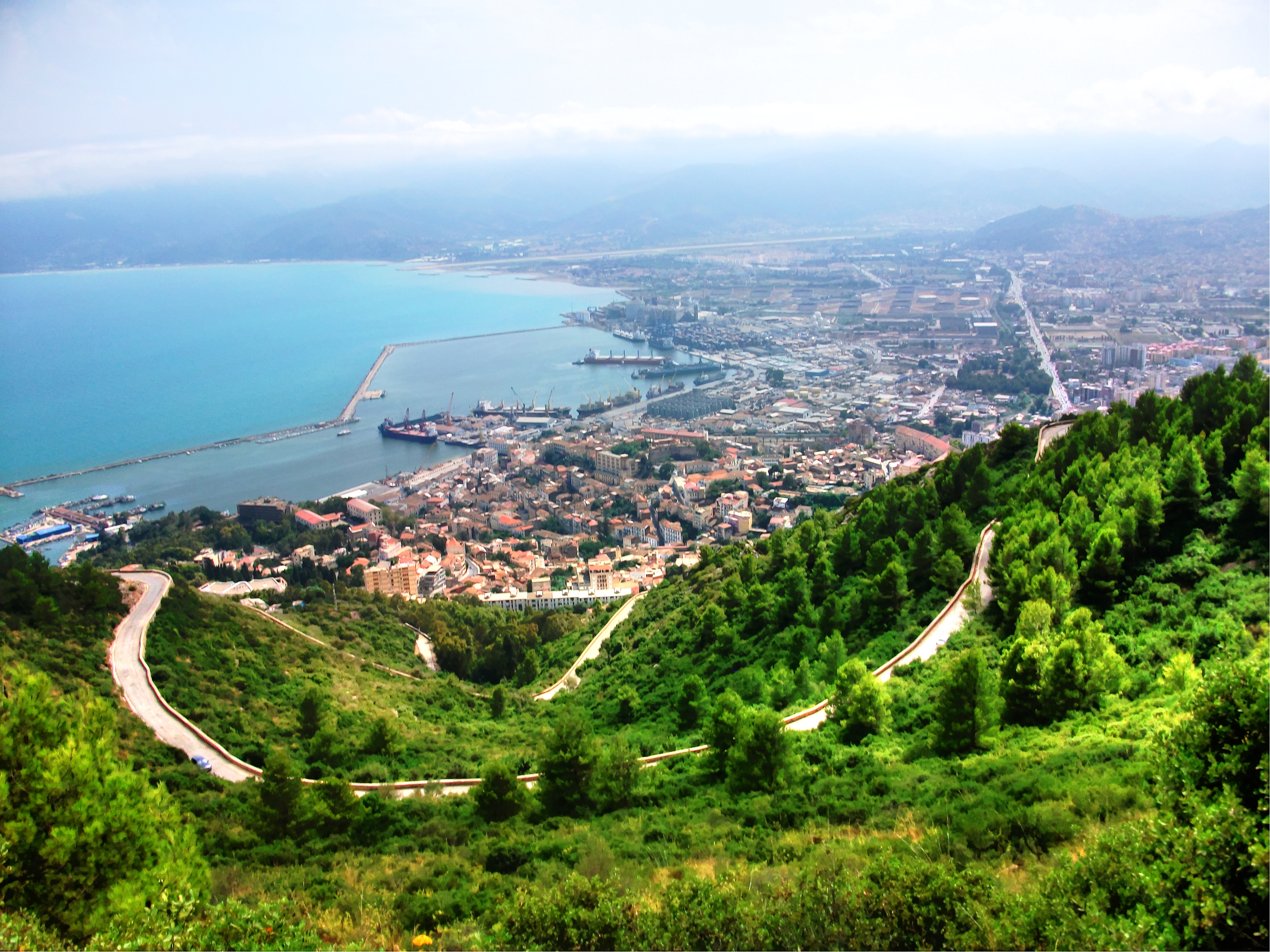
منظر عام لمدينة بجاية
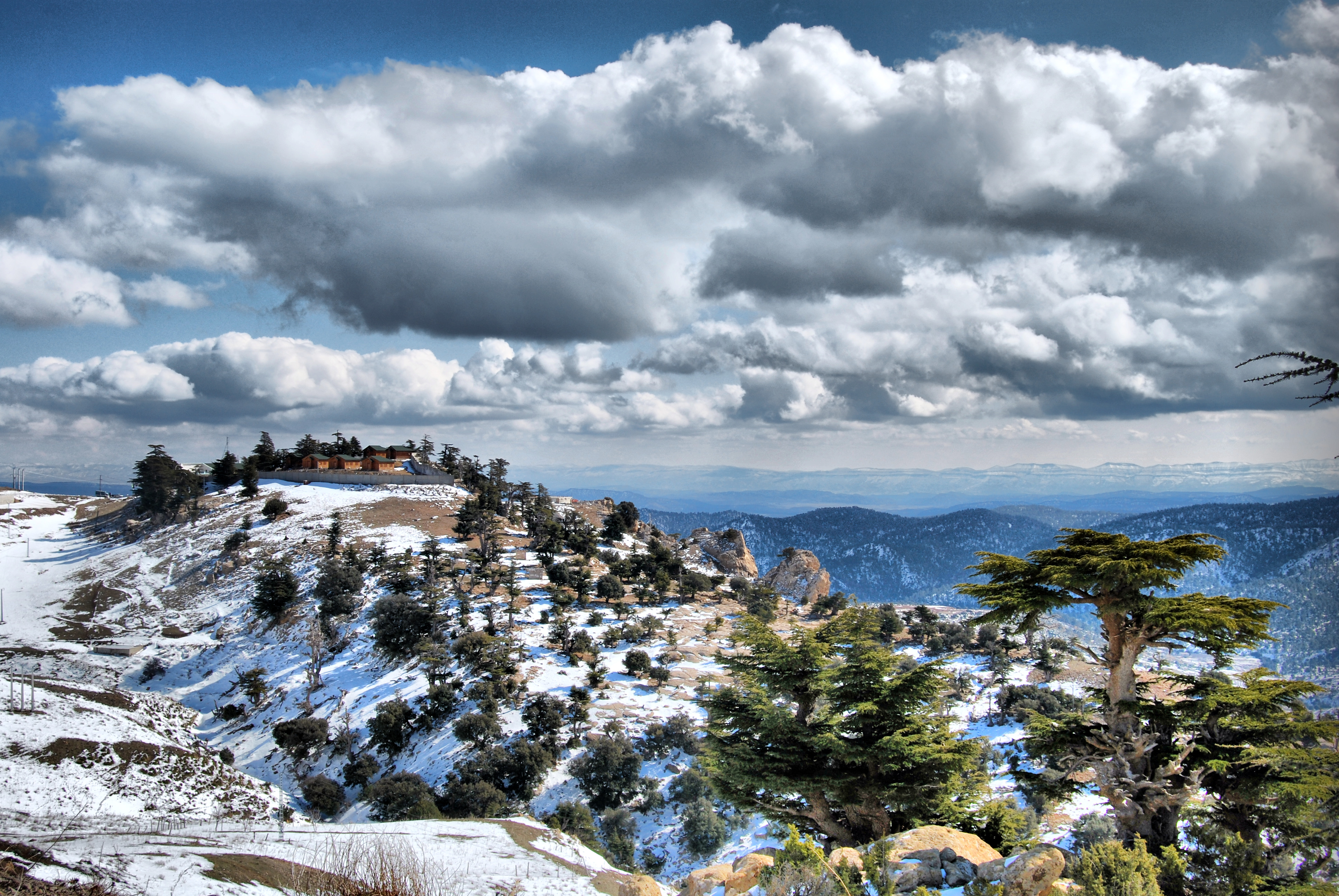
الشريعة -ولاية البليدة
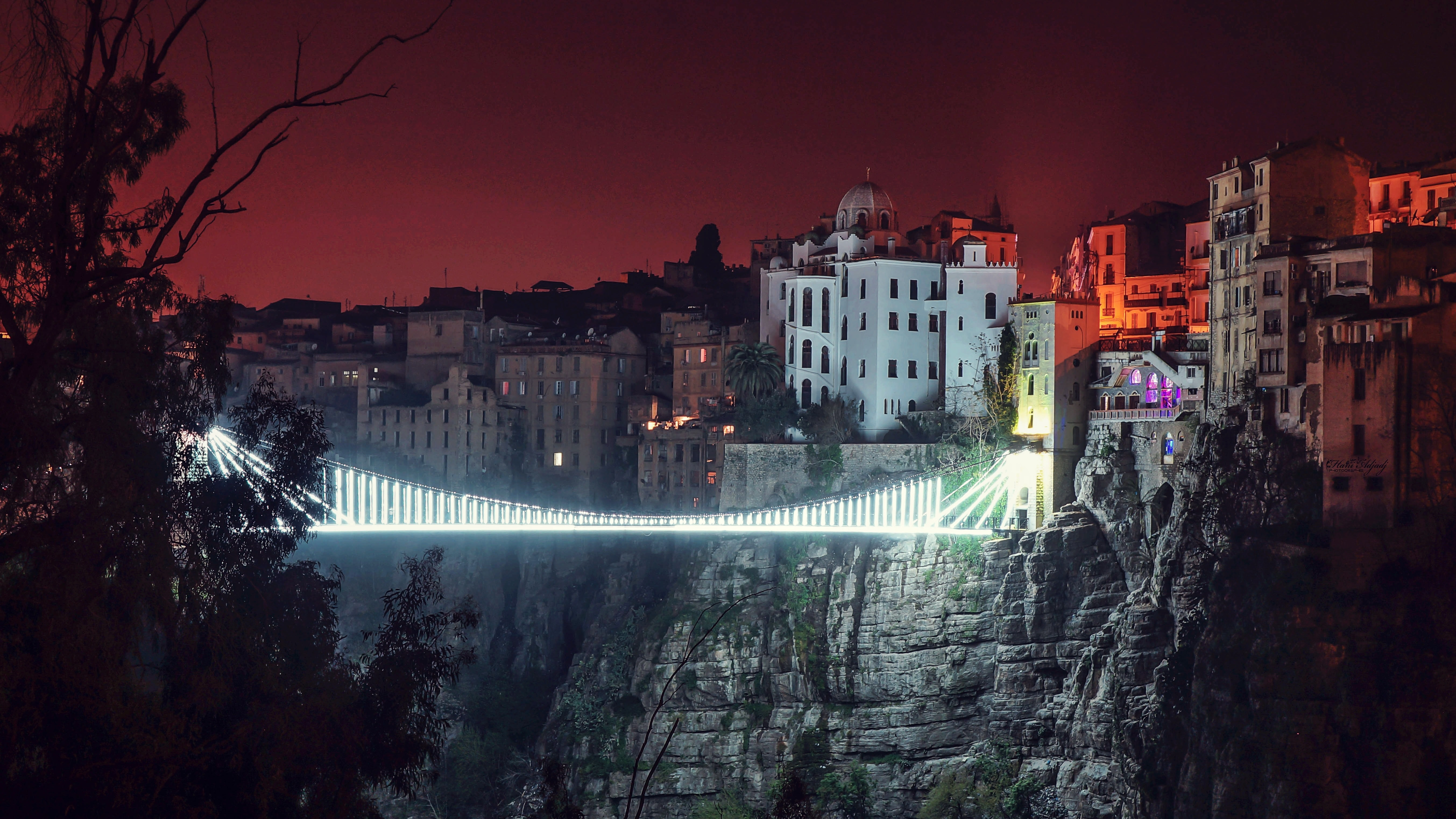
مدينة الجسور المعلقة قسنطينة
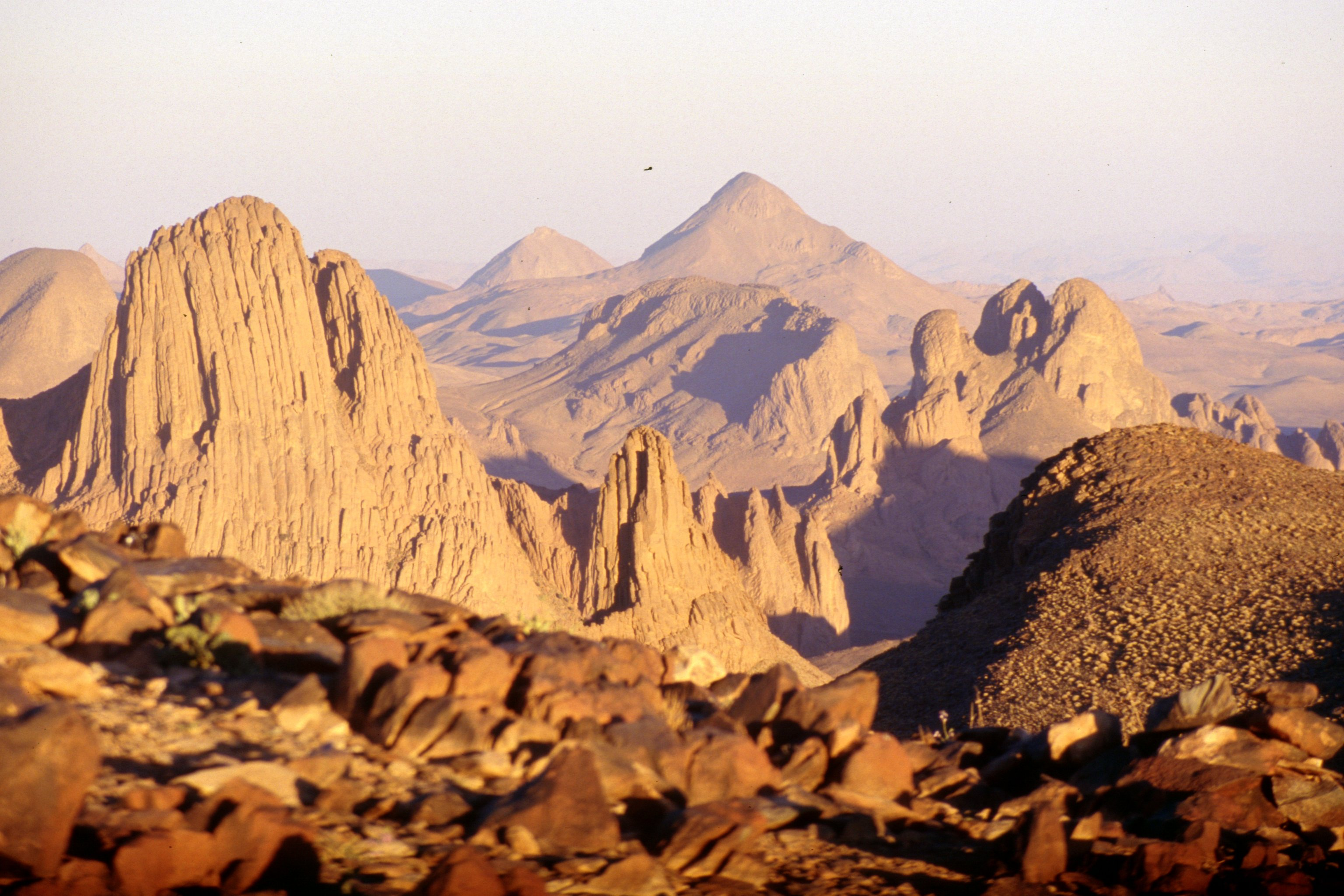
جبال هقار -تمنراست
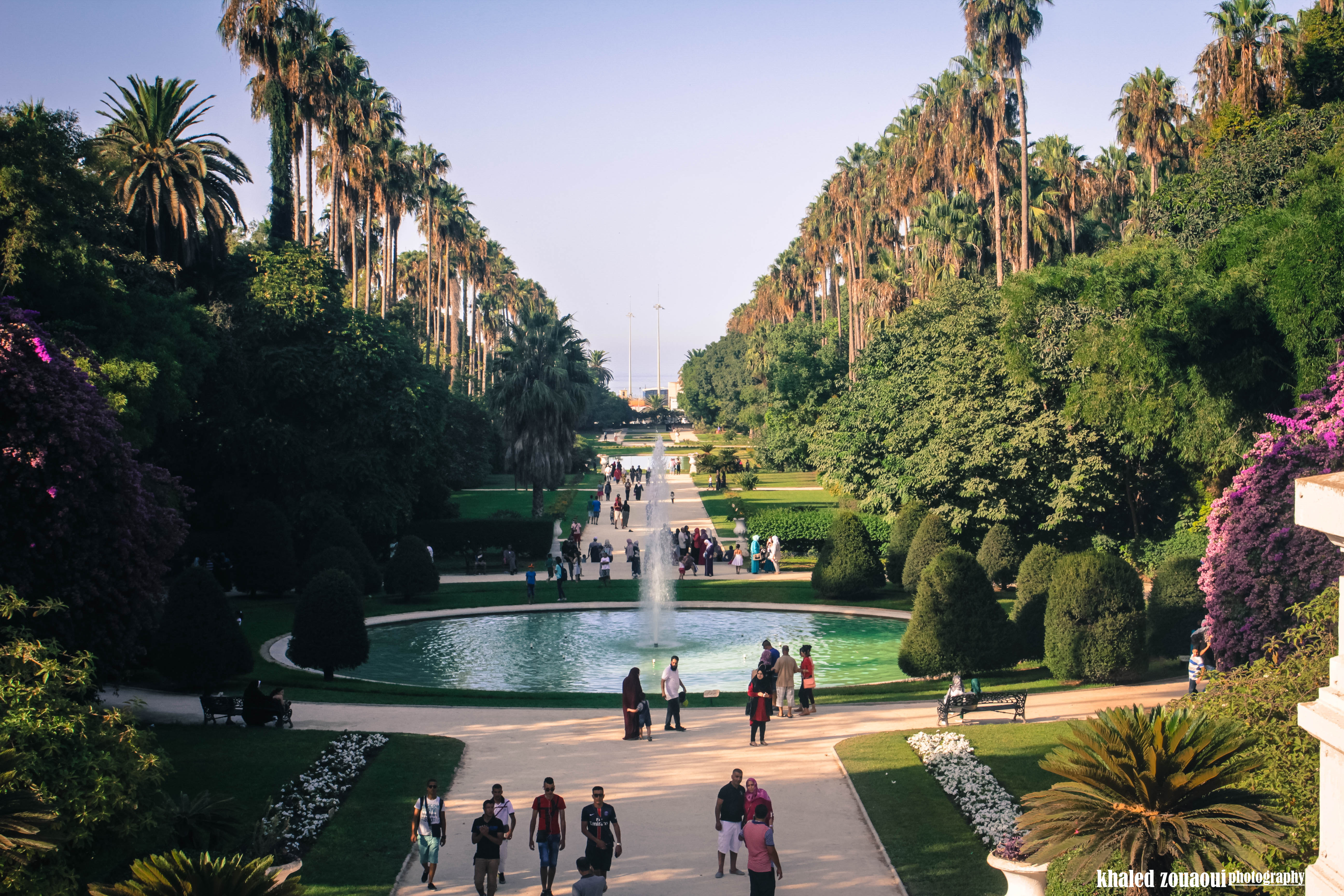
حديقة التجارب -الجزائر العاصمة
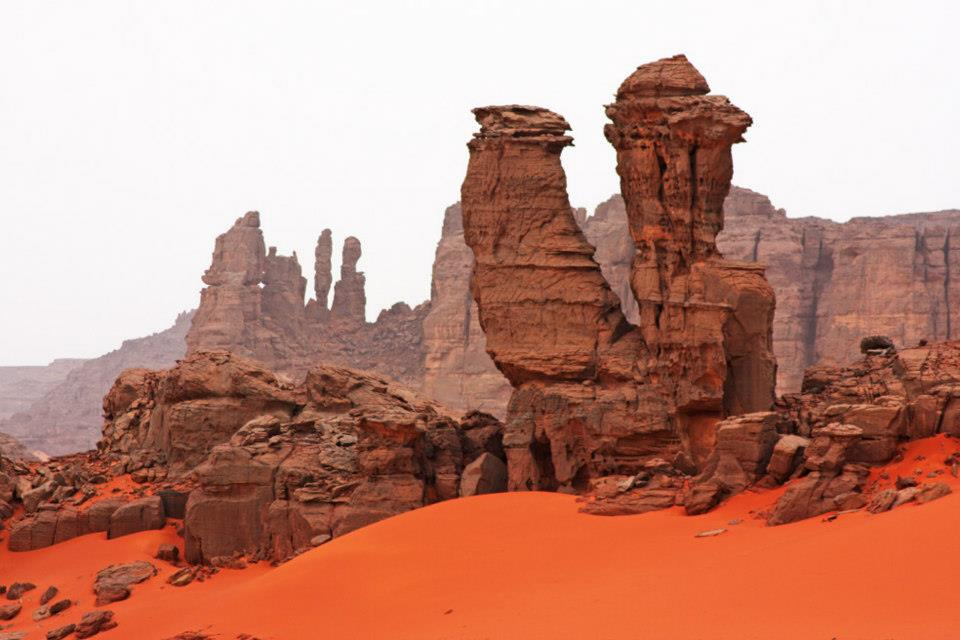
الرمال الحمراء -جانت
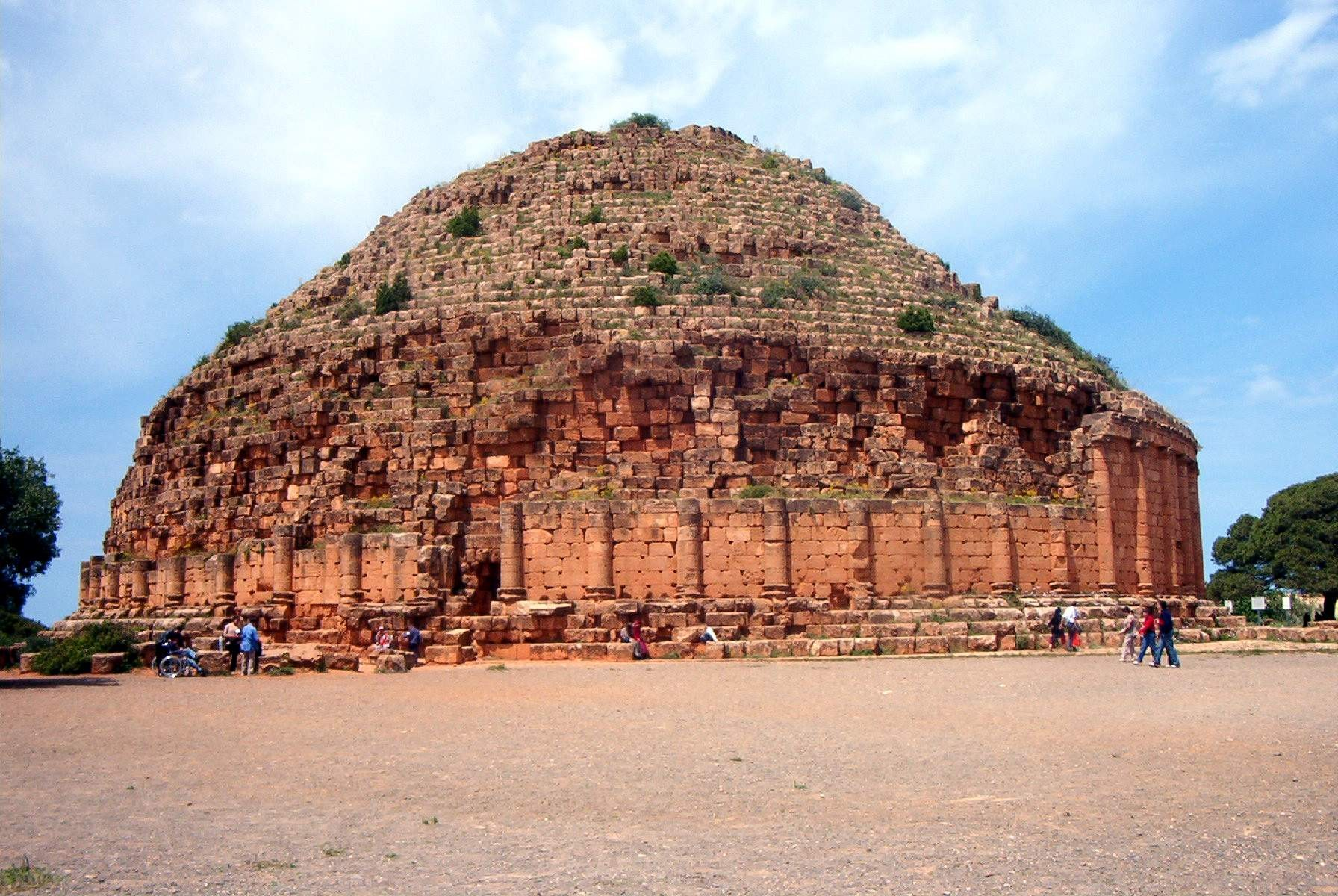
الضريح الملكي الموريتاني -تيبازة
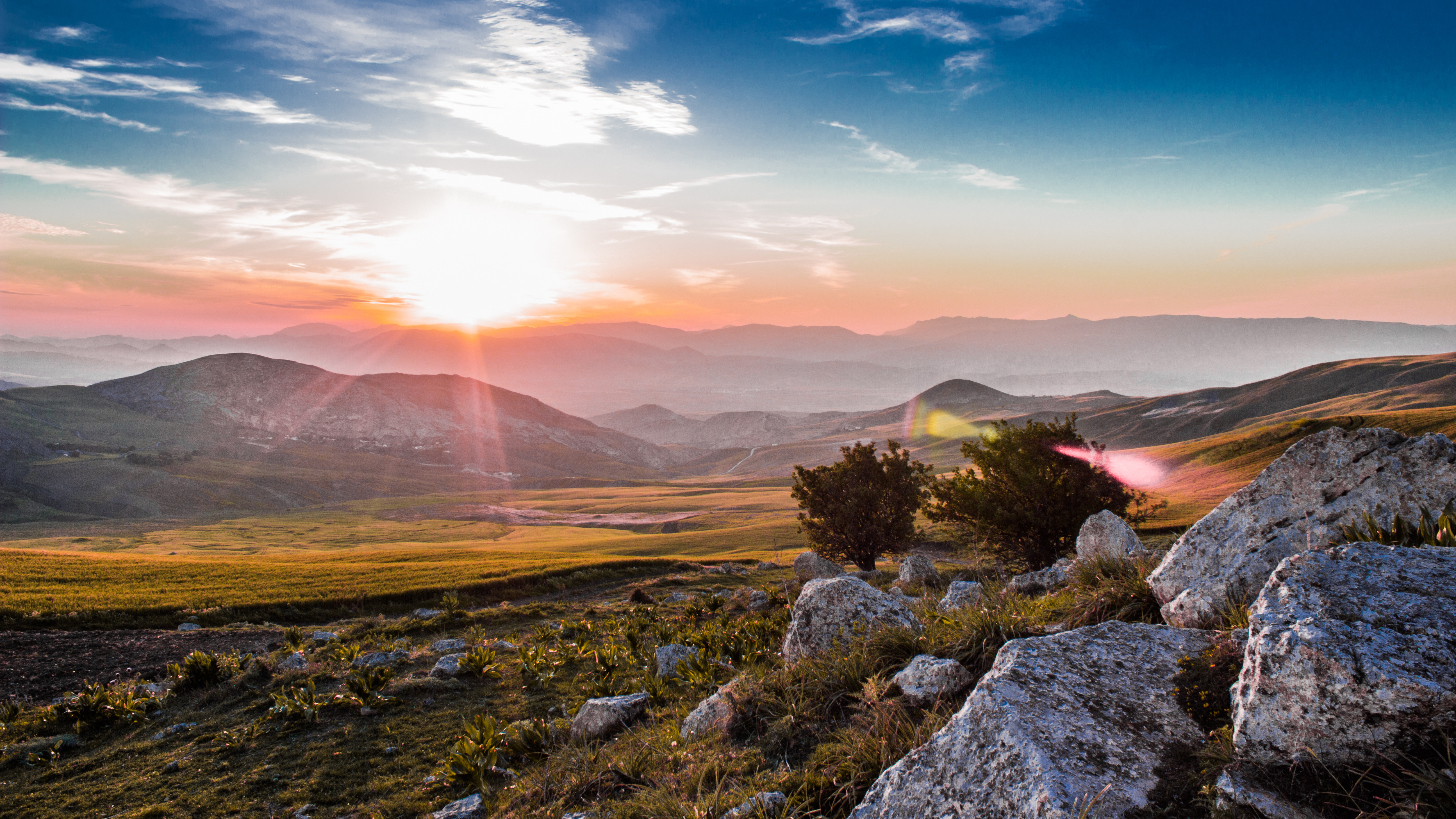
ميلة
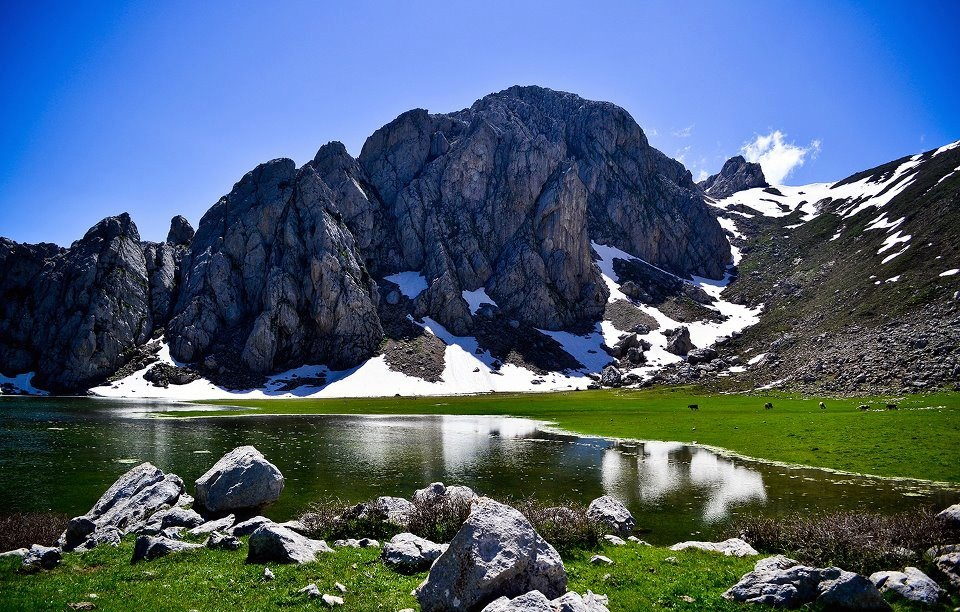
البويرة
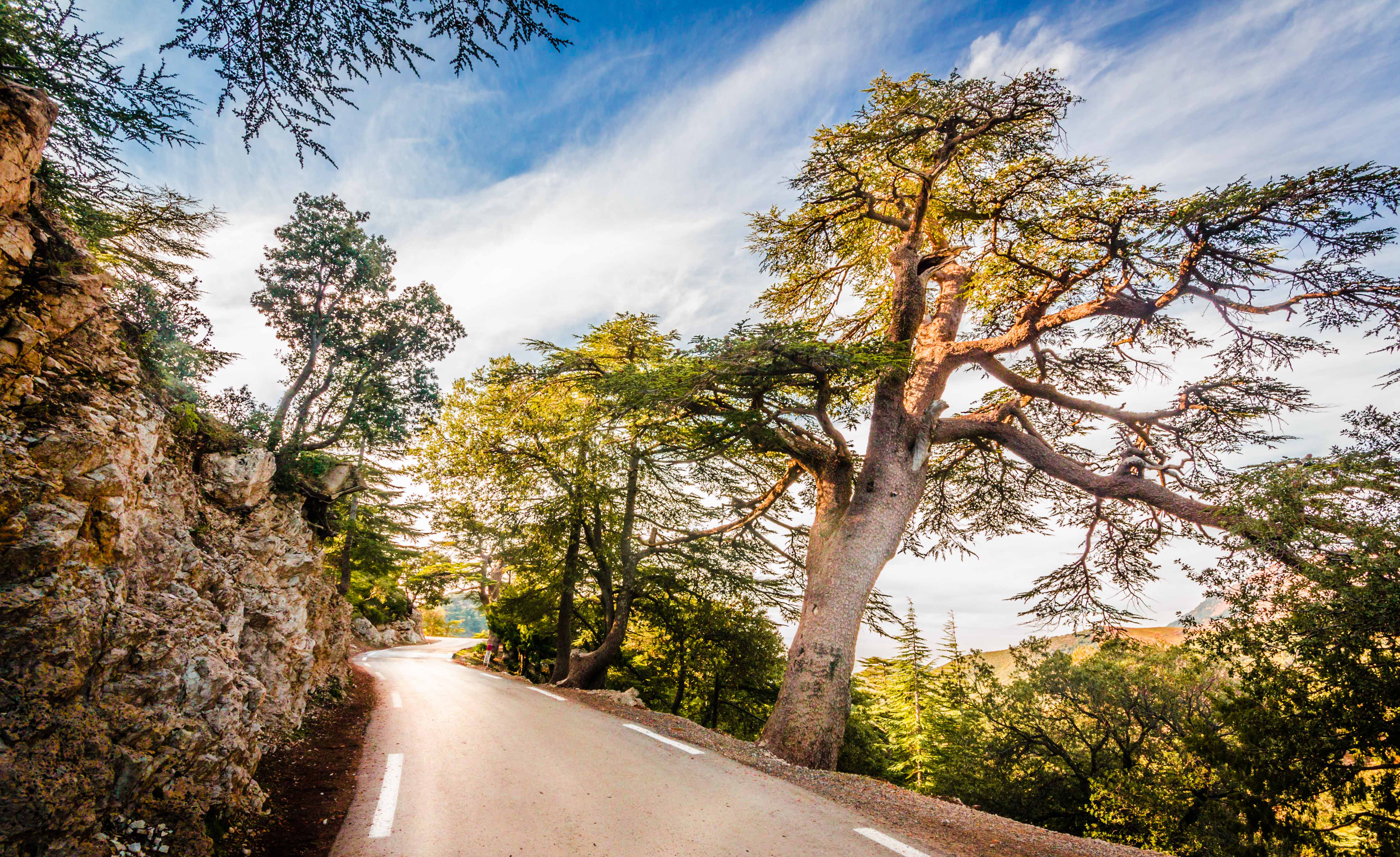
تيكجدة
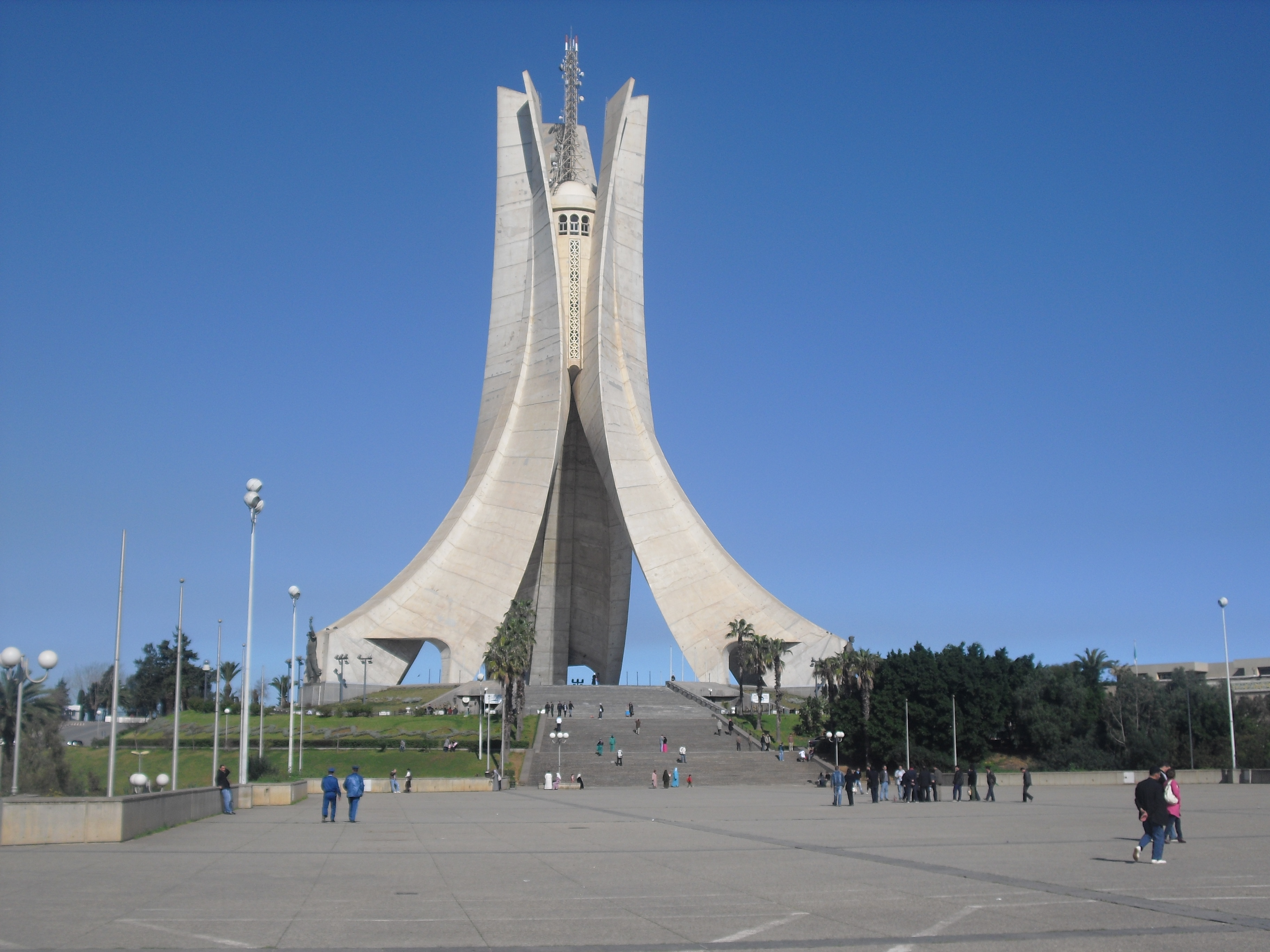
مقام الشهيد -الجزائر العاصمة
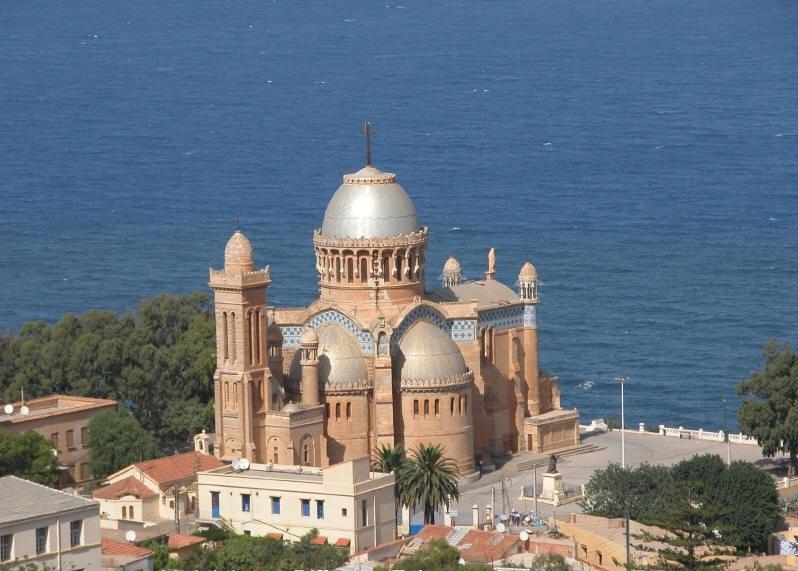
كاتدرائية نوتر دام دافريك -الجزائر العاصمة
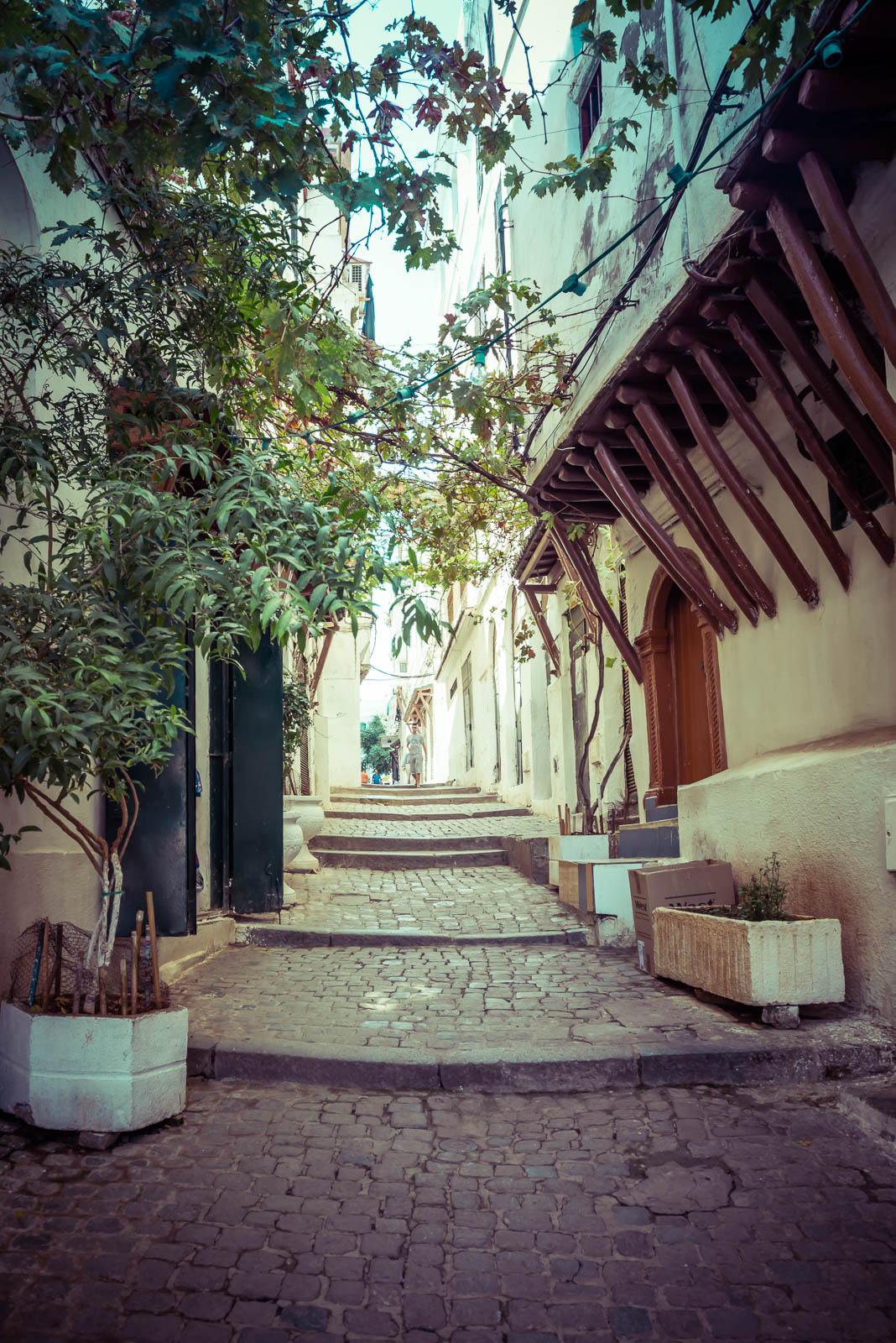
القصبة -الجزائر العاصمة
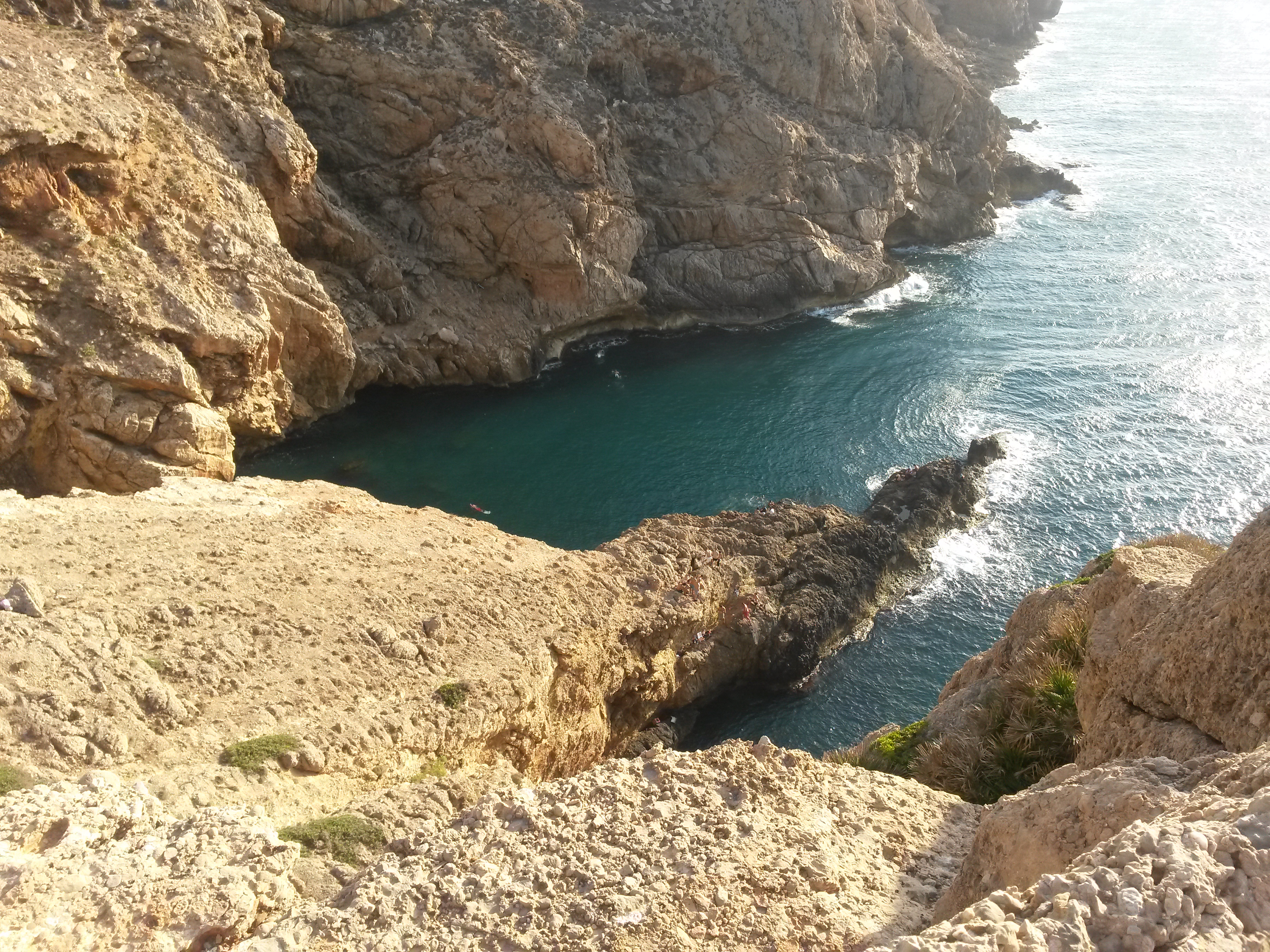
سيدي مروانة بتنس بولاية الشلف
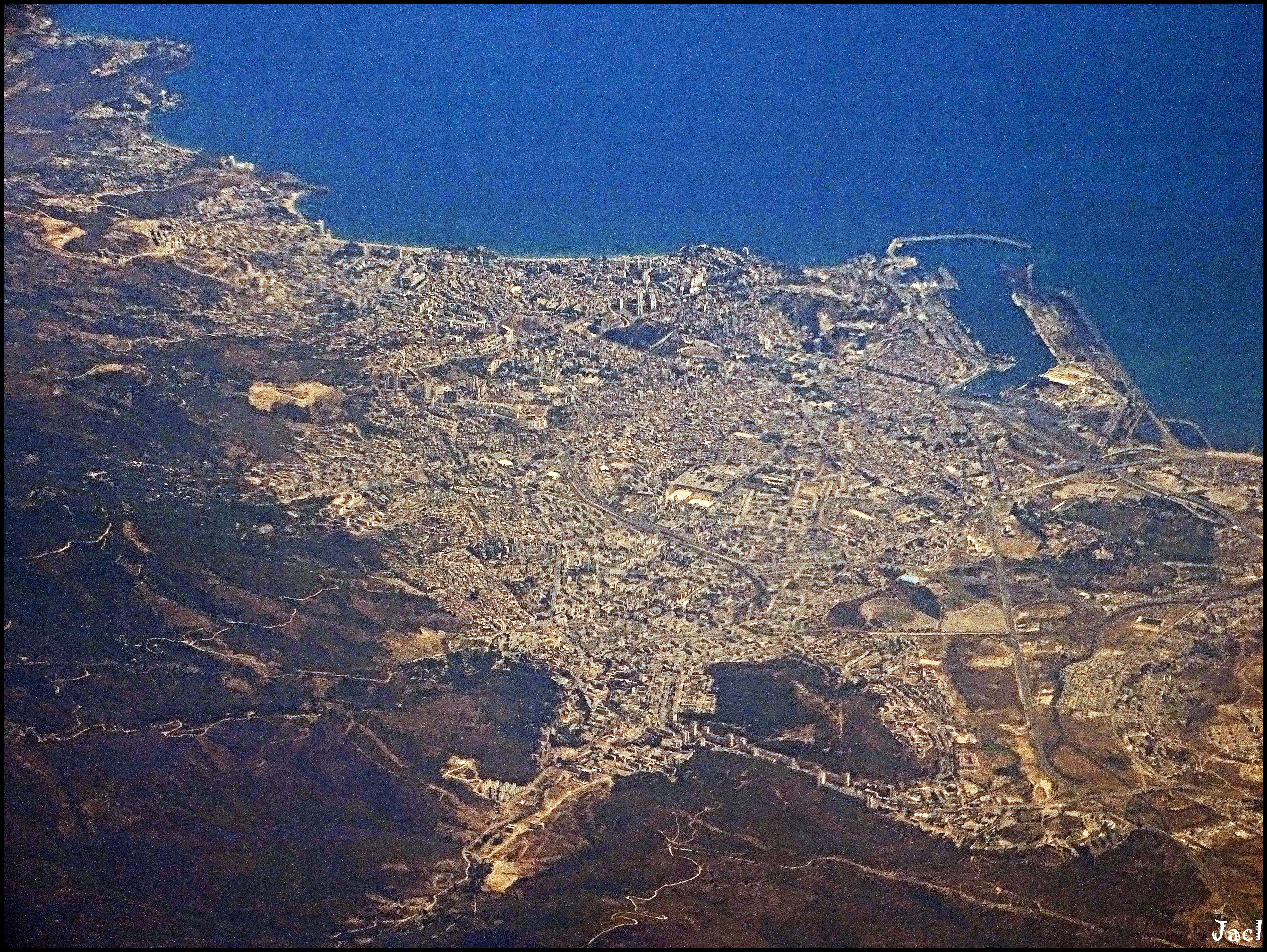
عنابة جوهرة المتوسط من السماء
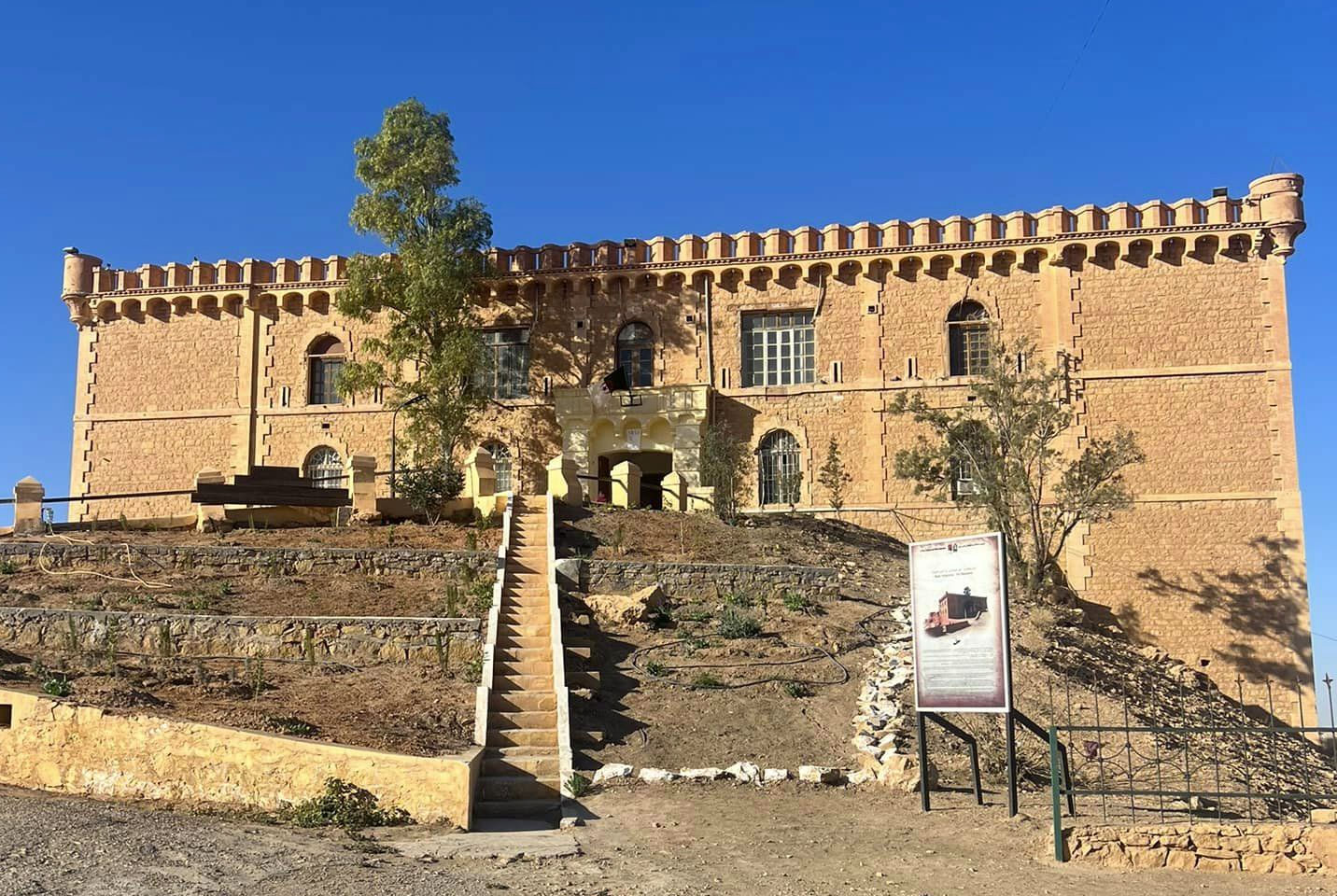
قلعة تيزقرارين بالأغواط
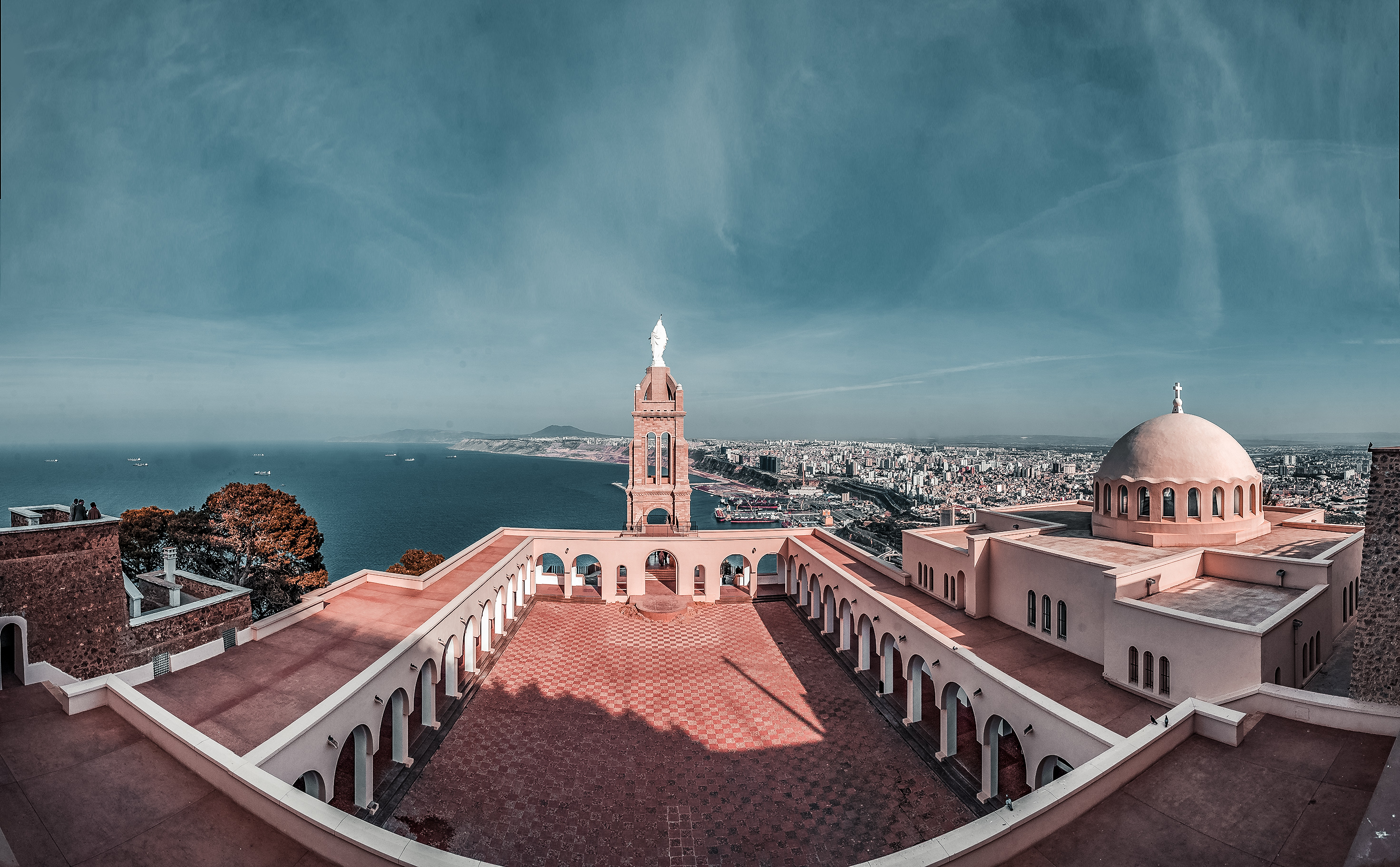
كنيسة سانتا كروز بوهران
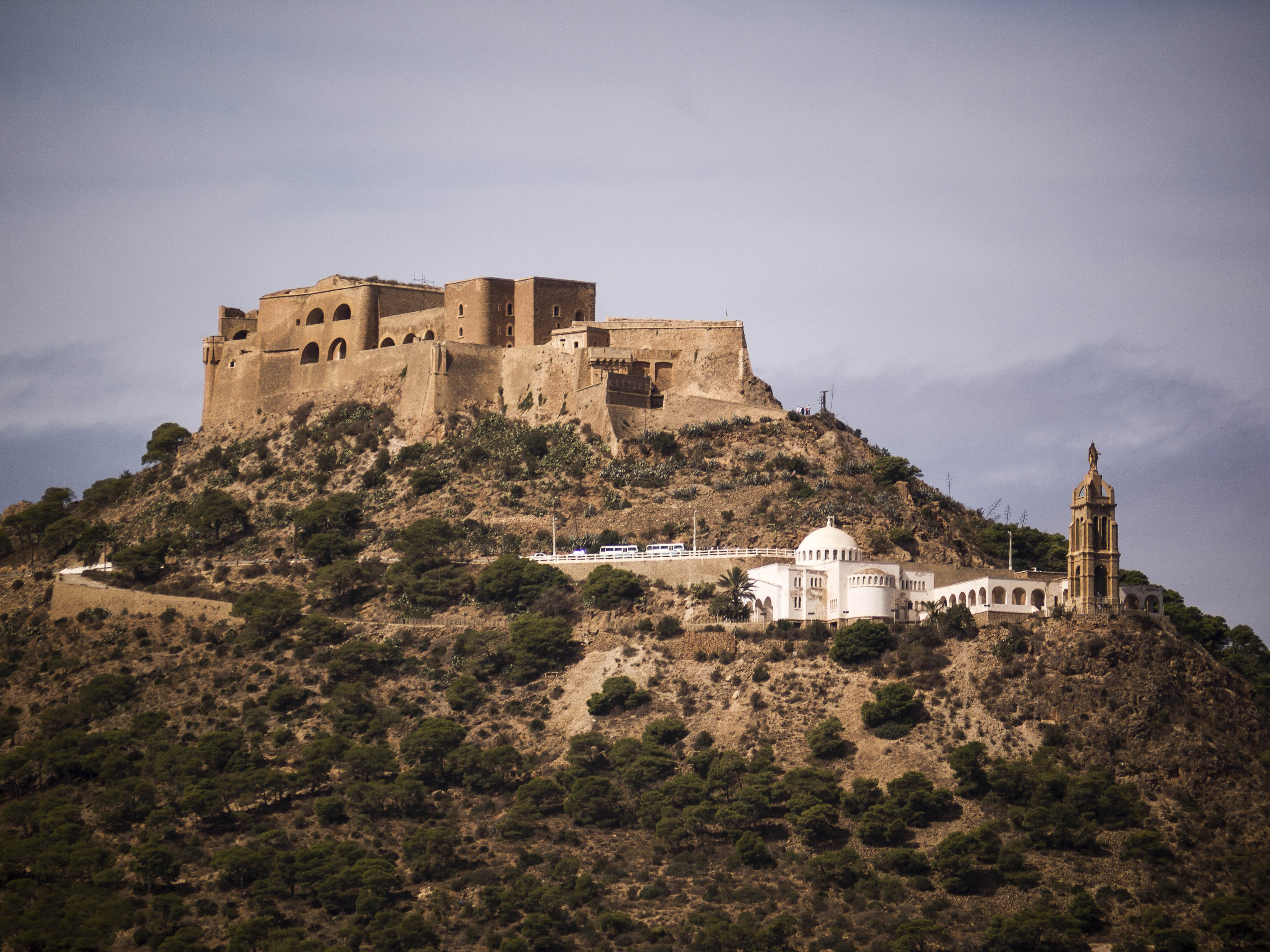
قلعة سانتا كروز بوهران

## السكان

التعداد السّكاني للجزائر مِن عام 1960 إلى 2017

حسب احصاء 2019، فإن سكان الجزائر بلغ 42.6 مليون نسمة. نحو 90 في المئة من الجزائريين يعيشون في المنطقة الشمالية أي شمال الأطلس الصحراوي؛ نسبة قليلة من السكان تعيش في الجزء الجنوبي الصحراوي من البلاد ويقدر عددهم بنحو 5 ملايين، لا توجد إحصائيات رسمية ودقيقة حول نسب الإثنيات المختلفة من أمازيغ وعرب أساساً لكن هناك تقديرات بحوالي 25 في المئة منهم مصنفون كأمازيغ (أي أنهم يتحدثون أحد لهجات اللغة الأمازيغية) وهذا لا يعني أن كل ناطق بالعربي أصله عربي أو كل أمازيغي أصله أمازيغي.
أكثر من 25 في المئة من الجزائريين تحت سن 15 عاماً.

### تركيبة السكان واللغة
الأمازيغ هم السكان الأصليون للجزائر. وكباقي دول شمال إفريقيا، عرفت الجزائر تاريخياً توافد مجموعات بشرية متنوعة كالإغريق والفنيقيين والرومان والبيزنطيين والوندال ورغم ذلك ما من دليل يثبت حصول اختلاط كبير بين الأمازيغ وهذه الشعوب. وفي عصور قريبة، شهدت الجزائر الفتح الإسلامي وتوافد العرب والأندلسيون والعثمانيون الذين امتزجوا بسكان الجزائر.
واعتنق مجمل السكان الإسلام بعد الفتوحات الإسلامية التي استغرقت ما يفوق قرن ونصف لاكتمالها، وكان للإسلام الفضل في الانتشار السريع للغة العربية بين السكان ثم انتشر التعريب في الممرات السهلية وسط الكتل الجبلية الشمالية وفي المدن الكبرى واستمر انتشار العربية ليشمل مناطق العنصر العربي فيها ضئيل كالجهة الشرقية لمنطقة القبائل الصغرى (منطقة القل بسكيكدة، ولاية جيجل، شمالي ولاية ميلة) وأكثر منطقة الشاوية ولكن الملاحظ هو أن الجزائريين غالبيتهم يتكلمون اللهجة العربية الدارجة ويتعلمون اللغة العربية الفصحى، أما المناطق الصحراوية الجنوبية فإضافة إلى القبائل فقد وفدت إليها مجموعات زنجية كانت تعيش تحت سلطة قبائل الطوارق (التوارق) الأمازيغية المسيطرة وقد انتشرت العربية بدورها بسبب إسلامهم لا سيما بانتشار التعليم ونشوء المدن في المناطق الصحراوية بعد الاستقلال (1962).
تنقسم الأمازيغية إلى لهجات متنوعة يتفاوت التفاهم بين ناطقيها من لهجة إلى أخرى ولأنه لا توجد إحصائيات رسمية حول المجموعات العرقية أو اللغوية أو الدينية بالجزائر، لكن بالاستعانة بإحصائيات السكان في مختلف الولايات ومقارنتها بالمعلومات الميدانية ومن مصادر أجنبية - بتحفظ - يمكن استنتاج أن الأمازيغية تستعمل كلغة تخاطب أولى أساساً بولايات تيزي وزو وبجاية وقسم من ولايتي البويرة وجيجل وبرج بوعريريج (اللهجة القبائلية) وبعض المناطق المتفرقة بولاية خنشلة وباتنة وأم البواقي (الشاوية) وفي مناطق بولايتي تنمراست وإليزي (اللهجة التارقية) وفي غرداية (اللهجة المزابية)، وأما الاستعمال الأكثر شيوعاً فهو بالتوازي مع استعمال العربية (مناطق بولايات بجاية والبويرة وبومرداس للهجة القبائلية) وفي معظم المناطق الحضرية بولايات أم البواقي وخنشلة وباتنة وقسم من ولاية تبسة وسوق أهراس وبسكرة وميلة وسطيف (لهجة شاوية) ومن جهة أخرى فإنه توجد جيوب منعزلة للغة الأمازيغية بولايات البيض وتيبازة ومناطق صحراوية وهي في طور الاندثار.
تأثرت اللهجة الجزائرية كباقي اللهجات المغاربية باللغة الأمازيغية بدرجات مختلفة من منطقة لأخرى. كما أدى الاستعمار الفرنسي الطويل إلى استعارة أعداد كبيرة من الكلمات الفرنسية خاصة في لهجة العاصمة وضواحيها بشكل يجعل اللهجة الجزائرية المدينية صعبة الفهم أو حتى غير مفهومة أحياناً بالمشرق العربي بالرغم من أن البنية اللغوية الأصلية للعربية في الجزائر بحذف الاستعارات الفرنسية تجعلها أقرب إلى اللهجات العربية البدوية في الشام والخليج العربي وأفصح من لهجات حواضر الشام ومصر فكثير من اللهجات الجزائرية ينطق فيها بكل أو معظم الأحرف العربية التي تغيب عن اللهجات الشامية والمصرية (الجيم، القاف، الثاء، الظاء).

### المجتمع الأمازيغي
ينقسم المجتمع الأمازيغي في الجزائر إلى قبائل لا تزال إلى حد يومنا هذا لديها مكانة بالوطن حيث تنقسم إلى منطقة القبائل ومنطقة الشاوية حيث تستعمل بها اللهجة القبائلية الزواوية والصنهاجية والشاوية وهي تشمل كل من ولاية تيزي وزو وبجاية والبويرة وسطيف وبرج بوعريريج وجيجل وباتنة وخنشلة وأم البواقي وتبسة، وكثير من ولايات الشرق الجزائري.

### الجاليات الأجنبية في البلاد
ازداد في الآونة الأخيرة عدد أفراد الجاليات الأجنبية على أرض الجزائر خصوصا مع مجيء المستثمرين الأجانب اللذين جلبوا معهم الكثير من الخبرات والأيادي العاملة من بلدانهم.

### الأديان

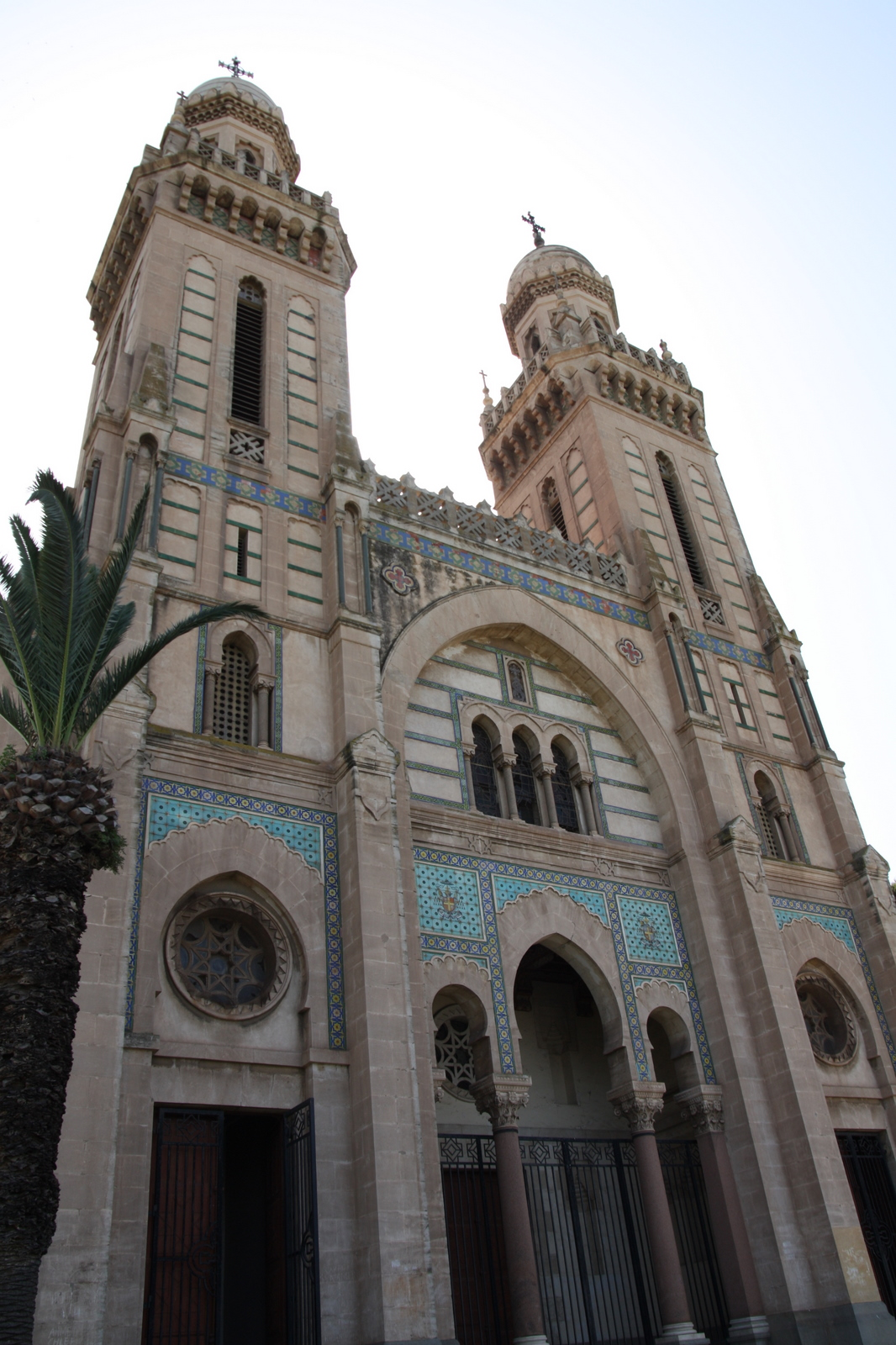
في بازيليك القديس أوغسطين في عنابة بنيت ليست بعيدة من بقايا كنيسة

الجزائر بلد موحد - أساساً - دينياً ومذهبياً، فالإسلام يعتنقه معظم السكان (99.99 بالمائة على الأقل) وقد زال التأثير الجزئي للمسيحية بعد الفتح الإسلامي وانتشر الإسلام ليكون الدين الأوحد باستثناء فئة يهودية تدعمت بنزوح اليهود الأندلسيين مباشرة أو عبر دول أروبية أخرى وفي العهد العثماني كان المسيحيون بالبلاد من الأسرى الأوروبيين وحتى بعد الاحتلال الفرنسي أعيد إحياء المسيحية في المنطقة مرّة أخرى في القرن التاسع عشر. مع قدوم عدد كبير من المستوطنين والمهاجرين الأوروبيين والذين أطلق عليهم لقب الأقدام السوداء. غداة الاستقلال بعد 5 يوليو 1962 قدّرت أعداد المسيحيين في الجزائر بأكثر من مليون نسمة كانت نسبتهم تمثل أكثر من 12% من سكان الجزائر. وعقب استقلال الجزائر هاجرت اعداد كبيرة من مسيحيين ويهود الجزائر مع تعرضهم موجات العنف حيث قدرَّت أعداد النازحين إلى فرنسا بحوالي 800 ألف، وكان من أبرز أحداث العنف مذبحة وهران عام 1962،
في عام 2009، أحصى مكتب الأمم المتحدة حوالي 45,000 من أتباع الكنيسة الرومانية الكاثوليكية القسم الأكبر منهم من ذوي الأصول الأوروبية ممن سكنوا البلاد إبّان الاستعمار ويتركزون في العاصمة والمدن الكبرى و10,000 من البروتستانت في الجزائر؛ في حين تقدر العديد من الإحصائيات المختلفة عدد البروتستانت في الجزائر بين 100,000-150,000؛ القسم الأكبر منهم من أصول جزائرية مُسلمة إما عربية أو أمازيغية. وقدّرت دراسة تعود لعام 2015 عدد المسلمين المتحولين للديانة المسيحية في الجزائر بين السنوات 1960-2015 بحوالي 380,000 شخص. كان عدد اليهود في الجزائر يصل إلى 140,000 نسمة عام 1948، إلا أنه انخفض في عام 2018 إلى أقل من خمسين نسمة بسبب هجرة الكثير منهم إلى إسرائيل وفرنسا.
المذهب المنتشر في الجزائر هو المذهب السني في معظم البلاد باستثناء أقسام من ولايتي غرداية وورقلة حيث لا تزال توجد مناطق تتبع المذهب الإباضي وهي تحديداً المناطق التي تقطنها قبيلة بني ميزاب الأمازيغية المتمسكة بهذا المذهب والتي لا تشكل سوى نسبة ضئيلة من السكان ويميل أهل السنة في الجزائر في الغالب إلى ترجيح الفقه المالكي المنتشر تقليديا في معظم شمال وغرب ووسط إفريقيا عن بقية المذاهب الفقهية السنية الأخرى مع بروز لافت لظاهرة ما يعرف بالسلفية على غرار عدد من البلدان الإسلامية. كما يسجل في السنوات الأخيرة اهتمام الدولة بالطرق الصوفية مما جعل وجود هذه الأخيرة ملفتاً خاصة في المناطق الغربية والجنوبية من البلاد.

### الديموغرافية
بلغ عدد سكان الجزائر 40.4 مليون في 1 يناير 2016 حسب توقعات تقرير للديوان الجزائري للإحصائيات ،
| ذكور | فئة عمرية | إناث |
| ---- | --------- | ---- |
| 51   | 80 وأكثر  | 53   |
| 54   | 75-79     | 56   |
| 74   | 70-74     | 77   |
| 88   | 65-69     | 90   |
| 117  | 60-64     | 114  |
| 169  | 55-59     | 161  |
| 205  | 50-54     | 202  |
| 250  | 45-49     | 250  |
| 301  | 40-44     | 303  |
| 348  | 35-39     | 348  |
| 427  | 30-34     | 419  |
| 514  | 25-29     | 505  |
| 536  | 20-24     | 525  |
| 505  | 15-19     | 486  |
| 443  | 10-14     | 425  |
| 429  | 05-09     | 409  |
| 550  | 00-04     | 519  |

- الفئة العمرية الصغرى (0-04 سنوات):
  - هناك عدد كبير من الأطفال (550 من الذكور و519 من الإناث)، مما يدل على ارتفاع نسبة الولادات.
- الفئة العمرية الشابة (15-34 سنة):
  - تُمثل هذه الفئة نسبة كبيرة من السكان، وَتشير إلى أن الجزائر تتمتع بتركيبة سكانية شابة وَهو ما قد يؤثر على التنمية الاقتصادية وَالاجتماعية للبلد.
- الفئة العمرية الأكبر (65 سنة فأكثر):
  - عدد الأشخاص في هذه الفئات قليل نسبيًا (51 إلى 90 لكل جنس)، مما يعكس انخفاض نسبة كبار السن في الجزائر.

يتضح من شكل الهرم أن أغلبية الشعب الجزائري شباب حيث قرابة النصف تقل أعمارهم عن 25 سنة (والثلثان أقل من 35 سنة و80% أقل من 45 سنة). كما يتضح جلياً عودة ارتفاع نسبة الولادات بعد أن سجلت لفترة تقارب العشرين سنة تراجع. والجدول التالي يوضح ارتفاع عدد الزيجات وعدد المواليد في السنوات الخمس الأخيرة
| السنوات          | 2006   | 2007   | 2008   | 2009   | 2010   |
| ---------------- | ------ | ------ | ------ | ------ | ------ |
| مواليد (بالآلاف) | 739    | 783    | 817    | 849    | 888    |
| عدد الزيجات      | 295295 | 325485 | 331190 | 341321 | 344819 |

أما الجدول التالي فيوضح تطور نسبة الخصوبة السن المتوسط عند ولادة.
| السنة                | 2002 | 2005 | 2008 | 2010 |
| -------------------- | ---- | ---- | ---- | ---- |
| مؤشر الخصوبة         | 2.48 | 2.56 | 2.81 | 2.87 |
| السن المتوسط للولادة | 32.0 | 31.9 | 31.9 | 31.7 |

### سكان المدن
- وفيما يلي قائمة من مدن الجزائر أهمها:

| المدن والبلدات الكبرى في الجزائر | المدن والبلدات الكبرى في الجزائر | المدن والبلدات الكبرى في الجزائر | المدن والبلدات الكبرى في الجزائر | المدن والبلدات الكبرى في الجزائر | المدن والبلدات الكبرى في الجزائر | المدن والبلدات الكبرى في الجزائر | المدن والبلدات الكبرى في الجزائر | المدن والبلدات الكبرى في الجزائر | المدن والبلدات الكبرى في الجزائر |
|                                  | الترتيب                          | الاسم                            | ولايات الجزائر                   | السكان                           | الترتيب                          | الاسم                            | ولايات الجزائر                   | السكان                           |                                  |
| -------------------------------- | -------------------------------- | -------------------------------- | -------------------------------- | -------------------------------- | -------------------------------- | -------------------------------- | -------------------------------- | -------------------------------- | -------------------------------- |
| الجزائر العاصمة وهران            | 1                                | الجزائر العاصمة                  | ولاية الجزائر                    | 3,518,083                        | 11                               | تبسة                             | ولاية تبسة                       | 196,537                          | عنابة قسنطينة                    |
| الجزائر العاصمة وهران            | 2                                | وهران                            | ولاية وهران                      | 609,940                          | 12                               | الشلف                            | ولاية الشلف                      | 178,616                          | عنابة قسنطينة                    |
| الجزائر العاصمة وهران            | 3                                | عنابة                            | ولاية عنابة                      | 464.740                          | 13                               | بجاية                            | ولاية بجاية                      | 177,988                          | عنابة قسنطينة                    |
| الجزائر العاصمة وهران            | 4                                | قسنطينة                          | ولاية قسنطينة                    | 448,374                          | 14                               | برج بوعريريج                     | ولاية برج بوعريريج               | 168,346                          | عنابة قسنطينة                    |
| الجزائر العاصمة وهران            | 5                                | باتنة                            | ولاية باتنة                      | 310.000                          | 15                               | بشار                             | ولاية بشار                       | 165,627                          | عنابة قسنطينة                    |
| الجزائر العاصمة وهران            | 6                                | الجلفة                           | ولاية الجلفة                     | 289,226                          | 16                               | سكيكدة                           | ولاية سكيكدة                     | 163,618                          | عنابة قسنطينة                    |
| الجزائر العاصمة وهران            | 7                                | سطيف                             | ولاية سطيف                       | 288,461                          | 17                               | البليدة                          | ولاية البليدة                    | 163,586                          | عنابة قسنطينة                    |
| الجزائر العاصمة وهران            | 8                                | سيدي بلعباس                      | ولاية سيدي بلعباس                | 212,935                          | 18                               | الأغواط                          | ولاية الأغواط                    | 144,747                          | عنابة قسنطينة                    |
| الجزائر العاصمة وهران            | 9                                | بسكرة                            | ولاية بسكرة                      | 205,608                          | 19                               | تلمسان                           | ولاية تلمسان                     | 140,158                          | عنابة قسنطينة                    |
| الجزائر العاصمة وهران            | 10                               | تيارت                            | ولاية تيارت                      | 201,263                          | 20                               | المدية                           | ولاية المدية                     | 138,355                          | عنابة قسنطينة                    |

### الأعياد والعطلات الرسمية
هذه هي قائمة العطلات الرسمية في الجزائر (كل هذه العُطَل مدفوعة الأجر بالنسبة لقطاع الوظيف العمومي):

#### العطل الوطنية
(بالتقويم الميلادي)
- 1 يناير: رأس السنة الميلادية
- 12 يناير: رأس السنة الأمازيغية
- 1 مايو: عيد العمال العالمي
- 5 جويلية: عيد الاستقلال
- 1 نوفمبر: ذكرى اندلاع الثورة الجزائرية

#### العطل الدينية
(بالتقويم الهجري)
- 1 محرم - رأس السنة الهجرية
- 10 محرم - يوم عاشوراء
- 12 ربيع الأول - المولد النبوي
- 1 شوال - عيد الفطر
- 10 ذو الحجة - عيد الأضحى

## التربية والتعليم
أثناء حقبة إيالة ومملكة الجزائر كان التعليم دينيا بحتا، وذلك ان الدولة آنذاك لم تكن تهتم بالتعليم كثيرًا الذي لم يكن في حينها الزاميا، فكان متاحا فقط بفضل الأوقاف والمؤسسات الخيرية.و انقسم التعليم في تلك الفترة إلى مرحلتين، الكتاتيب حيث يتعلم الطالب أساسيات اللغة ويحفظ القرآن ومبادئ الدين. بعدها ينتقل إلى المدارس -التي كانت تلحق بالجوامع الكبرى- والتي كان يشرف عليها العلماء، وتتسع لآلاف الطلاب وتدرس فيها مختلف العلوم بما فيها الهندسة والفلك [بحاجة لمصدر]. كانت الأوقاف الموقفة لهذه المدارس تتكلف بنفقات الطلاب وإقامتهم، وأحيانا يتولى بعض الأشخاص الإنفاق على مجموعات من الطلاب.
عند الاحتلال الفرنسي للجزائر كانت نسبة الأمية 5% فقط حسب تقدير الفرنسيين سنة 1830 ، يقول الرحالة الألماني فيلهلم شيمبرا حين زار الجزائر في ديسمبر 1831:
| ” | لقد بحثتُ قصداً عن عربي واحد في الجزائر يجهل القراءة والكتابة، غير أني لم أعثر عليه، في حين أني وجدت ذلك في بلدان جنوب أوروبا، فقلما يصادف المرء هناك من يستطيع القراءة من بين أفراد الشعب. | “ |

لكن نسبة التعليم تراجعت مع الاحتلال الفرنسي نتيجة السياسات الاستعمارية والقمعية التي رمت إلى إغراق المجتمع غياهب الجهل والأمية كي تسهل السيطرة عليه وكنتيجة لهذه السياسة الظلامية ارتفعت نسبة الأمية إلى 92.2% (3.8% فقط يستطيعون القراءة) عام 1901.
ألغي التفريق بين الطلبة الفرنسيين والجزائريين سنة 1949، صاحبته زيادة في عدد الطلاب المسلمين في 1954، بعد مشروع قسنطينة الديغولي لإنعاش البلد وإحياء ارتباطه بفرنسا.
كان للتعليم الفرنسي، الفضل في إعادة العلوم التطبيقية، حين تخرج من جامعاتها أطباء، صيادلة ومهندسون جزائريون، لكنه كان موجها لدعم السياسة الفرنسية وثقافتها في البلد عامة. كانت الفرنسية لغة التعليم الأساسية، والعربية كلغة لمن أراد تعلمها.
بلغ الإنفاق الحكومي على التعليم 11,43من الميزانية العامة سنة 2008.
والتعليم في الجزائر إلزامي من سن 6 إلى 16 سنة، وحين كانت نسبة المتعلمين 10% فقط عند الاستقلال، تطورت لتصبح 87.6% في 2016  والتي تعد أحد أهم نجاحات الحكومات السابقة والحالية وبلغت نسبة الأمية سنة 2016 حوالي 12.33 بالمئة.
سمح التعليم الإلزامي بالقضاء إلى حد كبير على الأمية التي كانت سائدة سابقا في الوسط النسائي يشكل خاص، مما أدى رفع سن الزواج، وعمل بطريقة غير مباشرة على تنظيم الأسرة، لكن نوعيته تبقى من خصائص دول العالم الثالث، حيث تسود ثقافة التلقين، والتحفيظ، ثم الاجترار، بدل تنمية مواهب المطالعة، والبحث العلمي.
وهذا ما حاولت الدولة التخلص منه بتجربتها لنظم تعليمية كنظام أل أم دي (بالفرنسية: Licence Master Doctorat:LMD).
إن التعليم بالجزائر مجاني وإجباري. الطلبة الجامعيون يحصلون على منحة فصلية إضافة إلى توفير الإقامة والطعام مجانا للطلبة المقيمين (النظام الداخلي).

## الاقتصاد

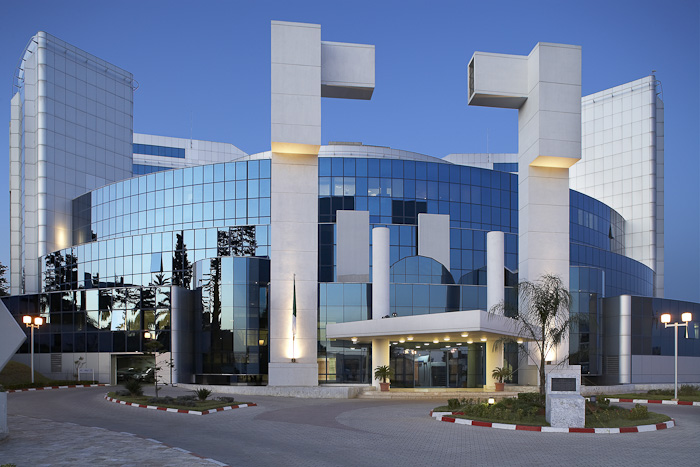
وزارة المالية

الجزائر الممون الثالث بالغاز طبيعي وَالنفط للاتحاد الأوروبي

مرت الجزائر خلال 1993 بمرحلة انتقالية، من النهج المركزي الاشتراكي نحو اقتصاد السوق. في هذا النسق، لعبت مواردها الطبيعية الدور الأهم.
تتوفر الجزائر على ثالث أكبر اقتصاد في إفريقيا، ويقدر الدخل القومي في الجزائر بـأكثر من  266 مليار دولار سنة 2023 و يتراوح معدل نمو الناتج المحلي الإجمالي مابين 2 الى 5% خلال العقد الأخير حيث سجل سنة 2014 مثلا نسبة نمو قدرت بـ 4  بالمئة مقارنة بالعام الذي سبقه.
لعبت الاشتراكية دورها في تعطيل الدور الزراعي، متوجهة نحو القطاع الصناعي بدون جاهزية، لكن بقدوم الرئيس الشاذلي بن جديد تأكدت أهمية تغيير السياسة القديمة ككل. وكانت أحداث أكتوبر الأسود في 1988 وراء تسريع عملية الإصلاح. الإصلاحات السياسية والاقتصادية أثناء فترة الرئيس، كان انخفاض أسعار البترول عالميا في 1986، وراء أزمة البلاد وقتها.
يشكل قطاع النفط (المحروقات) الركيزة الأساسية في الاقتصاد الجزائري، حيث يمثل حوالي 60% من الميزانية العامة، و30% من الناتج الإجمالي المحلي و 97% من إجمالي الصادرات. تطمح الجزائر إلى التقليل من الاعتماد على عوائد النفط بالتركيز على الفلاحة للحد من استيراد المنتجات الزراعية كالحبوب والبطاطا والفواكه خاصة. وتنمية تصدير منتوجات أخرى كالتمر والتي تشتهر به. كما للجزائر ثروات طبيعية أخرى كالحديد والفحم واليورانيوم.
كان الهدف الأساسي من الإصلاحات، التحول لاقتصاد السّوق، طلبا للاستثمارات الأجنبية، وخلق مناخ تنافسي داخل البلد. تركت الدولة التسيير في المؤسسات العمومية بنسبة 2/3 وألغت احتكارها للاستيراد. أخيرا، شجعت بكثرة خصخصة القطاع الزراعي.
ارتفعت المؤشرات الاقتصادية في الجزائر في النصف الثاني من سنوات التسعينيات، ويرجع ذلك إلى دعم البنك الدولي لسياسة الإصلاحات وعملية إعادة جدولة الديون التي أقرها نادي باريس.
رغم أن ترتيب الجزائر عالمياً من حيث الناتج المحلي الإجمالي هو 49 من أصل 190 دولة شملها التصنيف  اٍلا أن نسبة البطالة فيها مرتفعة نسبيا إذ تبلغ 9.8%  حسب إحصائيات سنة 2013.
من حيث مساهمة كل ولاية في اقتصاد البلاد، تأتي ولايات الجنوب في المقدمة و على رأسهم ولاية الأغواط بصادرات تفوق الـ 20 مليار دولار سنويا و ناتج محلي خام يفوق ال 100 مليار دولار و هذا بفضل حقل حاسي رمل العملاق الي ينتج نصف إنتاج البلاد من هذه المادة و الذي يقدر انتاجه السنوي بـ 100 مليار متر مكعب علما أن سعر المتر المكعب في الأسواق العالمية قد وصل إلى 1،25 دولار.
من الجدير بالذكر أن الجزائر احتلت المركز 119 في مؤشر الابتكار العالمي عام 2023، 
متراجعة من المركز 113 عام 2019. أما وفق مؤشر الابتكار العالمي لعام 2024، فقد تقدمت الجزائر إلى المركز 115.

### العملة
الدينار (DZD) هو الوحدة الأساسية لعملة الجزائر ويصدره مصرف الجزائر المركزي. يتكون الدّينار من 100 سنتيم. ، والدينار الجزائري قابل للصرف بالعملات الأخرى. وتتحكم السوق الداخلية والخارجية في تحديد قيمة الدينار مقابل العملات الأجنبية. بلغ سعر صرف الدينار الجزائري رسميا حوالي 74.32 دينار جزائري مقابل واحد دولار أمريكي في شهر مارس 2012

ورقة نقدية بقيمة ألف دينار جزائري

وتم صك قطعة نقدية بقيمة 200 دج بمناسبة الاحتفال بخمسينية الاستقلال في 5 يوليو 2012.
يعتبر إنتاج وتصدير النفط أهم نشاط اقتصادي للجزائر إذ بلغ إنتاجه سنة 2007 حوالي مليوني و174 ألف برميل يومياً واحتلت الجزائر بذلك المرتبة 14 عالمياً من حيث الإنتاج والتاسعة عالمياً من حيث التصدير بحوالي مليون و 907 ألف برميل يوميا

## الحكومة والسياسة

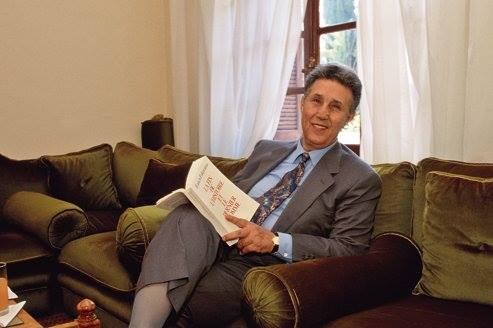
الرئيس السابق بن بلة

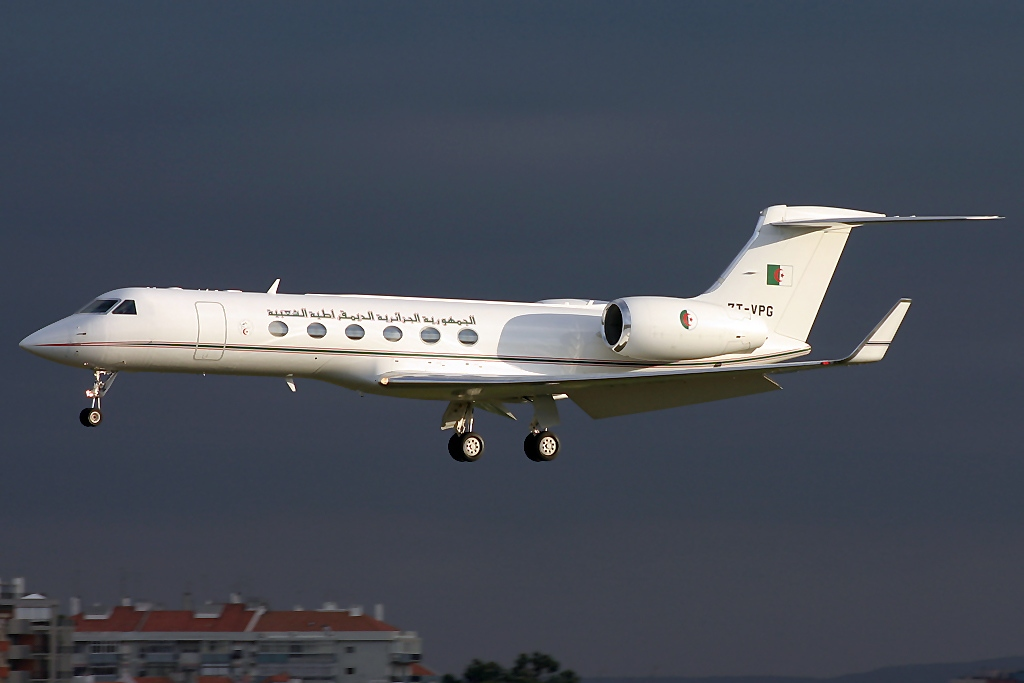
الطائرة الرئاسية

النظام السياسي في الجزائر جمهوري ذو طابع ديمقراطي، بدستور، وقد أقر تعديل الدستور لسنة 1989 التعددية الحزبية والنقابية في البلاد.
الجزائر تفرق رسميا بين السلطات الثلاث: التنفيذية والتشريعية والقضائية. وبشكل عام، يناط بالرئيس والجهاز التنفيذي مهام العمل على تطبيق القوانين، التي يسنها البرلمان الجزائري، بينما يفصل القضاء في الأحكام المدنية والجزائية.
تاريخياً، كان إرث الماضي سبب الثقل السياسي حاليا، فلسنوات استمر حكم الحزب الواحد منذ استقلال البلاد، متأثرا بالنظام الاشتراكي. شهدت الجزائر في ثمانينات القرن الماضي عدة هزات اقتصادية كان من أثارها أحداث 5 أكتوبر 1988 والتي عجلت بإدراج إصلاحات سياسية واقتصادية.
دخلت البلاد مجددا في عشرية سوداء نتيجة لتوقيف المسار الانتخابي نهاية سنة 1991 واستقالة الرئيس الشاذلي بن جديد وانتشار أعمال مسلحة. وصارت الأولوية وضع حد لهذا الوضع الذي استنزف الأرواح والطاقات. وبدأت بوادر الانفراج تظهر بانتخاب عبد العزيز بو تفليقة رئيسا للبلاد وشروعه في اتخاذ اجراءات لوقف المسلسل الدموي التدميري.
مع بداية القرن الحالي بدأت تنعم الجزائر باستقرار أمني وعافية اقتصادية، غير أن الوضع السياسي ظل مغلقا في وجه الأحزاب في ظل حالة الطوارئ واحتكار الدولة لوسائل الإعلام السمعي البصري.
.
و بعد الربيع العربي، شرعت السلطة في الجزائر بإصلاحات شاملة تمثلت في إعطاء مزيد من الحريات وتجسيد الديمقراطية في البلاد ومن أهمها رفع حالة الطوارئ السائدة في البلاد مند 1992 والقيام بتعديلات دستورية وهذا بعد استفتاء شعبي واعادة النظر في قانون الانتخابات والاجزاب. ويذكر أن محاولات دفع الجزائرين إلى الانتفاضة ضد حكامهم لم تلق استجابة ملموسة.

### القوات المسلحة الجزائرية

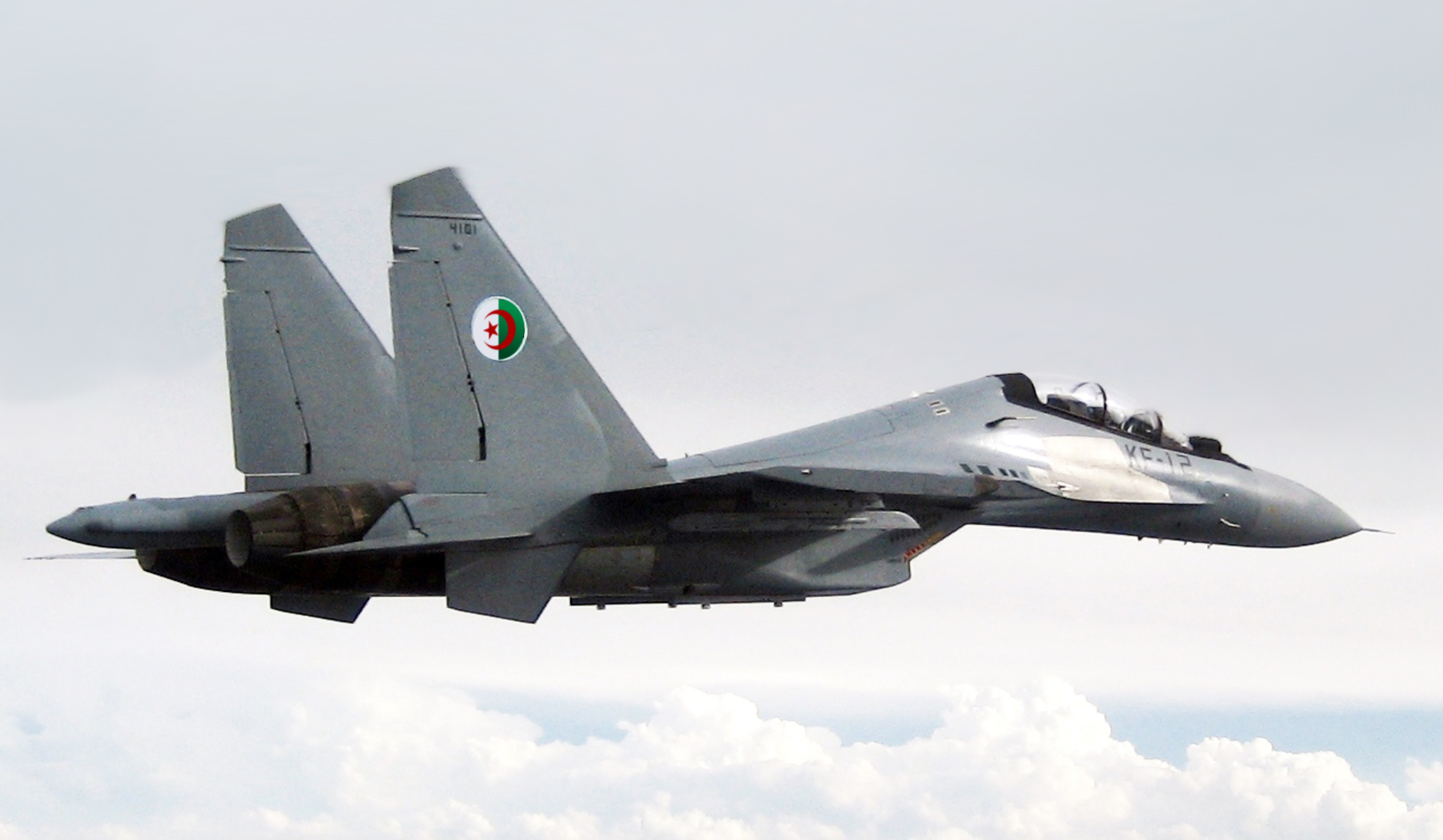
سوخوي سو-30

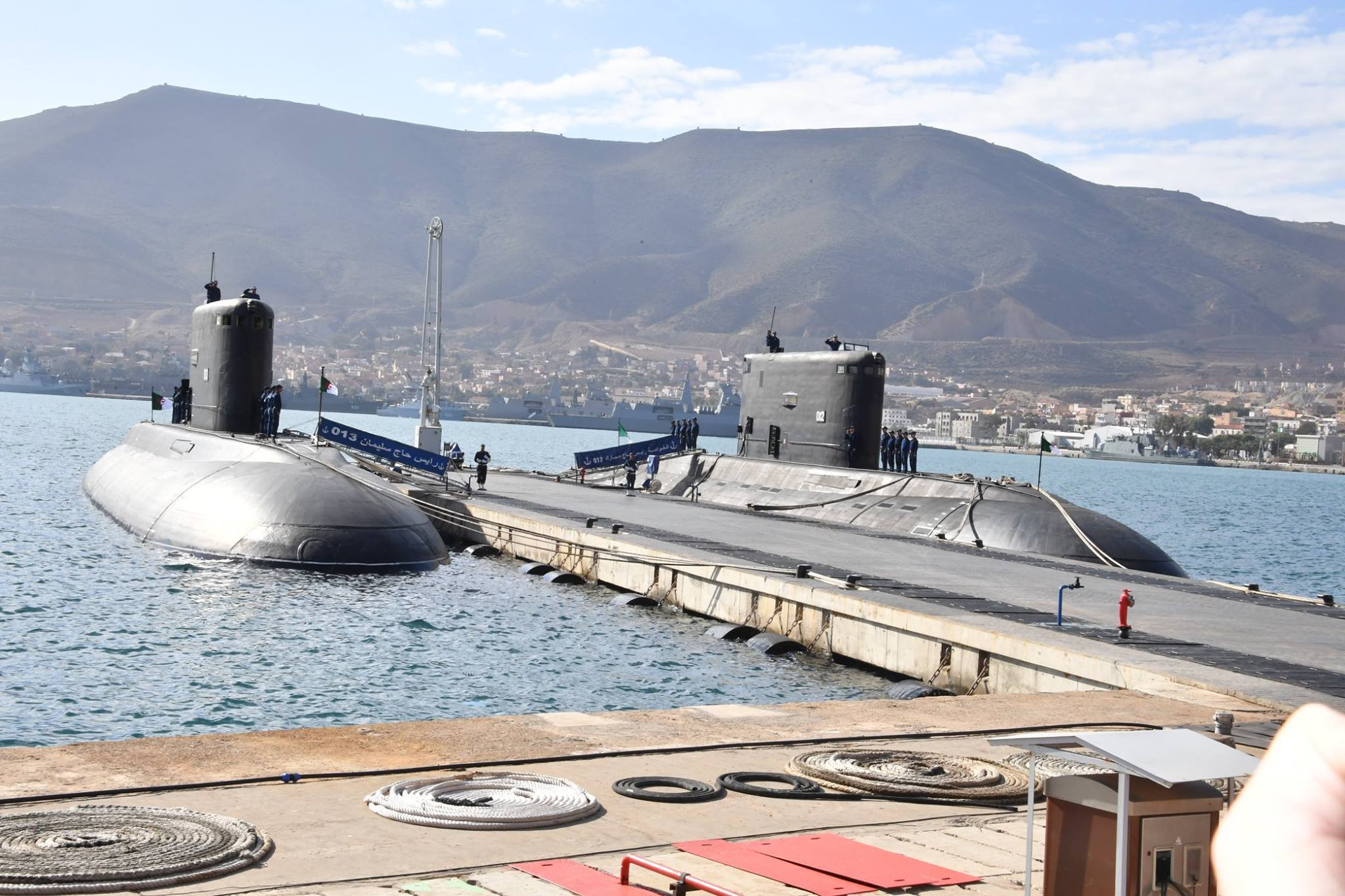
غواصة فارشافيانكا الجزائرية

تملك الجزائر جيشا قويا يعد الأقوى إقليميا بتعداد يفوق 520.000 جندي وأكثر من مليون في الاحتياط وهو يصنف 26 عالميا حسبَ مؤشر غلوبل فاير وَ 22 عالميًا من حيث الإنفاق العسكري وَ18 من حيث عدد الجنود والثاني عربيّا وإفريقيّا بعد مصر وتبلغ ميزانية الجيش حوالي 20 مليار دو لار أي 2.8 بالمئة من الدخل السنوي. والذي يحتوي على قوات برية، بحرية، وجوية. وأخرى تسهر على الأمن الداخلي كل من الدرك الوطني، الشرطة، الأمن الوطني. أما الذي يسهر على الأمن الخارجي فيوجد الجمارك الجزائرية.
أعيدت هيكلة الجيش منذ 1993م، كما كان له عدة وحدات مستقلة، من السرايا والألوية، كانت قوات الجو مجهزة بـ193 مقاتلة و 58 مروحية قتالية. البحرية شكلتها قوات الفرقاطة، الطرّادة وسفن الصواريخ. مع 4 من الغواصات الألمانية وروسيا.
دخل الجيش الجزائري في حرب مع المغرب تعرف بحرب الرمال كما شاركت بعض قواته في حرب أكتوبر عام 1973م على الجبهة المصرية.
كان تجهيز الجيش أول مرة من الاتحاد السوفياتي، بعتاد جيد، أدى الزمن لتهالكه خلال عقدين بعدها. خلال العشرية السوداء، أجلت الجزائر طلبات جديدة، وأعطت أولوية لتحديث المعدات الموجودة، وتطوير صيانتها، مع طلبها أجهزة تنصت ومراقبة من الدول الغربية، لمكافحة الإرهاب، الشيء الذي منعته إياها، بحجج عدم ديمقراطية نظامها خلال التسعينات.رئيس الجمهورية هو وزير الدفاع، والقائد الأعلى للقوات المسلحة، ينوب عن الجيش في مسائله الدولية المعقدة، مثل ما حدث في صفقة الطائرات الروسية.
شكّل الإنفاق المالي على الجيش، بأقسامه خلال 2005، حوالي 2.8% من الدخل السنوي للبلد، وهو يشهد تذبذبا، حين يرتفع تارة أو ينزل، في ما يعرف بسباق التسلح المغاربي.

## الثقافة

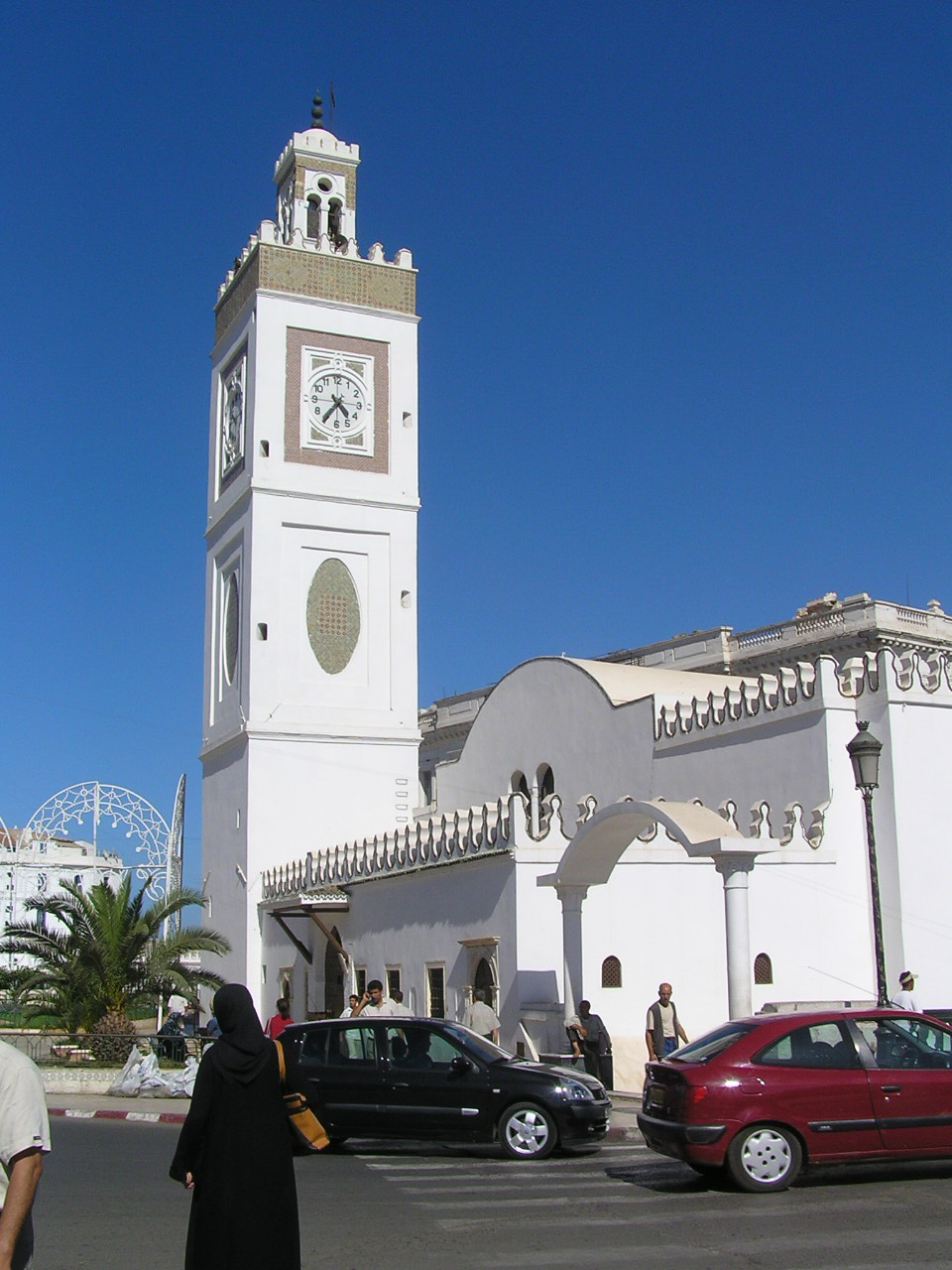
المسجد الجديد بالجزائر العاصمة يعود للقرن 10م

تأثرت الثقافة الجزائرية على مر العصور بعدة عوامل:
- الجوار فتأثرت الثقافة بالحضارات المجاورة وأثرت بها.
- الديانة الإسلام.
- السياسة المنتهجة للبلاد.
- الانفتاح على العالم وثورة الاتصالات.
- الاستعمار الفرنسي.

مناخ الجزائر الثقافي أيضا أمازيغي، حيث تم ترسيم اللغة (بمختلف فروقاتها) عام 2001، يدعمه جملة من الفنانين والأدباء الذين تستغل الإرث الأمازيغي لإبقائه حيا.

### الأدب
- الأدب الجزائري قديم ومتنوع، تميزه أول رواية في المتوسط بعنوان الحمار الذهبي المكتوبة من طرف لوكيوس أبوليوس النوميدي.بينما يوجد الكثير من الأسماء الامعة التي تركت بصماتها كعبد الحميد بن هدوقة الطاهر وطار وكاتب ياسين ومحمد ديب ومولود فرعون ورشيد بوجدرة. الآن تشق طريقها الكاتبة أحلام مستغانمي طريقها نحو النجومية بعد تصدرها أشهر الأدبيات في الجزائر والعالم العربي.

### الشعر
تزخر الجزائر بتاريخ غني من الشعربكل أنواعه نذكر منه:
الشعر الثوري:
الجزائر مشهورة بشعرها الثوري ومن أشهر شعرائها مفدي زكريا كاتب النشيد الوطني الجزائري محمد العيد آل خليفة.
الشعر الملحون:
يعتبر الشعر الملحون وهو شعر متداول بالألفاظ العامية الجزائرية من أغنى المواريث الثقافية إذ استعمل كثيرًا في الفن الشعبي والمعاصر، وقد برز فيه العديد من الشعراء نذكر منهم على سبيل المثال: سيدي الأخضر بن خلوف (المدعو سيدي الأكحل),عبد الله بن كريو، سيدي السعيد المنداسي، ابن مسايب، مصطفى بن إبراهيم، الشيخ حمادة وغيرهم

### الرسم
ويعتبر محمد راسم أشهر رسامي التي عرفتهم الجزائر بتخصصه في فن المنمنمات وما زال حتى الآن يعتبر أكبر فناني المنمنمات في القرن العشرين.
كما يعتبر الطاهر جديد مخترع «فن الترميل» هذا الفن الذي يعتبر فنا جزائريا بامتياز.
- فنان جزائري يبدع باستخدام «تقنية الترميل»
- وصلة بانوراميو للصّور

### السينما

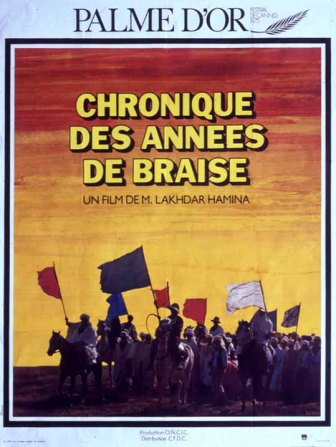
صورة غلاف فيلم وقائع سنين الجمر

- ولادة السينما الجزائرية يعود بحد ذاته إلى استقلال الجزائر عام 1962 م، وواقع الهروب من السينما الاستعمارية أو مايسمى السينما الكولونيالية، فظهرت في البداية أفلام ثورية تتحدث عن الثورة والأستقلال وهو كان الموضوع الرئيسي للسينما الجزائرية وقتها ومنها ريح الأوراس (1965) لمحمد الأخضر حمينة ودورية نحو الشرق (1972) لعمار العسكري والأفيون والعصا لأحمد راشدي ومعركة الجزائر(1966) لاتي كان فيلما من إنتاج جزائري-إيطالي والذي اختير ثلاث مرات لنيل جائزة الأوسكار في هولييود لأحسن فيلم أجنبي ثم فاز بجائزة الأسد الذهبي عام 1966 خلال مهرجان البندقية، ولكن الفيلم الذي من شأنه أن يخلق أكبر شهرة للسينما الجزائرية فهو وقائع سنين الجمر للمخرج محمد الأخضر حمينة الذي أخرج السينما الجزائرية للعالمية بعد تحصله على السعفة الذهبية في مهرجان كان السينمائي عام 1975 م، والجزائر هي أيضا حتى الآن الدولة الوحيدة إفريقيا وعربيا تفوز بهذه السعفة في مهرجان كان السينمائي وفيلم زاد (z) لكوستا غرافاس لفوزه بجائزة الخاصة من لجنة التحكيم في مهرجان كان عام 1969 وأحرز أوسكار أحسن فيلم سياسي أجنبي في لوس أنجلوس عام 1970 وجائزة الكون الذهبي Golden glob في نفس السنة.
- وبعيدا عن أفلام الثورة يوجد أفلام تتحدث عن الكوميديا والوضع المعيشي للجزائرين كعمر قتلاتو لمخرجه مرزاق علواش وقد نجح هذا الفيلم نجاحا باهرا والمقصود منه تسجيل وقائع من الصعوبات التي يواجهها الشباب في المناطق الحضرية في وجه من الكوميديا أو أفلام حسان طيرو وحسان تاكسي، أو فيلم عطلة المفتش الطاهر. ومنذ ذلك الوقت وبالتحديد سنة 1980 م بدأت السينما الجزائرية بالخمول وتشهد ندرة في الأفلام ويمكن تفسير هذا إلى حد كبير من الانسحاب التدريجي للدولة، والتي من الصعب جدا دعم إنتاج الأفلام بعد أزمة السيولة المالية والنفط في ذلك الوقت ورغم ذلك نجح كل من فيلم كرنفال في دشرة لمحمد وقاسي.
- السينما في الحاضر تستعد لإعادة هيكلة نفسها ومن الأفلام المخرجة في الألفية الجديدة فيلم فيفا لالجيري لنادر مكناش وفيلم إنديجان لمخرجه رشيد بوشارب وفيلم مسخرة لمخرجه إلياس سالم. وأخر فيلم هو فيلم الخارجون عن القانون لمخرجه رشيد بوشارب والذي أثار الكثير من الحبر في فرنسا بسبب موضوعية الفيلم الذي يتحدث عن مجازر 8 ماي 1945.
- أثناء الألفية الجديدة عاد الازدهار إلى مجال السينما والتلفزيون في الجزائر خصوصًا بعد ظهور قنوات جديدة كقناة الشروق ودزاير والنهار.... إلخ. وجاءت عدّة أعمال مميزة مثل ناس ملاح سيتي بأجزاءه الأربعة (2002-2006)، وجمعي فاميلي بأجزاءه الثلاثة (2008-2011)؛ مسلسل الحاج لخضر والعمل الكوميدي الأضخم السلطان عاشور العاشر (2015) للمخرج جعفر قاسم.

### الموسيقى
تتنوع أنماط الموسيقى الجزائرية باختلاف نواحي البلاد والشرائح العمرية :
- موسيقى الشعبي: هي النوع الذي يستمد صوته عادة من الموسيقى الأندلسية الجزائرية. ويتميز بنمط محدد من الإيقاعات واللغة العربية باللهجة الجزائرية. سيد هذه الموسيقى بلا منازع لا يزال الحاج محمد العنقة والحاج مريزق وبوجمعة العنقيس ومحمد الباجي والهاشمي قروابي وعبد الرحمان القبي وكمال بورديب واعمر الزاهي وعبد القادر شاعو ودحمان الحراشي وغيرهم كثيرون وتشتهر به وسط البلاد.
- موسيقى المالوف : تشتهر به مدن الشرق ويتفرع إلى مالوف قسنطيني نسبة لمدينة قسنطينة، ومحمد الطاهر الفرقاني هو واحد من أشهر مطربي في هذا النمط وكذلك الشيخ عبد الموِمن بن طوبال. ومالوف عنابي نسبة لمدينة عنابة هو نمط آخر ويعتبر كل من الشيخ (حسن العنابي) و (ذيب العياشي) وحمدي بناني من أشهر مطربي هذا النمط.
- موسيقى النائلي: هي نوع من أنواع الموسيقى المشهورة في ولاية لجلفة وضواحيها وتتميز بنوع من الإيقاع المميز لها وتعدّ من الموسيقى

الرائجة في الحفلات والأعراس الجلفاوية ومن أشهر المغنيين النائلي هم نائلة ديديا الشاب احميدة الشابة يمينة.....

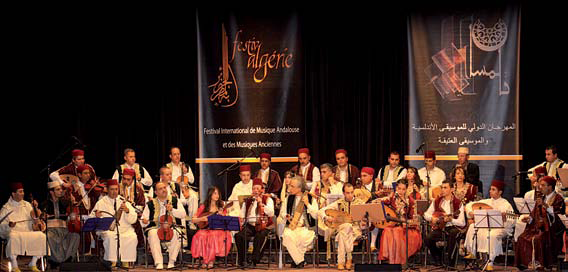
فرقة موسيقية جزائرية تلمسان في مهرجان الجزائر الدولي للموسيقى الأندلسية والموسيقى العتيقة

- موسيقى الطرب الأندلسي الجزائري الكلاسيكي: هو النمط الموسيقي الذي استقدم مع اللاجئين الأندلسيين الذين فروا من محاكم التفتيش ومن الملوك المسيحيين في القرن الحادي عشر إلى بلاد المغرب العربي. ونمت في المناطق الشمالية بالجزائر وتتميز هذه الموسيقى عن طريق التقنية المتقدمة والبحث التي تركز في المقام الأول على نوبة 12 طويلة «جناح»، وأدواته الرئيسية هي المندولين، الكمان والعود والغيتار، وآلة القانون والناي والبيانو. ومن بين الفنانين المشهورين بهذا النمط الشيخ الحاج محمد غفور، وعبد الكريم دالي ومحمد البجاوي ونصر الدين شاولي والعربي بن صاري ونوري الكوفي وفضيلة الدزيرية فضلا عن المسرحيات الغنائية كالمهدية والموصلية والفخارجية والسندوسية والأندلس.
- موسيقى الحضرة: تشتهر بها منطقة الأغواط لتعم كافة أرجاء المنطقة السهبية، تعتمد على الغايطة (الزرنة) والبندير وهناك نوع يستعمل البندير فقط وهي ذات ايقاع أخاذ إذ تحمل الكثير من الأحاسيس لا ضير أنها تستعمل في الأفراح والوعدات.[99]،[100]
- موسيقى القبائلي: تغنى بالأمازيغية هو على الأساس ذخيرة غنية من الشعر ومصنوع من حكايات قديمة جدا التي صدرت عبر الأجيال بفضل التقاليد الشفوية القديمة جدا.بعض الأغاني تعاج موضوع المنفى والحب والسياسة وغيرها، وأشهر مغنيها : الشيخ الحسناوي، سليمان عازم، كمال حمادي، شريف خدام، آيت منقلات، إيدير، كمال مسعودي، الوناس معطوب، ماسا بوشافة، وتاكفارينس.
- موسيقى الشاوي: ورائدها الشيخ عيسى الجرموني الذي غنى بالأوبيريت بباريس في الربعينات والشيخ علي الخنشلي والشيخ بورقعة، بقار حدة الملقبة بالخنشة وحاليا أبو زاهر وموسيقى النايلي وهي موسيقى جبلية بحتة وهي متنوعة بمختلف مناطق الأوراس والنمامشة والهضاب العليا، وهي ممثلة بمختلف المغنيين الأوراسين دون أن ننسى الفنان القدير كاتشو الذي أعطى للأغنية الشاوية بعدا كبيرا.
- الموسيقى الحديثة: متوفرة كثيرًا في الجزائر وأشهرها موسيقى (الراي الجزائري) التي وصلت للعالمية وهي النمط المعتاد لغرب الجزائر وبالتحديد وهران وسيدي بلعباس وأخذ هذا النمط بالتطور منذ السبعينات بإضافة أجهزة حديثة كالإيتار الكهربائي والطبول والمزج وكما تأثر هذا النمط من الموسيقى الغربية مثل الروك والريغي وأشهر مغنيها فهو الشاب خالد الذي أوصلها إلى النجومية والعالمية وكذا الشاب حسني والشاب مامي والشاب بلال والشاب فضيل ورشيد طه وراينا رايوالزهوانية.
- الراب الجزائري هو أسلوب جديد في الجزائر ويتزايد بصورة ملحوظة مع ظهور جماعات مثل لطفي دوبل كانون، أم بي أس، إنتيك، حاما بويس (أولاد الحاما).
- الطرب البدوي  هذا التراث متنشر في الصحراء الجزائرية مثل الدابي والداني داني ويستعمل فيه الناي والطبل فقط. كما يوجد فن المدائح بالدف فقط.

وبالإضافة إلى مطربين مشهورين بالغناء المشرقي مثل وردة الجزائرية وفلة عبابسة.

## العمارة في الجزائر

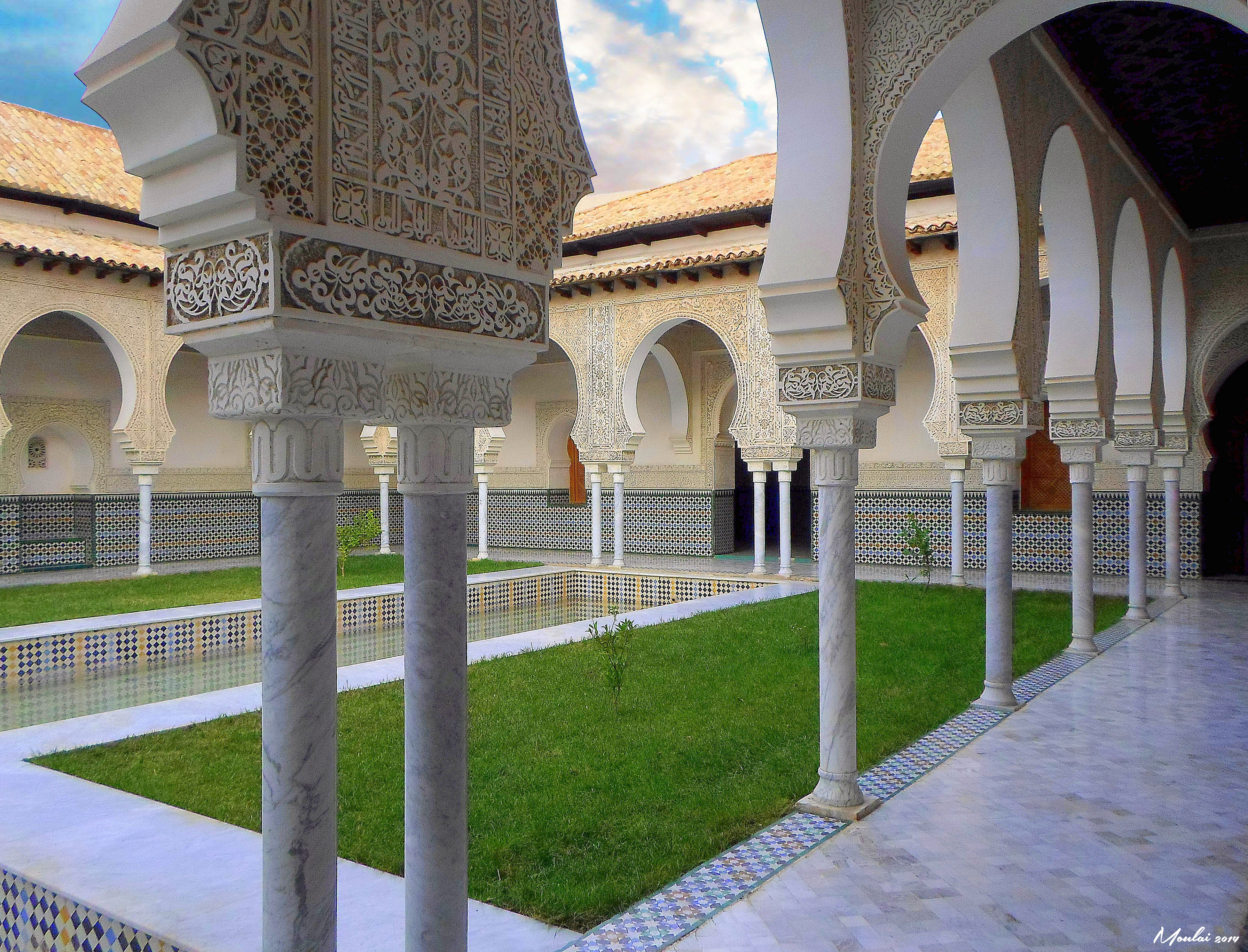
قصر المشور تلمسان

كان انتشار الإسلام في الجزائر نقلة عظمى في تاريخ المغرب الأوسط، فلم يلبث أن تحول منذ بداية القرن الثاني للهجرة إلى قطر إسلامي يدين بالإسلام ويصطبغ بالصبغة الإسلامية وذلك في جميع مناحي الحياة سواء أدبية أم مادية، كما أقيم فيه مصران هما القيروان وتونس كان لهما الأثر البالغ في تعريب البلاد ونشر الحضارة الإسلامية، وسرعان ما تعددت المدن الإسلامية المحدثة بالمغربين الأوسط والأقصى في القرن الثاني للهجرة، وأنشئت المساجد الجامعة، كما أقيمت الدور والقصور والأربطة، وأخذت العمارة الإسلامية في المدن المحدثة والمدن القديمة تصبغ على مر القرون بلاد المغرب الأوسط طابعه الفريد.
أما العمائر الدينية في الجزائر، فيما بين القرنين السادس والثامن الهجري، وهي فترة احتضنت ثلاث أسرات حاكمة هي: أسرة المرابطين والزيانيين والمرينيين كما أن لهذه الفترة الزمنية أيضا أهمية خاصة في تاريخ المغرب الأوسط تتلخص في أن معظم مبانيها الدينية مازالت تحتفظ بمعالم عمارتها الأولى وأنها تمثل أيضا فترة الازدهار بالنسبة لفنون العمارة والزخرفة الإسلامية في بلاد المغرب الأوسط، وأن دراستها تساعد على تسليط الضوء على الأنماط المعمارية والفنية لهذه الأعمال والتيارات الفنية والمعمارية التي تأثرت بها أو أثرت فيها.
ولا يعني تناولنا للعمارة الدينية المرابطية والزيانية والمرينية في المغرب الأوسط أنها لم تسبقها عمائر أخرى، فمما لاشك فيه أن المغرب الأوسط شهد في القرن الثاني الهجري (الثامن الميلادي) قيام مدينتين في المغرب الأوسط، الأولـى هـي مدينة تاهرت التي تم إنشاؤها على يد عبد الرحمن بن رستم سنة 144هـ على مقربة من مدينة تيارت الحالية والمدينة الثانية مدينة أقادير الملاصفة لمدينة تلمسان الحالية التي دخلها إدريس الأول غازيا في سنة 174هـ ـ 790م وأنشأ بها مسجدا جامعا لم يبق منه حاليا إلا مئذنته التي ألحقت به في عهد بني زيان، وقد تبع إنشاء هاتين المدينتين في القسم الشرقي من المغرب الأوسط إنشاء عدة مدن نذكر منها مدينة «سدراته» التي أنشأها الخوارج الإباضية على مقربة من مدينة ورقلة الحالية بعد أن أرغمهم الفاطميون على الرحيل من تاهرت إلى أعماق الصحراء الجزائرية.

## الصناعة التقليدية

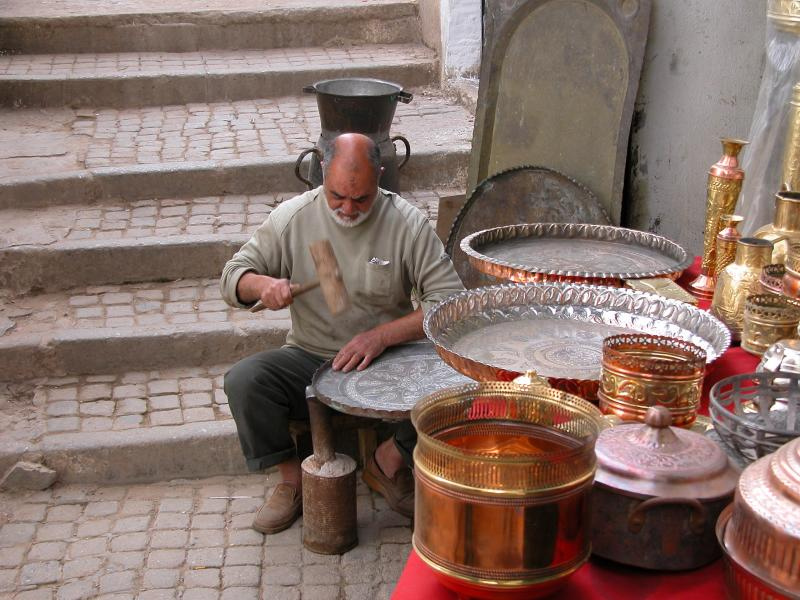
صناعة النحاس في الجزائر العاصمة بالقصبة.

الصناعة التقليدية في الجزائر تقليد أزلي. هذا العمل الذي عادة ما كان يزدهر بمحاذاة الأحياء العتيقة (القصبات) يكشف عن فن هو مزيج من المهارات، ويخص عدة قطعات مثل النسيج، الحلي، الخزف، الفخار، صناعة الخشب، النحاسيات. خاصة أنها تأثرت بثقافات أخرى كالرومانية والبيزنطية والعربية والإسلامية والتركية والفرنسية.

### الحلي الجزائري
صناعة الحلي الجزائري التقليدي تحلقت حول قائمة متنوعة من الأشكال من زخارف وردية ونجمية ومثلثات ومعينات... كما أستوحت ثقافيا من الأندلس استعمال تقنية الطلاء التي أصبحت علامة مميزة في الحلي الأمازيغي سواء أكان ذلك في الأوراس أو في بني يني بمنطقة القبائل. تقنية تتجلى شهرتها من خلال كثرة استعمالها في صناعة الحلي الفضي خاصة الطلاء بالألوان الحية (الأزرق، الأخضر، الأصفر) ومزجها مع أحمر المرجان الذي يحضرونه من شواطئ القالة.
أما في المدن الكبيرة كـالجزائر العاصمة وقسنطينة وتلمسان فسنلاحظ التأثير العثماني الكبير من خلال صناعة حلي ذهبية فاخرة مستلهمة من المشرق.
أقصى الجنوب هو الأخر يتميز ببعد خرافي أخر لحليه، المصوغات التي تعد عنصرا فاعلا ضمن الطبقة الشعبية الأسطورية والمنزوية لإنادن الذين يصنعون الحلي الترقي وكذا الأسبحة الترقية الأثرية.

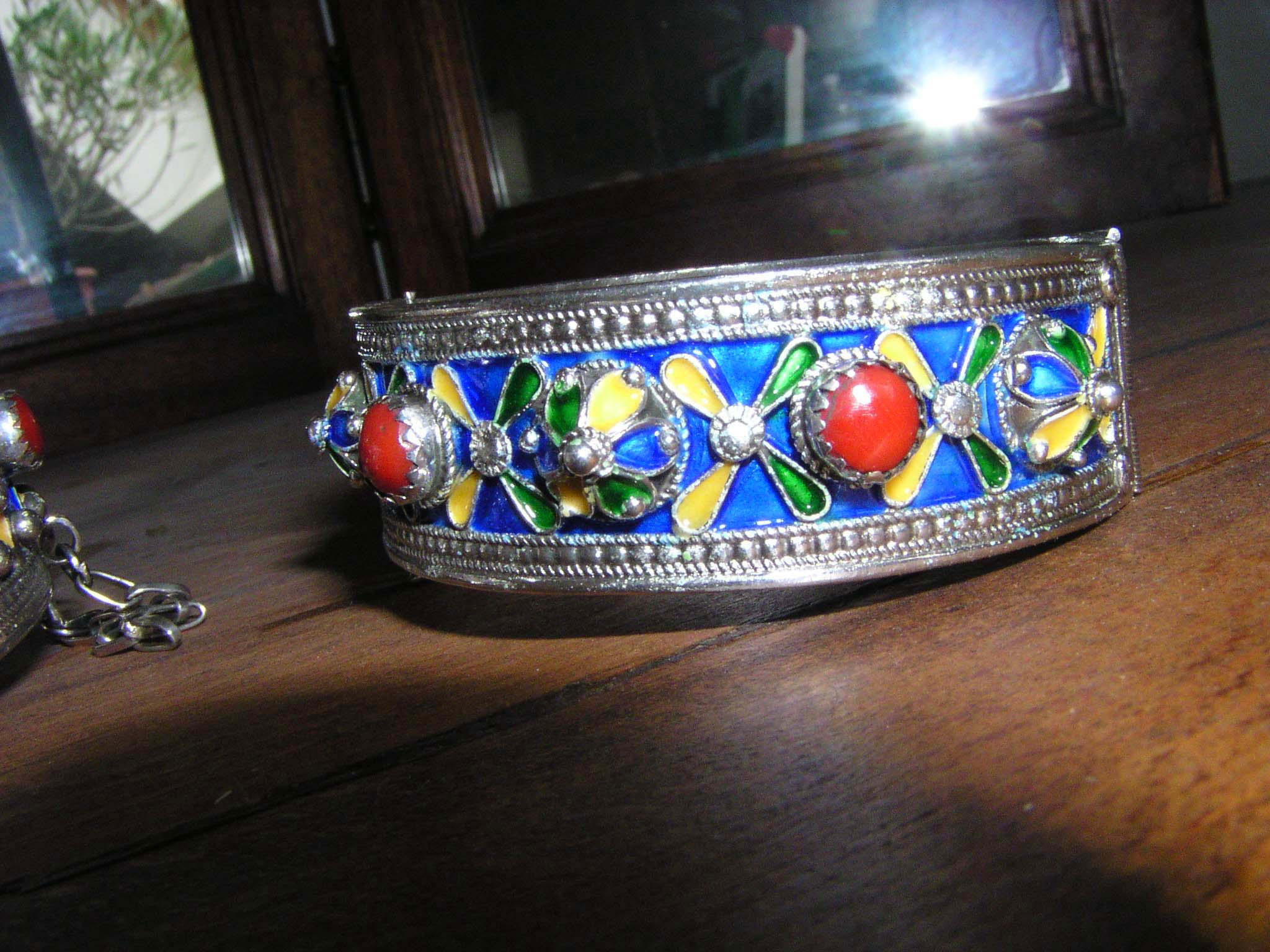
الحلي القبائلي
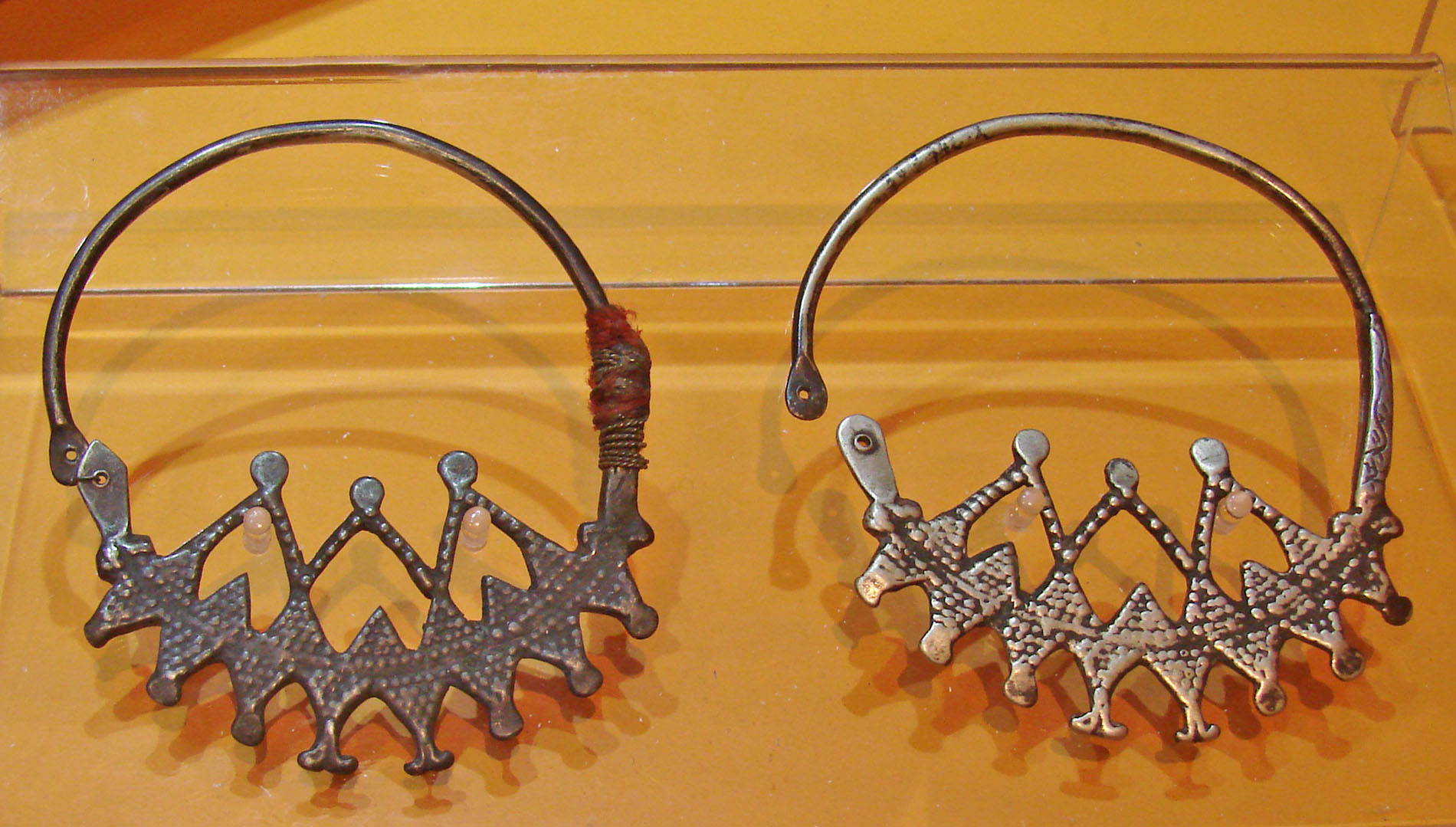
الحلي الشاوي
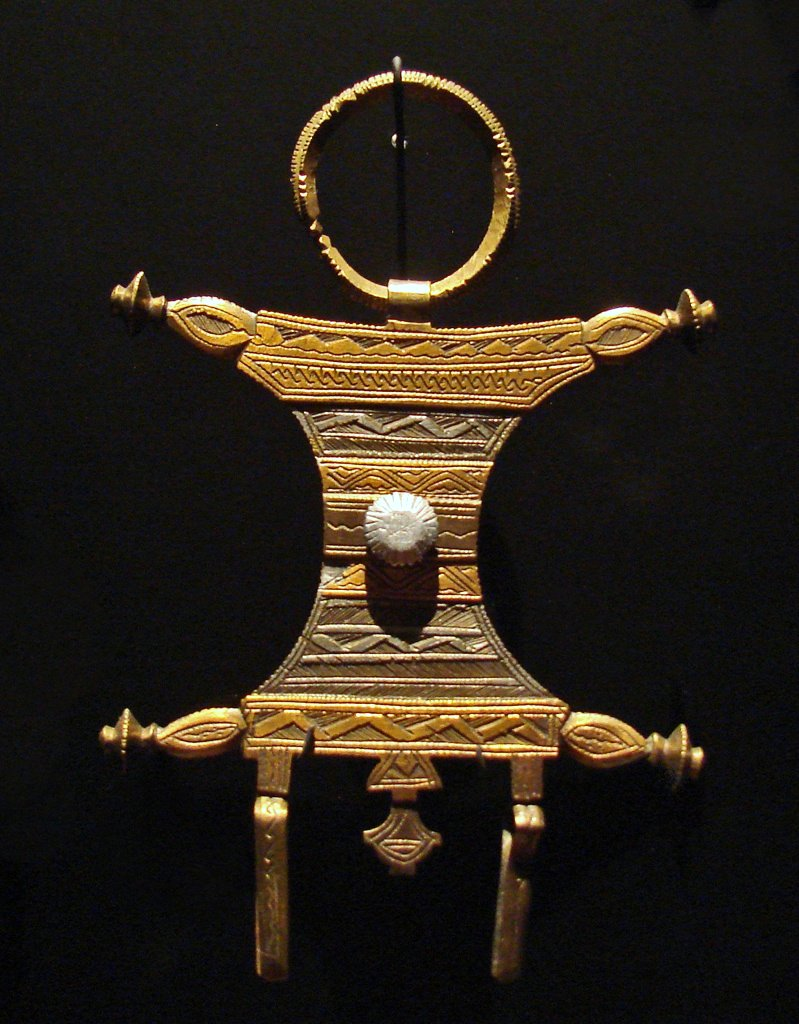
الحلي الترقي
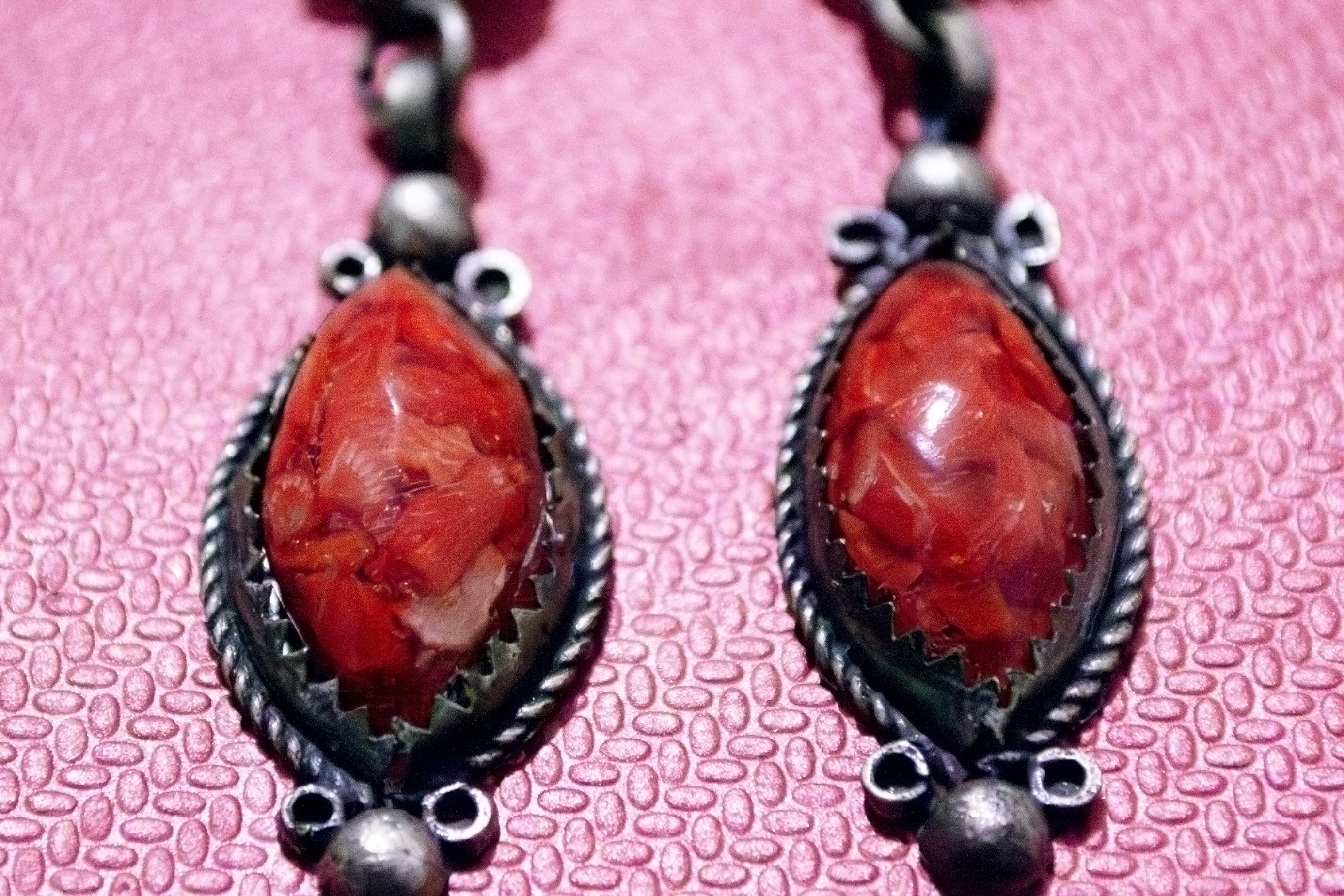
حلي جزائري من مرجان القالة

### الزرابي

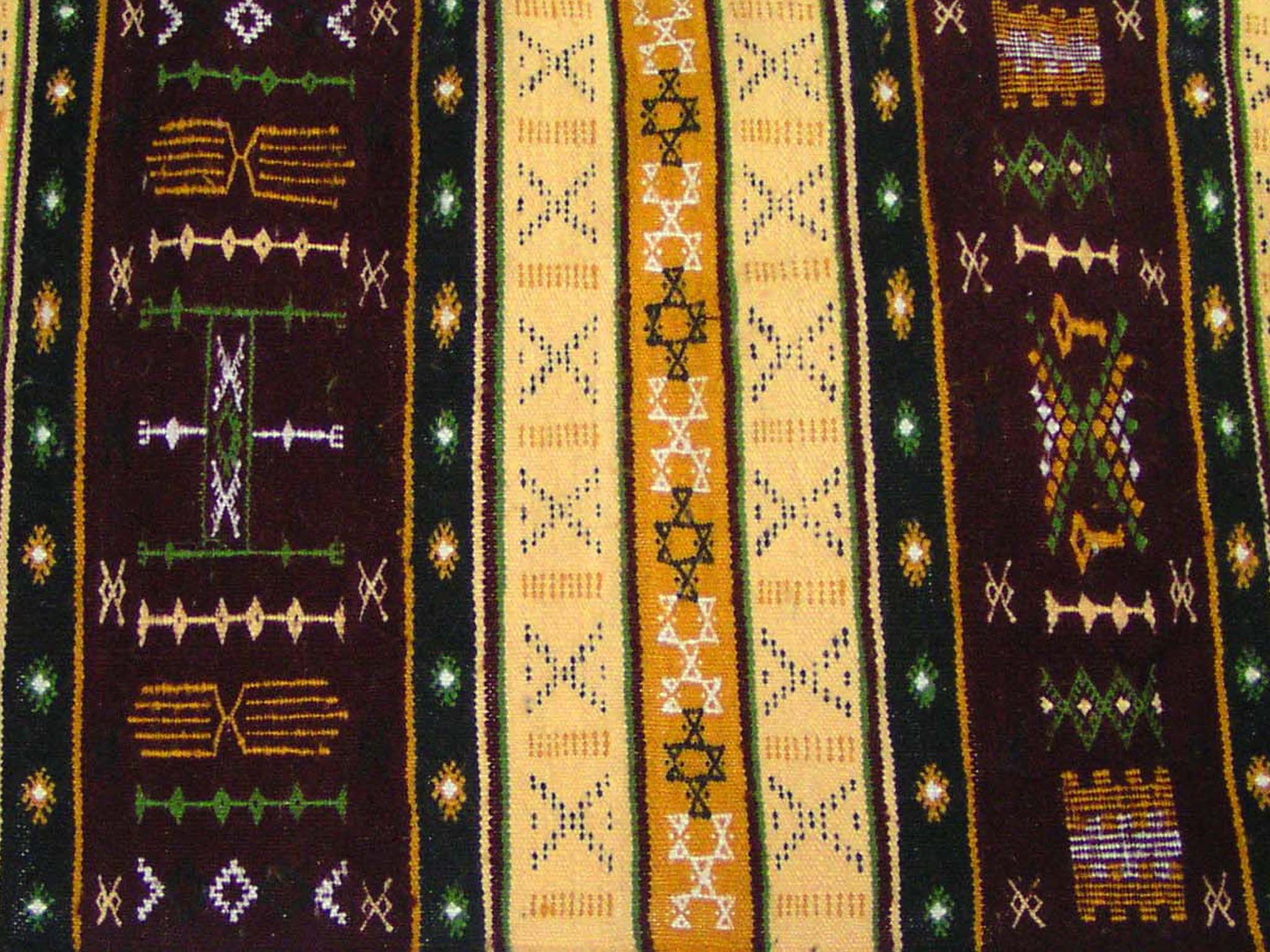
زربية قبائلية

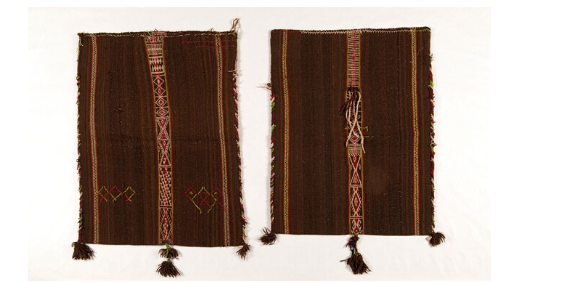
- قرارة - منسوجات الأغواط 1894م

منذ أمد بعيد، تعد الزربية مسألة تخص الجميع في الجزائر.ففي كل بيت ريفي نجد حرفة تعد موروثا مهاريا. وتتميز الزربية الجزائرية بأشكالها وتنوعها الأصيل حتى لو أصبح اليوم هجينا بفعل اللمسات الحديثة. ويمكننا تمييز أربعة أنواع مختلفة :
- - في الشرق، وبالتحديد في الأوراس لدى القبائل الكبرى للنمامشة والحراكتة أين يتم إعداد زرابي أصلية ذات طبقات حمراء، زرقاء، سوداء.
  - في سطيف حيث تنجز زربية قرقور التي تعد من الأنواع الراقية والفاخرة، تعكس تأثير الأناضول من خلال ماتحويه من زهور.
  - جبال العمور يمثل هو الأخر فن الهضاب العليا...هذه الزرابي الصوفية الكثة تسمى الفراش يغلب عليها اللون الأحمر والأسود وتزين عادة بأشكال هندسية بسيطة وهي صناعة عربية أصيلة.
  - من جانب آخر تتميز زرابي قلعة بني حماد على غرار زرابي أيت هشام في القبائل بديكور أمازيغي.

إلى جانب ذلك زربية «كاف الطير» الأصلية والتي تشتهر بها منطقة «شلالة العذاورة»، وهي عبارة عن نسيج خشن من الصوف الطبيعي أوالمصبوغ يتميز بحاشية تتألف من أشرطة متوازية في حين تنتشر على طول مساحة الزربية زخارف زهرية وهندسية متنوعة.
- - وعلى العموم تزخر الجزائر بعدد كبير من أنواع المنسوجات أقل شهرة ولكنها أصلية ومذهلة كزربية وادي سوف، الستائر المعكوسة في القبائل، سجادة بني يزقن، الملاءات الخفيفة لغرداية، تنشرة ميزاب... وهي كلها تمتلك مكانة مهمة ضمن التقاليد المحلية.

### صناعة الفخار

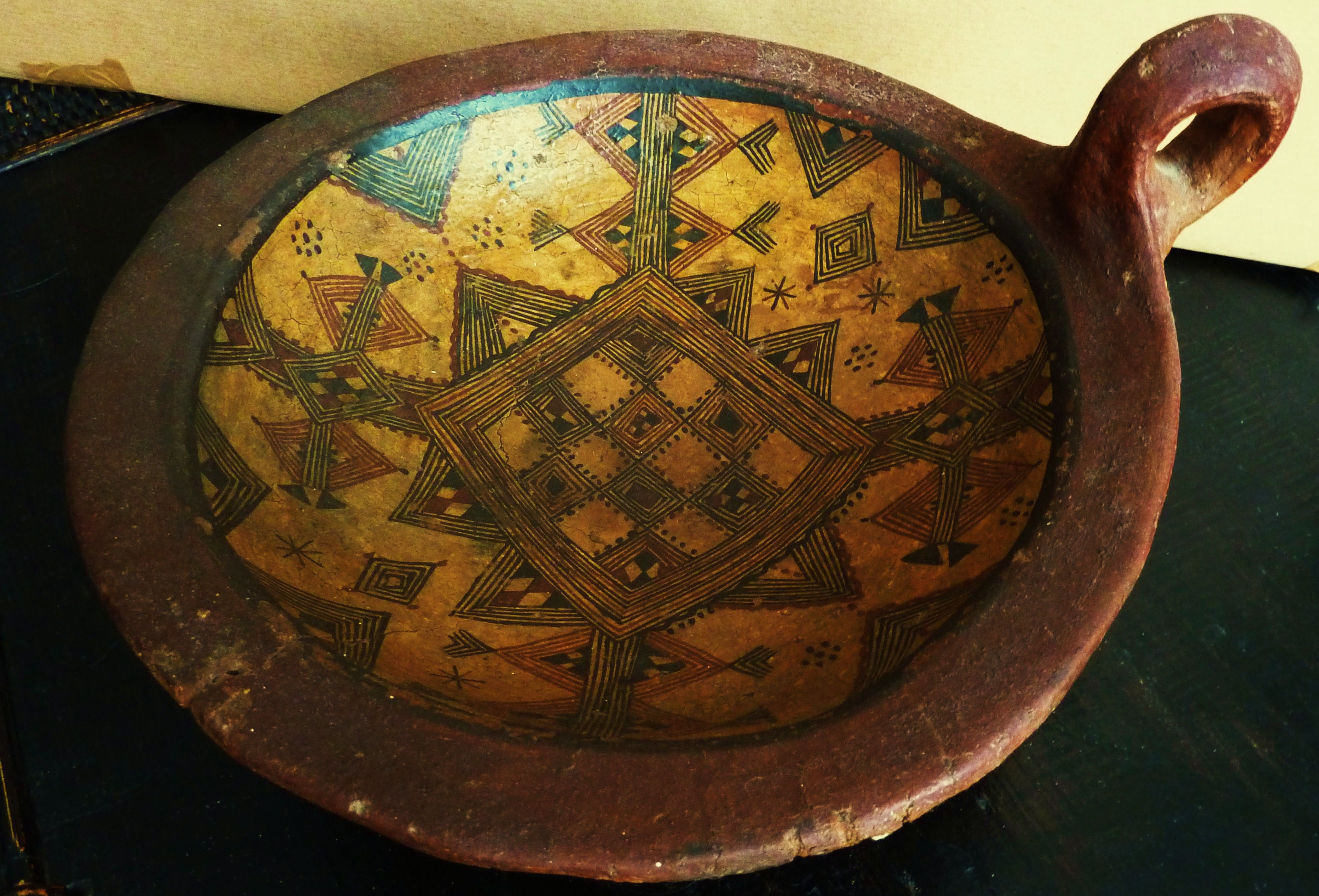
طبق من الفخار

توجد في الجزائر فصيلتان من منتجات الفخار :
- - الأولى ريفية وهي موجودة بكثر وتتعلق بأدوات الاستعمال تستلهم ديكورها من سجل قديم وثري من الرموز وأشكال إيحائية. وتعد منطقة القبائل من أكثر المناطق محافظة على هذا الموروث الفني، من خلال تنوع الأواني الفخارية: المزهرية، الجرة، بوقال الماء، أواني الطعام، الأباريق، الخزان....وتبقى هذه الصناعة مزدهرة على الدوام لارتباطها الوثيق بالمطبخ الجزائري: طاجين من أجل الأكلات المرقية، جرات لزيت الزيتون، أكواب الحليب والزبدة...
  - أما فيما يخص الصناعة الفخارية في المدن فإنها أكثر استعمالا في الديكور وتتميز بتأثرها بـالفن الإسلامي وتزيين جميل بـالخطوط العربية الأصيلة وكذا الأشكال الهندسية والأزهار.

### النحاسيات
صناعة النحاس موجودة في الجزائر منذ العصور الوسطى كما أن أغلب العائلات تمتلك أواني نحاسية وسينيات كبيرة تسمى بالسنيوات. صناعة النحاس في الجزائر معروفة بجودتها والتي تأثرت كثيرًا بالأنماط والأشكال المستوحاة من الأندلس أو من الدولة العثمانية، سواء كان نحاسا أصفرا أو أحمرا. ويزخرف بالزخارف العربية ويأخذ أشكالا متنوعة. سواء في الجزائر أو في تلمسان أو في قسنطينة يأخذ لنحاس عدة أشكال مثل السنيوة، أباريق الشاي والقهوة، قدر الكسكس أو حتى أواني تستعمل في الحمام كالمرشات أو حتى بخاخات العطر التقليدية.

### الملابس والأزياء التقليدية

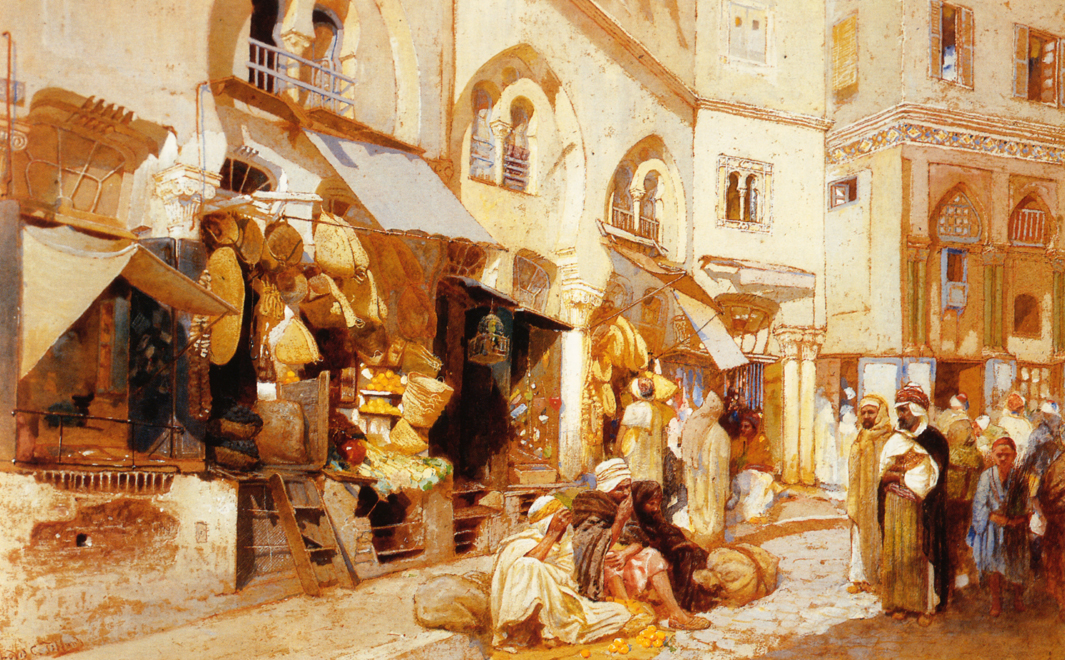
أحد الأسواق الجزائرية القديمة يظهر فيه الناس بلياسهم العربي الجزائري التقليدي

الزي الجزائري يعدينا إلى الحفلات والسهرات أين يضع الرجال والنساء أبهى ملابسهم، محيين بذلك عادة ألفية، في الجزائر الزي النسوي على وجه الخصوص يسرد من خلال نسيجه وحياكته وطرزه عادات وتقاليد جزائرية، من الشرق إلى الغرب من الشمال إلى الجنوب عرفت الأزياء نفس المراحل التاريخية التي عرفها البلاد كما تبرز تأثرها بالعوامل الخارجية رومانية أو فينيقية أو عربية أو أندلسية أو عثمانية أو فرنسية. وأشهر الألبسة الجزائرية هي القفطان الجزائري للنساء والعباءة بمختلف أنواعها للرجال، كاراكو بالنسبة للعاصمة، البلوزة الوهرانية والشدة التلمسانية بالنسبة للغرب، البينوار السطايفي وڨندورة الفرقاني القسنطينية (الجزائر) بالنسبة للشرق.

### المطبخ الجزائري

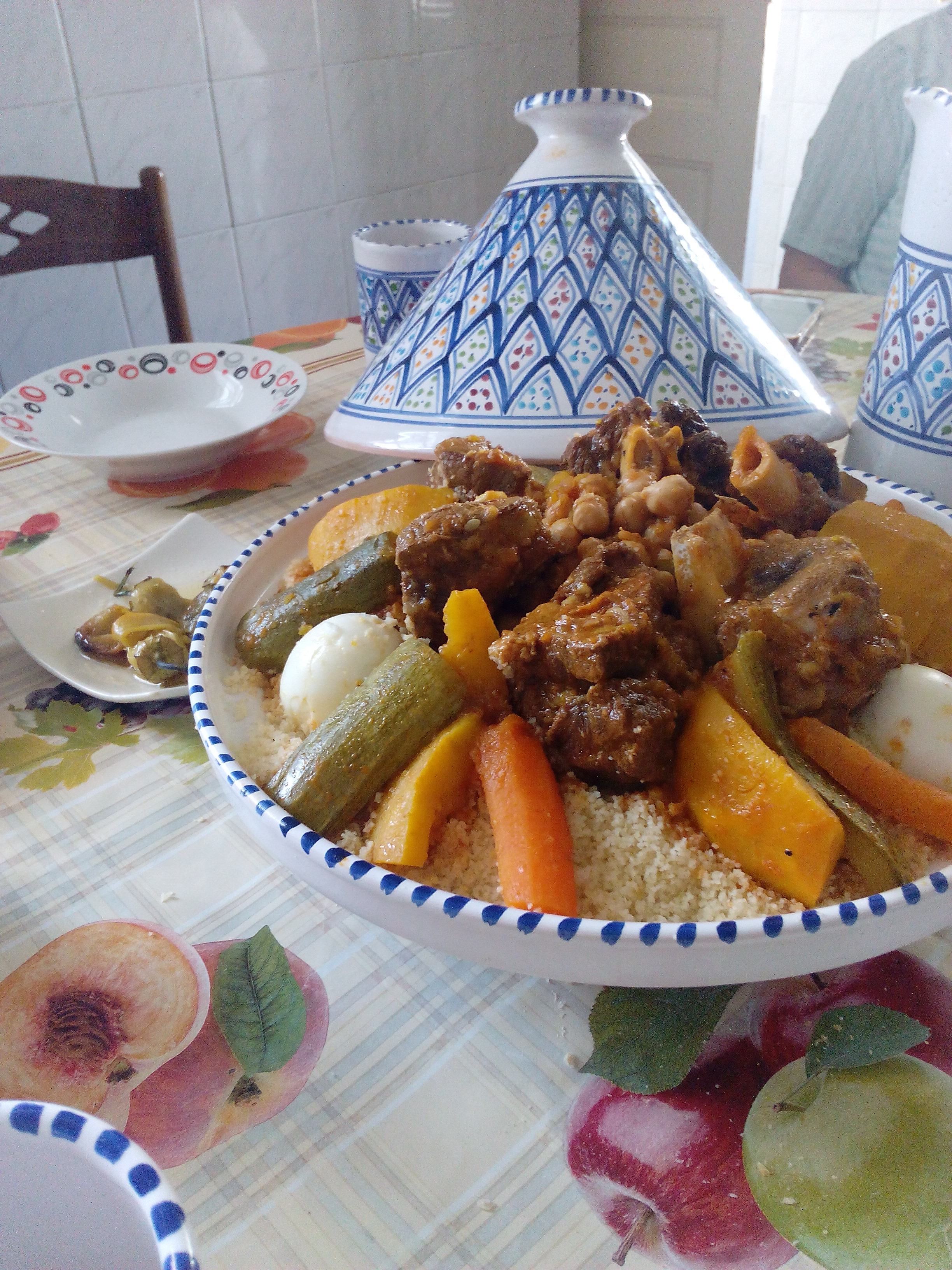
الكسكس من أهم الأطباق في المطبخ الجزائري

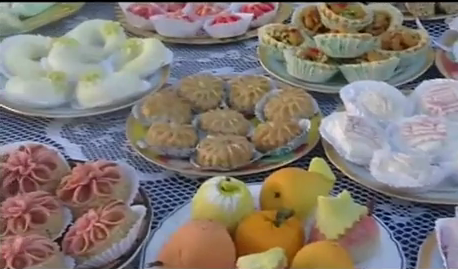
حلويات تقليدية جزائرية

يعتبر المطبخ الجزائري من أغنى المطابخ في العالم لتنوعه وتعدد مواد صنع الأغذية. يرتبط المطبخ الجزائري ارتباطا وثيقا بالإنتاج من الأرض والبحر. رحلة المطبخ الجزائري تبدأ من بعض الأطباق الاقتصادية ذات أصول الطّبخ المشتقة من المطبخ العربي التقليدي، المطبخ التركي، المطبخ الإسباني، المطبخ الإيطالي، المطبخ الفرنسي والأمازيغي المكونة من الأعشاب والحبوب والخضار الطازجة أو المجففة، والتي لا تزال محل ترحيب حتى يومنا هذا في الأرياف والمدن. ثم بمجيء الحضارة الإسلامية نقلت لنا، أسرار مطابخ بغداد، والقاهرة وقرطبة. ثم دخول الأتراك زاده ثراء بأكلات متعدّدة كالمشاوي والحلويات.
و في العصر الحديث، نتيجة لهذا الزخم التاريخي وبتاثيرات أخرى أدّت إلى تنوع كبير في هذا المطبخ، واختلاف ملحوظ من منطقة إلى أخرى، قد تكون هذه الاختلافات، اختلافات طفيفة أحيانا وتكون جذرية، أحيانا أخرى. من المهم أن نشير أيضا إلى أنّ المطبخ الفرنسي رغم غناه، لم يؤثر كثيرًا في المطبخ الجزائري (رغم بقاءه أكثر من 130 سنة)، لأسباب متعدّدة، منها الاختلاف في الدين والحرام والحلال.
هناك تأثير رغم قلته ومحدوديته في طبخ بعض الاسماك والأكلات البحرية وإن كانت في عمومها من المطبخ الأسباني.
ولا تزال حتى الآن الحبوب هي الغذاء الأول للجزائرين الذي ينتج بوفرة ولايوجد أي طبق جزائري لا يخلو من الحبوب. والمطبخ الجزائري يختلف من منطقة إلى أخرى، اعتمادا على المحصول في الموسم الجاري وقد يعتمد عادة على الأسماك واللحوم. ومن بين الأطباق الجزائرية المعروفة : الكسكسي، الشربة، الرشتة، الشخشوخة، شكشوكة، المتوم، شطيطحة، المدربل، دلمه، البريك، البوراك، لحم حلو (طاجين حلو)، كرانتيكا(قرنطيطا) إلى أخره. ويستهلك اللحوم بكثرة بأنواعه كالسجق والذي يختلف أنواعه باختلاف المنطقة واللحم المشرح والمملّـح والـمجـفـف (القـديد).
الحلويات الجزائرية مختلفة باختلاف مناطقها، والمناطق المعروفة بصنعها هي الجزائر وقسنطينة وتلمسان والمدية ومليانة وبجاية وهي محلية الصنع وكل عائلة يمكن صنع أطباق من هذه الحلويات وهناك : طّامينة، كعب الغزال، دزيريات، قريوش، قلب لوز، مقروض، المبرجة الجزائرية، المشوك، تشاراك، بغرير، المسمن، البسيسة، خفاف، غريبية، الرفيس

## المواصلات في الجزائر
اتجهت مداخيل الدولة لتحديث شبكة الطرقات القديمة، السكك الحديدية، الموانئ، والمطارات، لكن تقشف الحكومات خلال التسعينيات، جعلها تتجه نحو الصيانة، أكثر من توجهها لتجديد وتنويع في شبكة المواصلات.
مع ارتفاع أسعار المحروقات وتزايد مداخيل الدولة بشكل غير مسبوق انخرطت الحكومة في اعداد مشاريع الإنعاش الاقتصادي من خلال إعادة النظر في البنية التحتية للبلاد وعلى رأسها شبكات الطرق والسكك الحديدية وأنظمة النقل الحديثة.

### مدارس ومراكز التكوين
هناك 32 مدرسة ومركز تكوين في قطاع النقل نذكر منها :
- معهد الأرصاد الجوية الهيدرولوجية
- مدرسة للتكوين التقني والتعليم البحري- بجاية
- المعهد العالي للتكوين السكك الحديدية - الرويبة
- المعهد العالي للبحرية - تيبازة
- المدرسة  التقنية للتكوين والتعليم البحري - مستغانم
- المدرسة الوطنية لتطبيق التقنيات- وهران

 تقدر عدد المشاريع المسجلة لدى الوكالة الوطنية لتطوير الاستثمار لفترة 2002 - 2012 ب28757 مشروع.
| المبلغ: المليون دينار جزائري | المبلغ: المليون دينار جزائري | المبلغ: المليون دينار جزائري | المبلغ: المليون دينار جزائري |
| ---------------------------- | ---------------------------- | ---------------------------- | ---------------------------- |
| قطاع النشاط                  | عدد المشاريع                 | المبلغ                       | عدد مناصب الشغل              |
| النقل وملحقات النقل          | 28757                        | 700233                       | 157940                       |

### الطرق البرية

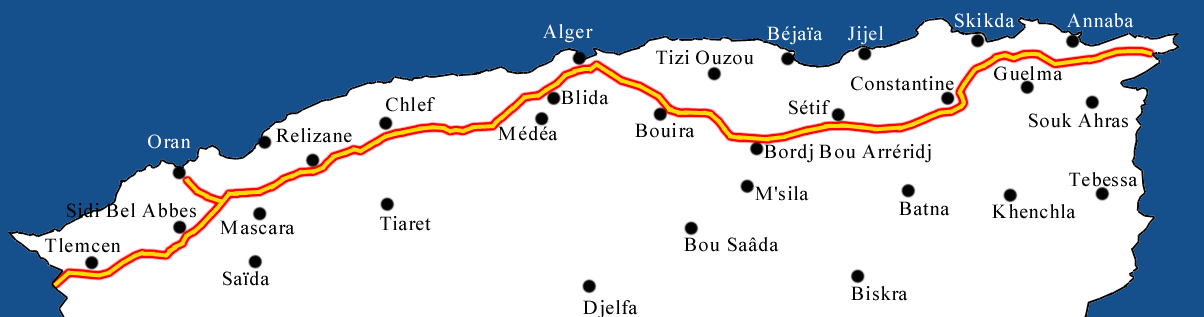
طريق السيار شرق-غرب

شبكة الطرق الجزائرية هي الشبكة الأكثر كثافة في القارة الإفريقية بحيث يقدر طولها بـ113.665 كم منها 280 29 كلم من الطريق الوطني وأكثر من 4910 هيكل. وتحتوي هذه الشبكة على بنية تحتية من الطرق السيارة والطرق السريعة، أبرزها الطريق السيار شرق-غرب الذي صمم ليكون طريق سريع مغاربي وإفريقي وبالإضافة إلى بعده الوطني في تسهيل التنقلات على المحور المفتوح الذي يربط بين الحدود المغربية والحدود التونسية مروراً بالمدن الجزائرية الكبرى.
ويعبر أيضا الجزائر الطريق العابر للصحراء من الشمال إلى الجنوب والذي يربطها مع 5 دول من شمال شرق إفريقيا (تونس، مالي، النيجر، تشاد، نيجيريا) وتبرز أهميته في بناء تكتل اقتصادي حرّ بينها.

### السكة الحديدية

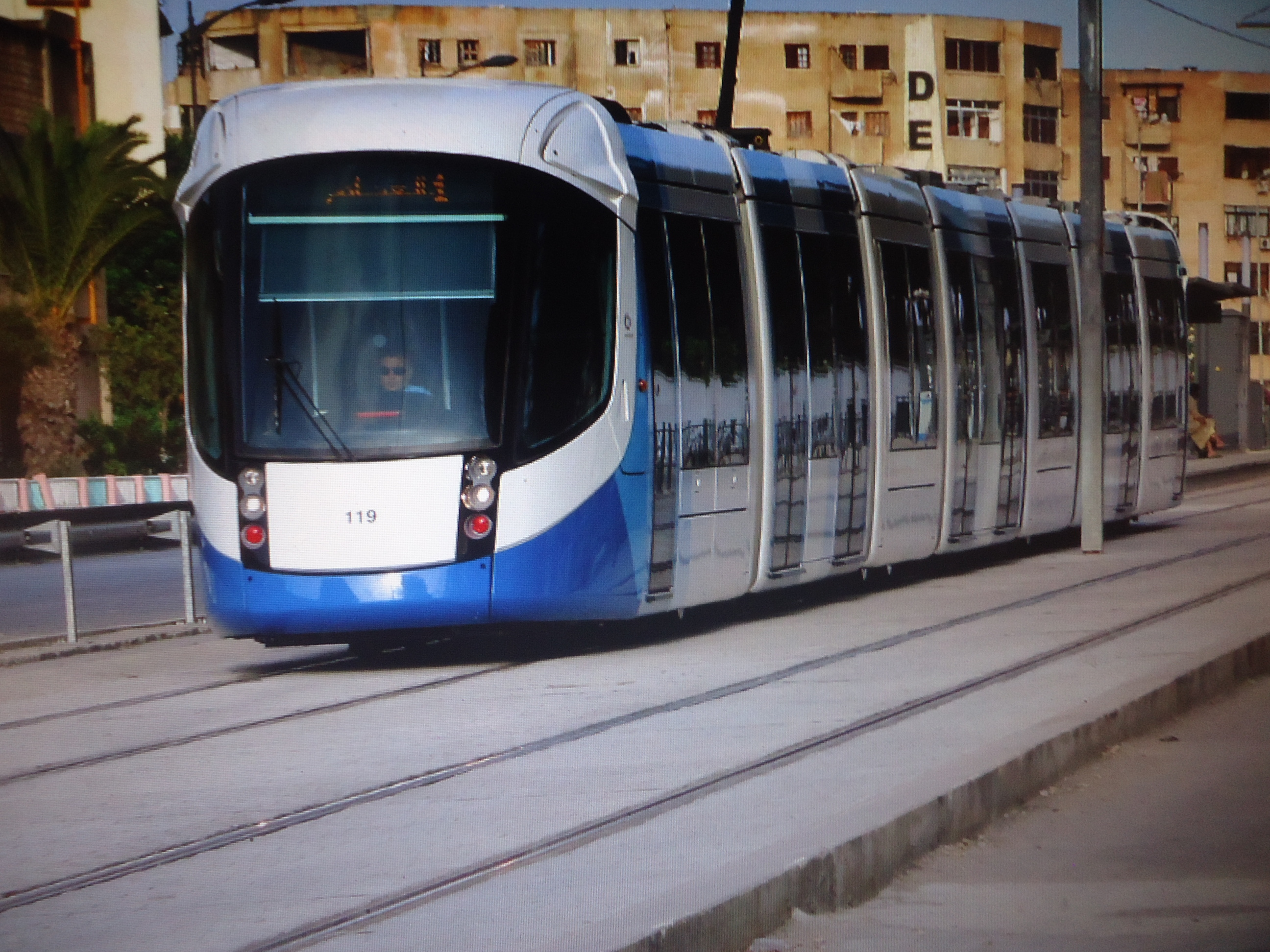
ترامواي الجزائر العاصمة

تربط شبكة السكة الحديدية أهم المدن الشمالية ببعضها وتصل خطوطها إلى مناطق استخراج المواد الأولية بالمقالع والمناجم حتى وصولها للمناطق الصناعية والموانئ، وتعد الجزائر من أهم الدول الإفريقية من حيث كثافة السكك الحديدية والتي يبلغ طولها 4200 كم وتقوم الجزائر بكهربة 1000 الف كم وتحديث الخطوط وتوسيع وإنجاز 3000 آلاف كلم جديدة لتصل إلى 10500 آلاف كلم في نهاية الخماسي الجاري سنة 2014
كما أن الجزائر تسير بتقدم نحو التطور بتوفير وسائل النقل الحديثة لتخفيف عبء الازدحام وأهمها الترامواي الذي بدأت أشغال بناءها بعدة مدن (الجزائر العاصمة، وهران، عنابة، قسنطينة، مستغانم، سطيف، باتنة، سعيدة، سيدي بلعباس، ورقلة)، وبدأ الاستغلال الفعلي في العاصمة ووهران وقسنطينة وكذلك قطار الأنفاق أو مايسمى مترو الجزائر بالإضافة إلى استبدال القطارات القديمة بأخرى حديثة تسمى أوتوراي (القطار السريع). وإنجاز عدة خطوط جديدة أهمها خط يصل بين وهران وبشار والخط الرابط بين الجلفة والأغواط وغرداية وورقلة حتى حاسي مسعود.وتعدّ الشركة الوطنية للنقل بالسّكك الحديدية هي المشرفة على النقل بسكة الحديد.

### النقل الجوي

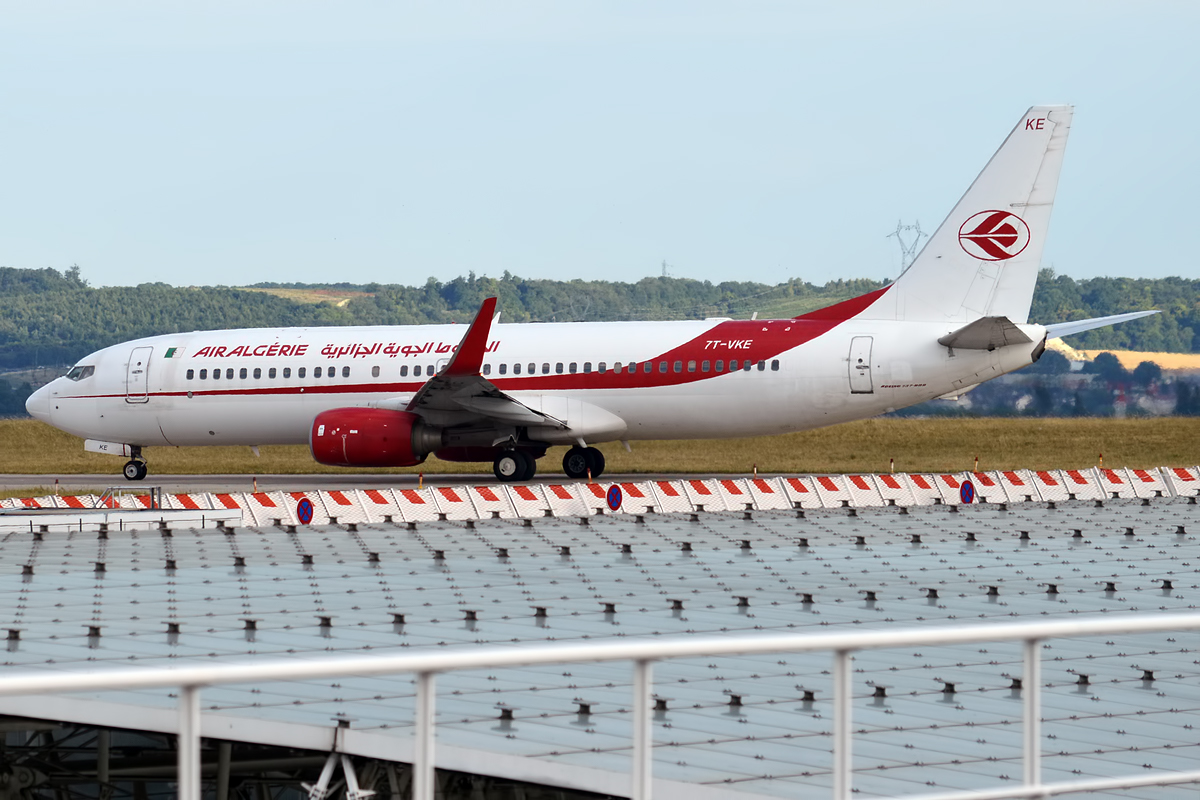
بوينغ 737 الخطوط الجوية الجزائرية

نظرًا لشساعة المساحة وبعد المسافات بين أطراف الجزائر، وإتساع الرقعة الصحراوية. أصبح للنقل الجوي أهمية خاصة في بلادنا. ويتكون الأسطول الجوي من 63 طائرة معظمها من نوع بوينغ وإيرباص وهي طائرات حديثة وتضمن شركة الخطوط الجوية الجزائرية سنويًا نقل 3.6 ملايين مسافر، ونحو 30 ألف طن من البضائع. ويوجد بالجزائر 157 مطارًا منها 12 مطار دولي والباقي إما داخلي أو جهوي أو خاص. أهمها مطار هواري بومدين الدولي ومطار وهران الدولي. وتعدّ شركة الخطوط الجوية الجزائرية هي المشرفة على النقل الجوي، بالإضافة إلى مساهمة شركة طيران الطاسيلي في نقل عمال سوناطراك

### النقل البحري
يتم النقل البحري عبر 38  ميناء بعضها مخصص لتصدير المحروقات كميناء أرزيو وبجاية وسكيكدة، بينما تعدّ موانئ الجزائر العاصمة ووهران وعنابة موانئ متعددة النشاطات. ويضم الأسطول البحري 74 سفينة بحرية، منها 5 ناقلات للبترول و9 ناقلات للغاز السائل و7 منها لنقل المواد الكيماوية و3 لنقل السكان والبضائع. بينما النقل النهري منعدم لانعدام المجاري المائية الصالحة للملاحة.
| المؤشر                                                | القيمة                                  |
| الطرق                                                 | 112.696كم (2012)                        |
| عدد المطارات                                          | 42 (منهم 13 دوليّ) (2008)                |
| السكك الحديدية                                        | 3919 كم (299 كم مكهربة) (2011)          |
| عدد الموانئ                                           | 40 ميناء، 11 مختلط، 2 لنقل الغاز والنفط |
| عدد السيارات                                          | 5.7 مليون سيارة (2010)                  |
| المصدر: رئاسة الجمهورية الجزائرية وكتاب حقائق العالم. |                                         |

### الاتصالات
تعد شركة اتصالات الجزائر من أهم المؤسسات العمومية في الجزائر التي تنشط في مجال الهاتف الثابت والنقال، بالإضافة إلى خدمات الإنترنت والاتصالات الفضائية. نشأت بموجب قانون فبراير 2000 المرتبط بإعادة هيكلة قطاع البريد والمواصلات لفصل قطاع البريد عن قطاع الاتصالات، وقد دخلت رسمياً في سوق العمل في 1 يناير 2003. من أهم منتجاتها موبيليس مشغل الهاتف النقال، وجواب المختصة في خدمات الأنترنت.
أدت التحولات الاقتصادية الكبرى التي اعتمدتها الجزائر والتي ارتكزت على الانفتاح على الأسواق الدولية إلى تحرير قطاع الاتصالات السلكية واللاسلكية. ما أدى إلى ثورة اتصالات داخل المجتمع الجزائري من خلال التطور الكبير الذي عرفه الهاتف المحمول. فبالإضافة إلى المتعامل الوطني في الجزائر موبيليس التابعة لشركة اتصالات الجزائر، فقد تعززت هذه الوضعية بدخول متعاملين جديدين وهما جازي فرع شركة فيمبلكوم الروسية بنسبة 49% و51% للحكومة الجزائرية، وأوريدو فرع شركة أوريدو القطرية. هذا ما أدى إلى زيادة المنافسة وزايادة عدد مستعملي الهاتف النقال، حيت قدر سنة 2010 بأزيد من 33 مليون مشترك موزعة كالتالي :
- 15 مليون مشترك لجازي.[107]
- 11 مليون لموبيليس.
- 9 ملايين لأوريدو.

## الرياضة

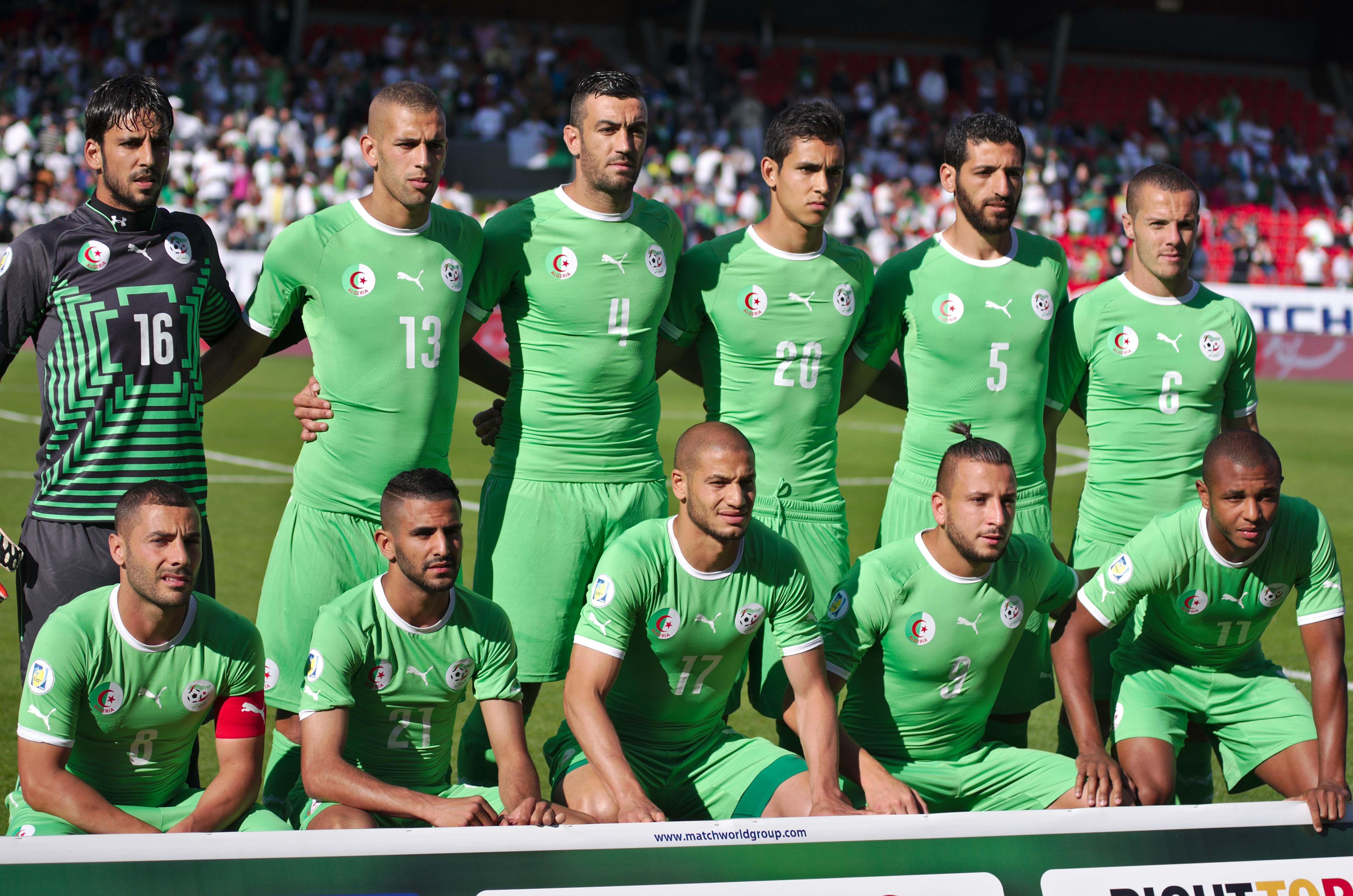
المنتخب الجزائري في كأس العالم

البطل الأولمبي توفيق مخلوفي (2012)

كغيرهم من الشعوب، مارس الجزائريين الرياضة بصورة غير نظامية في البداية كالفروسية والمصارعة وغيرها. وكانت المناسبات فرصة للتنافس واظهار القدرات الفردية أو الجماعية. وجد اللعب في عصر ما قبل التاريخ. في الأوراس، يلعب الناس ألعابا عديدة مثل (الخردبة).الورق، وكذلك الدامة الشطرنج اللذان يعتبران جزءا من الثقافة الجزائرية. سباقات الخيل (الفنتازية) والرماية تعدّ جزءا من الترفيه الثقافي للجزائريين. لكن الرياضة في الجزائر ظهرت بصورة نظاميا أثناء فترة الاستعمار الفرنسي. فمورست العديد من الرياضات وانطلقت مسابقات كثيرة بين المعمرين وبصورة محتشمة بين الجزائرين لانشغالهم بكسب القوت اليومي. وشهدت الفترة ظهور فريق جبهة التحرير الوطني لكرة القدم الذي شارك في عدة مباريات ومسابقات.
عند الاستقلال، عملت الجزائر على تطوير ونشر مختلف الرياضات الجماعية والفردية مثل كرة القدم والكرة الطائرة وكرة اليد والفنون القتالية (التايكواندو، الجودو، الكراتي، إلخ) وألعاب القوى والسباحة والتنس وسباق الدراجات والملاكمة وغيرها من الرياضات.
الرياضة الأكثر ممارسة في الجزائر والأكثر شعبية هي كرة القدم. أسس العديد من نوادي كرة القدم في أوائل القرن العشرين. شجعت جمعية العلماء المسلمين الجزائريين بقوة مبادرة إنشاء الكشافة الإسلامية الجزائرية. مورست العديد من النشاطات الرياضية في هذه المنظمة ثم قام الحزب الشعبي الجزائري بمعاينة الكشافيين والنوادي الرياضية. شارك الكثير من الجزائريين في تظاهرات رياضية متنوعة في القرن العشرين (الألعاب الأولمبية، الألعاب الإفريقية، ألعاب البحر الأبيض المتوسط، إلخ.).
أول جزائري تحصل على الميدالية الذهبية هو أحمد بوغيرا العوافي كان ذلك في الألعاب الأولمبية في 1928 بأمستردام في الماراثون. وشهدت الجزائر المستقلة ظهور عدة أبطال. فلمع في سماء ألعاب القوى نجم العدائين حسيبة بولمرقة ونور الدين مورسلي وتوفيق مخلوفي بنيلهم لميداليات ذهبية. وفي كرة القدم، نحت الكثير من الأسماء في تاريخ الرياضة في الجزائر مثل رابح ماجر، لخضر بلومي، إلخ. في الملاكمة، هنالك عدة أسماء مثل محمد بن قاسمية بطل العالم، لوصيف حماني بطل إفريقيا، إلخ.
شهدت الجزائر تنظيم أحداث رياضية عدة:
- 1975 ألعاب البحر الأبيض المتوسط
- 1978 و2007 الألعاب الإفريقية
- 1990 كأس الأمم الإفريقية لكرة القدم
- 2000 بطولة إفريقيا لكرة اليد ذكور
- 2004 الألعاب العربية
- 2005 بطولة إفريقيا لكرة السلة ذكور
- 2013 بطولة إفريقيا لكرة اليد اناث ذكور
- 2013 التاهل إلى كاس العالم في كرة القدم
- 2020 كأس الأمم الإفريقية لكرة القدم

### كرة القدم
كرة القدم هي الرياضة الأكثر شعبية في الجزائر. تأسست الاتحادية الجزائرية لكرة القدم في 1962، سنة استقلال الجزائر، وانضمت إلى الفيفا سنة 1963 وإلى الكاف سنة 1964. أول مشاركة للجزائر في مسابقة دولية كانت في كأس الأمم الإفريقية 1968. وشاركت في تصفيات كأس العالم لكرة القدم لأول مرة سنة 1970. في 17 أوت 1973، في ليبيا، سجلت الجزائر أكبر انتصار لها على اليمن الجنوبي، بنتيجة 15 هدفا لهدف واحد. ولكن في 21 أفريل 1976، في كوتبس، ألمانيا الشرقية، سجلت الجزائر أكبر هزيمة لها وذلك ضد ألمانيا الشرقية بنتيجة خمسة أهداف دون مقابل. من 1970 إلى 1978، لم تتأهل الجزائر إلى أية مسابقة دولية. ولكنها بالمقابل فازت في هذه المدة بألعاب البحر الأبيض المتوسط سنة 1975 والألعاب الإفريقية سنة 1978.
الكل يتذكر كأس العالم 1982 في إسبانيا أين هزمت الجزائر أكبر مرشح لنيل اللقب، ألمانيا الغربية (2-1) (أهداف رابح ماجر ولخضر بلومي)، في مرحلة المجموعات. احتلت الجزائر مركز وصيف بطل إفريقيا سنة 1980 في نيجيريا أمام البلد المنظم وفي 1984، حصلت الجزائر على المركز الثالث في كأس إفريقيا للأمم لكرة القدم 1984. في 1990، استضافت الجزائر كأس الأمم الإفريقية وأحرزت اللقب على أرضها لما فازت على منتخب نيجيريـا في اللقاء النهائي (1-0). خاضت الجزائر تصفيات كأس العالم 2010 لتتأهل بعد منافسة شرسة مع مصر. في مونديال جنوب إفريقيا 2010، خرجت الجزائر من الدور الأول بعد هزيمتين وتعادل ومشاركة وصفت بالجيدة بعد غياب 24 سنة.
تأهلت الجزائر لمونديال البرازيل 2014 لتكون ممثلة العرب الوحيدة للمرة الثانية بالكأس العالم بعد تمثيلها للعرب وحيدة بكأس العالم 2010 بجنوب إفريقيا. وبذلك تكون الجزائر الدولة العربية الوحيدة التي مثلت العرب مرتين وحيدة. قدم منتخب الجزائر لعبا جميلا في هذا المونديال، وتمكن من اجتياز دور المجموعات. لكنه أقصي على يد الألمان في ثمن النهائي، كما تحصل الفريق الوطني الجزائري على كأس الأمم الإفريقية 2019 بالقاهرة.

## وصلات خارجية
- قصر المرادية الموقع الرسمي لرئاسة الجمهورية.
- الجريدة الرسمية- موقع يوثق جميع قوانين الدولة.
- موقع الوزير الأول.
- وزارة الخارجية- الشؤون الخارجية.
- مجلس الأمة -الغرفة العليا والأعضاء الشيوخ.
- المجلس الشعبي الوطني- النواب والتشريعات.
- موقع البعثة الجزائرية لدى الأمم المتحدة
- موقع هيئة الأرصاد الجوية.
- موقع المؤسسة العمومية للتلفزيون الجزائري.
- وكالة الأنباء الجزائرية
- الوكالة الوطنية لتطوير الاستثمار